# ヴカシン・ブライッチ
ヴカシン・ブライッチ（セルビア語:Вукашин Брајић / Vukašin Brajić、1984年2月9日 - ）は、ボスニア・ヘルツェゴビナ・サンスキ・モスト出身のポップ・ロック歌手である。
旧ユーゴスラビア連邦一円で2008年から2009年にかけて放映されたリアリティ番組・オペラツィヤ・トリユムフ（Operacija Trijumf）の第1シーズンに参加し、その名が知られるようになった。同番組は、かつてユーゴスラビア連邦に属したボスニア・ヘルツェゴビナ、クロアチア、マケドニア共和国、モンテネグロ、セルビアの5箇国で放送され、ヴライッチは2位に終わった。
ノルウェーのオスロで開催されたユーロビジョン・ソング・コンテストの2010年大会に、ボスニア・ヘルツェゴビナ代表として出場。

## 出自
ユーゴスラビア社会主義連邦共和国・ボスニア・ヘルツェゴビナ社会主義共和国北西部の町サンスキ・モストにて1984年2月9日に、3人兄弟の長子として生まれた。弟と妹が1人ずついる。
子供の頃から音楽に興味を持ち、初等学校の3年生のときに音楽学校に行きたいと両親に請うが、当時はボスニア・ヘルツェゴビナ紛争のさなかであり、願いは叶わなかった。1994年、紛争から逃れるためにボスニア・ヘルツェゴビナを離れ、セルビア・ソポト市のマリ・ポジャレヴァツに移住した。マリ・ポジャレヴァツで1年を過ごした後、家族と共にチャチャクへと移り、チャチャクにて初等教育および中等教育を終えた。両親はヴカシンに音楽教育を受けさせられなかったが、ヴカシンは書籍やインターネットを通じて独学で音楽を学び、鍵盤楽器やギターの奏法を身につけた。15歳のときにおじから初めてのギターを与えられたとき、家族に対して「いつか、このギターでみんなを養ってやる」と言った。ヴカシンは合唱団でうたい、ダンス・スタジオで踊り、演劇クラブにも属し、それらでの活動を通じて音楽パフォーマンスの経験を積んでいった。19歳のときにチャチャクからネゴティン（Negotin）に移り、教育大学に入学、本格的に音楽や歌唱を学んだ。ヴカシンは、教育大学での子供たちとの交流を楽しみ、教え子たちは観客で、教室は舞台だと語っていた。この当時、学位を得るためにあと卒業論文を残すのみとなっていたが、音楽活動のために延期していた。ネゴティンで同居していた友人からも音楽を教わり、ギターのスキルを向上させていた。

## アフェクト

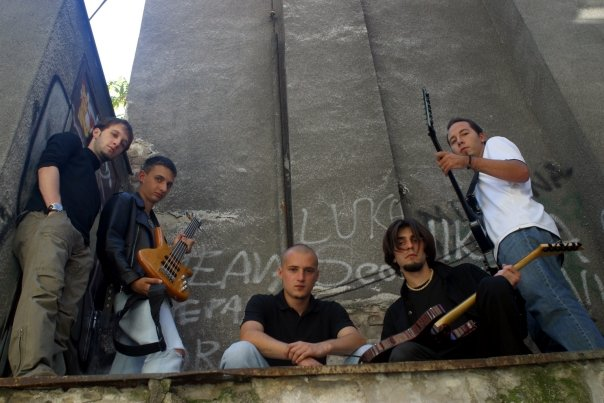
アフェクト

大学の3年生のとき、ネゴティンからベオグラードに移住した。2003年にネゴティンにて出会った友人で、メロディックなメタル・ロックの楽曲を作っていた、ダルコ・ニコディイェヴィッチ（Darko Nikodijević）、ネマニャ・アンジェルコヴィッチ（Nemanja Anđelković）は、アフェクト（Affect）という名のバンドを結成していた。バンドにはリード・ヴォーカルがいなかったが、彼らは歌を歌いギターもひけるヴカシンをバンドに誘った。2004年の夏、ヴカシンはこのバンドで4曲を録音した。ヴカシンはこれらの楽曲を気に入り、そこに自分の音楽の方向性を見出していく。2005年初頭、アフェクトはベーシストのニコラ・ディミティイェヴィッチ（Nikola Dimitijević）、ドラマーのジェリコ・デスピッチ（Željko Despić）を得てフル・メンバーとなった。環境が十分でなかったために、2006年末までに録音できたのは10曲程度であったが、この年の夏にレコード会社のPGP-RTSのオグニェン・ウゼラツ（Ognjen Uzelac）と連絡を取り、プロモーション用CDシングルの発売を打診された。2006年秋には、PGP-RTSの第5スタジオで、「Ništa više ne ostaje」と、「Ajde Jano」のカバー曲の2曲を、ヘヴィメタルのスタイルで録音した。2007年4月、シングルは発売され、彼らはベオグラード以外でも活動を始めた。バンドのメンバーの中で、プロとしての音楽活動を続けたいと考えているのはヴカシン一人であったが、ダルコ・ニコディイェヴィッチやネマニャ・アンジェルコヴィッチはその後もヴカシンの活動にチームの一員として加わっている。

## ラッキー・ルーク

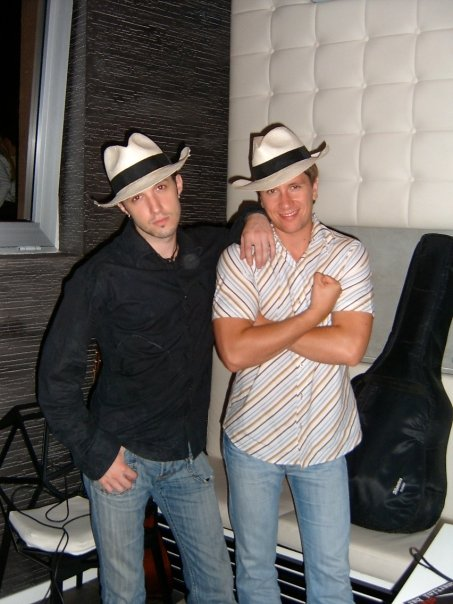
ラッキー・ルーク

アフェクトでの活動の後、ヴカシンはマルコ・マリッチ（Marko Marić）とのアコースティック・デュオ、ラッキー・ルーク（Lucky Luke、旧称:Ausonia Duo）として音楽活動を続けた。ヴカシンがオペラツィヤ・トリユムフに出場するまで活動を続け、モーニング・ショーなどにも登場した。

## オペラツィヤ・トリユムフ
ネゴティンでのルームメイトが電話で、オペラツィヤ・トリユムフの参加受付が始まっていることを知らせ、ヴカシンの代父が参加登録を行った。この時ネゴティンにいた本人は、大学への貢献にと、直ちに参加の準備を始めた。ベオグラードに戻り、それまでの音楽活動で稼いだ資金をすべてつぎ込んで、3箇月にわたって歌唱指導者のターニャ・アンドレイッチ教授（Tanja Andrejić）に師事した。オーディションを通過して参加が決まった後、他のセルビアからの参加者たちとともに、セルビア各地でプロモーション・コンサートを開いた。

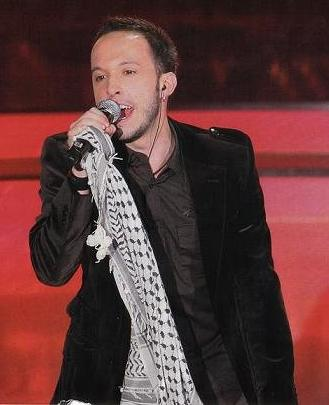
Vukasin Brajic - オペラツィヤ・トリユムフの決勝戦にて

ショーは2008年9月22日に始まった。初回は他の参加者とのデュエットであり、イヴァナ・ニコディイェヴィッチ（Ivana Nikodijević）とともにリブリャ・チョルバ（Riblja Čorba）の「Kada padne noć」と、メタリカの「Enter Sandman」を歌った。第2回では初めて脱落の候補となったが、その理由は告げられず、最終的に脱落は免れた。第8回では視聴者投票によって再び脱落の候補となった。ヴカシンとともに脱落候補となったジョルジェ・ゴゴヴ（Đorđe Gogov）は何度か視聴者の「お気に入り」となっていたが、ゴゴヴとの接戦の末、次回への進出を決めた。この時はエクストリームの「More Than Words」を歌い、ヴカシンのアコースティック・ギター演奏のスキルを見せ付ける名パフォーマンスとなった。またこの回ではジョルジェ・ゴゴヴとのデュエットでレニー・クラヴィッツの「Are You Gonna Go My Way」も歌った。その後、第10回にはニコラ・サリッチ（Nikola Sarić）と共に再び脱落の候補となった。サリッチも過去に何度か視聴者の「お気に入り」となっていたが、この時は視聴者投票によってサリッチに勝ち、次回への進出を決めた。このため、ゴゴヴとの競合の件とあわせて、ヴカシンは「お気に入り殺し」の異名を受けた。その後決勝まで進んだが、最終的にはアドナン・ババイッチ（Adnan Babajić）に次いで2位となった。公式発表によると、ヴカシンは30万票ほどを獲得している。ヴカシンはショーの中ではしっかり目立つ存在であり、あらゆる年代、そして旧ユーゴスラビア社会主義連邦共和国の全ての地域から支持を集めていた。旧ユーゴスラビア地域を再び一つにした、と称えられ、ショーの審査員は「全ての参加者の中で最も平均レベルが高い」と評された。また、ヴカシンのコメント「掲示板に書き込む奴らは最悪だ。そして俺もその中の一人だ！」によって、掲示板利用者の間でも高い人気を集めた。

### パフォーマンスと結果
| 回     | 回     | 回     | 回     | 回     | 回     | 回     | 回     | 回     | 回     | 回     | 回     | 回     | 回     | 回     | 回     | 回     | 回     | 回     | 回     | 回     | 回     | 回     | 回     | 回     | 回     | 回     | 回     | 回     | 回     | 回     | 回     | 回     | 回     | 回     | 回     | 回     | 回     | 回     | 回     | 回     | 回     | 回     | 回     | 回     | 回     | 回     | 回     | 回     | 回     | 回     | 回     | 回     | 回     | 回     | 回     | 回     | 回     | 回     | 回     | 回     | 回     | 回     | 回     | 回     | 回     | 回     | 回     | 回     | 回     | 回     | 回     | 回     | 回     | 回     | 回     | 回     | 回     | 回     | 回     | 回     | 回     | 回     | 回     | 回     | 回     | 回     | 回     | 回     | 回     | 楽曲                                                                 | 楽曲                                                                 | 楽曲                                                                 | 楽曲                                                                 | 楽曲                                                                 | 楽曲                                                                 | 楽曲                                                                 | 楽曲                                                                 | 楽曲                                                                 | 楽曲                                                                 | 楽曲                                                                 | 楽曲                                                                 | 楽曲                                                                 | 楽曲                                                                 | 楽曲                                                                 | 楽曲                                                                 | 楽曲                                                                 | 楽曲                                                                 | 楽曲                                                                 | 楽曲                                                                 | 楽曲                                                                 | 楽曲                                                                 | 楽曲                                                                 | 楽曲                                                                 | 楽曲                                                                 | 楽曲                                                                 | 楽曲                                                                 | 楽曲                                                                 | 楽曲                                                                 | 楽曲                                                                 | 楽曲                                                                 | 楽曲                                                                 | 楽曲                                                                 | 楽曲                                                                 | 楽曲                                                                 | 楽曲                                                                 | 楽曲                                                                 | 楽曲                                                                 | 楽曲                                                                 | 楽曲                                                                 | 楽曲                                                                 | 楽曲                                                                 | 楽曲                                                                 | 楽曲                                                                 | 楽曲                                                                 | 楽曲                                                                 | 楽曲                                                                 | 楽曲                                                                 | 楽曲                                                                 | 楽曲                                                                 | 楽曲                                                                 | 楽曲                                                                 | 楽曲                                                                 | 楽曲                                                                 | 楽曲                                                                 | 楽曲                                                                 | 楽曲                                                                 | 楽曲                                                                 | 楽曲                                                                 | 楽曲                                                                 | 楽曲                                                                 | 楽曲                                                                 | 楽曲                                                                 | 楽曲                                                                 | 楽曲                                                                 | 楽曲                                                                 | 楽曲                                                                 | 楽曲                                                                 | 楽曲                                                                 | 楽曲                                                                 | 楽曲                                                                 | 楽曲                                                                 | 楽曲                                                                 | 楽曲                                                                 | 楽曲                                                                 | 楽曲                                                                 | 楽曲                                                                 | 楽曲                                                                 | 楽曲                                                                 | 楽曲                                                                 | 楽曲                                                                 | 楽曲                                                                 | 楽曲                                                                 | 楽曲                                                                 | 楽曲                                                                 | 楽曲                                                                 | 楽曲                                                                 | 楽曲                                                                 | 楽曲                                                                 | 楽曲                                                                 | 楽曲                                                                 | 楽曲                                                                 | 楽曲                                                                 | 楽曲                                                                 | 楽曲                                                                 | 楽曲                                                                 | 楽曲                                                                 | 楽曲                                                                 | 楽曲                                                                 | 楽曲                                                                 | パフォーマンス | パフォーマンス | パフォーマンス | パフォーマンス | パフォーマンス | パフォーマンス | パフォーマンス | パフォーマンス | パフォーマンス | パフォーマンス | パフォーマンス | パフォーマンス | パフォーマンス | パフォーマンス | パフォーマンス | パフォーマンス | パフォーマンス | パフォーマンス | パフォーマンス | パフォーマンス | パフォーマンス | パフォーマンス | パフォーマンス | パフォーマンス | パフォーマンス | パフォーマンス | パフォーマンス | パフォーマンス | パフォーマンス | パフォーマンス | パフォーマンス | パフォーマンス | パフォーマンス | パフォーマンス | パフォーマンス | パフォーマンス | パフォーマンス | パフォーマンス | パフォーマンス | パフォーマンス | パフォーマンス | パフォーマンス | パフォーマンス | パフォーマンス | パフォーマンス | パフォーマンス | パフォーマンス | パフォーマンス | パフォーマンス | パフォーマンス | パフォーマンス | パフォーマンス | パフォーマンス | パフォーマンス | パフォーマンス | パフォーマンス | パフォーマンス | パフォーマンス | パフォーマンス | パフォーマンス | パフォーマンス | パフォーマンス | パフォーマンス | パフォーマンス | パフォーマンス | パフォーマンス | パフォーマンス | パフォーマンス | パフォーマンス | パフォーマンス | パフォーマンス | パフォーマンス | パフォーマンス | パフォーマンス | パフォーマンス | パフォーマンス | パフォーマンス | パフォーマンス | パフォーマンス | パフォーマンス | パフォーマンス | パフォーマンス | パフォーマンス | パフォーマンス | パフォーマンス | パフォーマンス | パフォーマンス | パフォーマンス | パフォーマンス | パフォーマンス | パフォーマンス | パフォーマンス | パフォーマンス | パフォーマンス | パフォーマンス | パフォーマンス | パフォーマンス | パフォーマンス | パフォーマンス | パフォーマンス | パフォーマンス | パフォーマンス | パフォーマンス | パフォーマンス | パフォーマンス | パフォーマンス | パフォーマンス | パフォーマンス | パフォーマンス | パフォーマンス | パフォーマンス | パフォーマンス | パフォーマンス | パフォーマンス | パフォーマンス | パフォーマンス | パフォーマンス | パフォーマンス | パフォーマンス | パフォーマンス | パフォーマンス | パフォーマンス | パフォーマンス | パフォーマンス | パフォーマンス | パフォーマンス | パフォーマンス | パフォーマンス | パフォーマンス | パフォーマンス | 原作                                                       | 原作                                                       | 原作                                                       | 原作                                                       | 原作                                                       | 原作                                                       | 原作                                                       | 原作                                                       | 原作                                                       | 原作                                                       | 原作                                                       | 原作                                                       | 原作                                                       | 原作                                                       | 原作                                                       | 原作                                                       | 原作                                                       | 原作                                                       | 原作                                                       | 原作                                                       | 原作                                                       | 原作                                                       | 原作                                                       | 原作                                                       | 原作                                                       | 原作                                                       | 原作                                                       | 原作                                                       | 原作                                                       | 原作                                                       | 原作                                                       | 原作                                                       | 原作                                                       | 原作                                                       | 原作                                                       | 原作                                                       | 原作                                                       | 原作                                                       | 原作                                                       | 原作                                                       | 原作                                                       | 原作                                                       | 原作                                                       | 原作                                                       | 原作                                                       | 原作                                                       | 原作                                                       | 原作                                                       | 原作                                                       | 原作                                                       | 原作                                                       | 原作                                                       | 原作                                                       | 原作                                                       | 原作                                                       | 原作                                                       | 原作                                                       | 原作                                                       | 原作                                                       | 原作                                                       | 原作                                                       | 原作                                                       | 原作                                                       | 原作                                                       | 原作                                                       | 原作                                                       | 原作                                                       | 原作                                                       | 原作                                                       | 原作                                                       | 原作                                                       | 原作                                                       | 原作                                                       | 原作                                                       | 原作                                                       | 原作                                                       | 原作                                                       | 原作                                                       | 原作                                                       | 原作                                                       | 原作                                                       | 原作                                                       | 原作                                                       | 原作                                                       | 原作                                                       | 原作                                                       | 原作                                                       | 原作                                                       | 原作                                                       | 原作                                                       | 原作                                                       | 原作                                                       | 原作                                                       | 原作                                                       | 原作                                                       | 原作                                                       | 原作                                                       | 原作                                                       | 原作                                                       | 原作                                                       | 結果                                     | 結果                                     | 結果                                     | 結果                                     | 結果                                     | 結果                                     | 結果                                     | 結果                                     | 結果                                     | 結果                                     | 結果                                     | 結果                                     | 結果                                     | 結果                                     | 結果                                     | 結果                                     | 結果                                     | 結果                                     | 結果                                     | 結果                                     | 結果                                     | 結果                                     | 結果                                     | 結果                                     | 結果                                     | 結果                                     | 結果                                     | 結果                                     | 結果                                     | 結果                                     | 結果                                     | 結果                                     | 結果                                     | 結果                                     | 結果                                     | 結果                                     | 結果                                     | 結果                                     | 結果                                     | 結果                                     | 結果                                     | 結果                                     | 結果                                     | 結果                                     | 結果                                     | 結果                                     | 結果                                     | 結果                                     | 結果                                     | 結果                                     | 結果                                     | 結果                                     | 結果                                     | 結果                                     | 結果                                     | 結果                                     | 結果                                     | 結果                                     | 結果                                     | 結果                                     | 結果                                     | 結果                                     | 結果                                     | 結果                                     | 結果                                     | 結果                                     | 結果                                     | 結果                                     | 結果                                     | 結果                                     | 結果                                     | 結果                                     | 結果                                     | 結果                                     | 結果                                     | 結果                                     | 結果                                     | 結果                                     | 結果                                     | 結果                                     | 結果                                     | 結果                                     | 結果                                     | 結果                                     | 結果                                     | 結果                                     | 結果                                     | 結果                                     | 結果                                     | 結果                                     | 結果                                     | 結果                                     | 結果                                     | 結果                                     | 結果                                     | 結果                                     | 結果                                     | 結果                                     | 結果                                     | 結果                                     |
| 1      | 1      | 1      | 1      | 1      | 1      | 1      | 1      | 1      | 1      | 1      | 1      | 1      | 1      | 1      | 1      | 1      | 1      | 1      | 1      | 1      | 1      | 1      | 1      | 1      | 1      | 1      | 1      | 1      | 1      | 1      | 1      | 1      | 1      | 1      | 1      | 1      | 1      | 1      | 1      | 1      | 1      | 1      | 1      | 1      | 1      | 1      | 1      | 1      | 1      | 1      | 1      | 1      | 1      | 1      | 1      | 1      | 1      | 1      | 1      | 1      | 1      | 1      | 1      | 1      | 1      | 1      | 1      | 1      | 1      | 1      | 1      | 1      | 1      | 1      | 1      | 1      | 1      | 1      | 1      | 1      | 1      | 1      | 1      | 1      | 1      | 1      | 1      | 1      | 1      | Kada padne noć Enter Sandman                                         | Kada padne noć Enter Sandman                                         | Kada padne noć Enter Sandman                                         | Kada padne noć Enter Sandman                                         | Kada padne noć Enter Sandman                                         | Kada padne noć Enter Sandman                                         | Kada padne noć Enter Sandman                                         | Kada padne noć Enter Sandman                                         | Kada padne noć Enter Sandman                                         | Kada padne noć Enter Sandman                                         | Kada padne noć Enter Sandman                                         | Kada padne noć Enter Sandman                                         | Kada padne noć Enter Sandman                                         | Kada padne noć Enter Sandman                                         | Kada padne noć Enter Sandman                                         | Kada padne noć Enter Sandman                                         | Kada padne noć Enter Sandman                                         | Kada padne noć Enter Sandman                                         | Kada padne noć Enter Sandman                                         | Kada padne noć Enter Sandman                                         | Kada padne noć Enter Sandman                                         | Kada padne noć Enter Sandman                                         | Kada padne noć Enter Sandman                                         | Kada padne noć Enter Sandman                                         | Kada padne noć Enter Sandman                                         | Kada padne noć Enter Sandman                                         | Kada padne noć Enter Sandman                                         | Kada padne noć Enter Sandman                                         | Kada padne noć Enter Sandman                                         | Kada padne noć Enter Sandman                                         | Kada padne noć Enter Sandman                                         | Kada padne noć Enter Sandman                                         | Kada padne noć Enter Sandman                                         | Kada padne noć Enter Sandman                                         | Kada padne noć Enter Sandman                                         | Kada padne noć Enter Sandman                                         | Kada padne noć Enter Sandman                                         | Kada padne noć Enter Sandman                                         | Kada padne noć Enter Sandman                                         | Kada padne noć Enter Sandman                                         | Kada padne noć Enter Sandman                                         | Kada padne noć Enter Sandman                                         | Kada padne noć Enter Sandman                                         | Kada padne noć Enter Sandman                                         | Kada padne noć Enter Sandman                                         | Kada padne noć Enter Sandman                                         | Kada padne noć Enter Sandman                                         | Kada padne noć Enter Sandman                                         | Kada padne noć Enter Sandman                                         | Kada padne noć Enter Sandman                                         | Kada padne noć Enter Sandman                                         | Kada padne noć Enter Sandman                                         | Kada padne noć Enter Sandman                                         | Kada padne noć Enter Sandman                                         | Kada padne noć Enter Sandman                                         | Kada padne noć Enter Sandman                                         | Kada padne noć Enter Sandman                                         | Kada padne noć Enter Sandman                                         | Kada padne noć Enter Sandman                                         | Kada padne noć Enter Sandman                                         | Kada padne noć Enter Sandman                                         | Kada padne noć Enter Sandman                                         | Kada padne noć Enter Sandman                                         | Kada padne noć Enter Sandman                                         | Kada padne noć Enter Sandman                                         | Kada padne noć Enter Sandman                                         | Kada padne noć Enter Sandman                                         | Kada padne noć Enter Sandman                                         | Kada padne noć Enter Sandman                                         | Kada padne noć Enter Sandman                                         | Kada padne noć Enter Sandman                                         | Kada padne noć Enter Sandman                                         | Kada padne noć Enter Sandman                                         | Kada padne noć Enter Sandman                                         | Kada padne noć Enter Sandman                                         | Kada padne noć Enter Sandman                                         | Kada padne noć Enter Sandman                                         | Kada padne noć Enter Sandman                                         | Kada padne noć Enter Sandman                                         | Kada padne noć Enter Sandman                                         | Kada padne noć Enter Sandman                                         | Kada padne noć Enter Sandman                                         | Kada padne noć Enter Sandman                                         | Kada padne noć Enter Sandman                                         | Kada padne noć Enter Sandman                                         | Kada padne noć Enter Sandman                                         | Kada padne noć Enter Sandman                                         | Kada padne noć Enter Sandman                                         | Kada padne noć Enter Sandman                                         | Kada padne noć Enter Sandman                                         | Kada padne noć Enter Sandman                                         | Kada padne noć Enter Sandman                                         | Kada padne noć Enter Sandman                                         | Kada padne noć Enter Sandman                                         | Kada padne noć Enter Sandman                                         | Kada padne noć Enter Sandman                                         | Kada padne noć Enter Sandman                                         | Kada padne noć Enter Sandman                                         | Kada padne noć Enter Sandman                                         | Kada padne noć Enter Sandman                                         | イヴァナ・ニコディイェヴィッチとのデュエット 〃                                                                                 | イヴァナ・ニコディイェヴィッチとのデュエット 〃                                                                                 | イヴァナ・ニコディイェヴィッチとのデュエット 〃                                                                                 | イヴァナ・ニコディイェヴィッチとのデュエット 〃                                                                                 | イヴァナ・ニコディイェヴィッチとのデュエット 〃                                                                                 | イヴァナ・ニコディイェヴィッチとのデュエット 〃                                                                                 | イヴァナ・ニコディイェヴィッチとのデュエット 〃                                                                                 | イヴァナ・ニコディイェヴィッチとのデュエット 〃                                                                                 | イヴァナ・ニコディイェヴィッチとのデュエット 〃                                                                                 | イヴァナ・ニコディイェヴィッチとのデュエット 〃                                                                                 | イヴァナ・ニコディイェヴィッチとのデュエット 〃                                                                                 | イヴァナ・ニコディイェヴィッチとのデュエット 〃                                                                                 | イヴァナ・ニコディイェヴィッチとのデュエット 〃                                                                                 | イヴァナ・ニコディイェヴィッチとのデュエット 〃                                                                                 | イヴァナ・ニコディイェヴィッチとのデュエット 〃                                                                                 | イヴァナ・ニコディイェヴィッチとのデュエット 〃                                                                                 | イヴァナ・ニコディイェヴィッチとのデュエット 〃                                                                                 | イヴァナ・ニコディイェヴィッチとのデュエット 〃                                                                                 | イヴァナ・ニコディイェヴィッチとのデュエット 〃                                                                                 | イヴァナ・ニコディイェヴィッチとのデュエット 〃                                                                                 | イヴァナ・ニコディイェヴィッチとのデュエット 〃                                                                                 | イヴァナ・ニコディイェヴィッチとのデュエット 〃                                                                                 | イヴァナ・ニコディイェヴィッチとのデュエット 〃                                                                                 | イヴァナ・ニコディイェヴィッチとのデュエット 〃                                                                                 | イヴァナ・ニコディイェヴィッチとのデュエット 〃                                                                                 | イヴァナ・ニコディイェヴィッチとのデュエット 〃                                                                                 | イヴァナ・ニコディイェヴィッチとのデュエット 〃                                                                                 | イヴァナ・ニコディイェヴィッチとのデュエット 〃                                                                                 | イヴァナ・ニコディイェヴィッチとのデュエット 〃                                                                                 | イヴァナ・ニコディイェヴィッチとのデュエット 〃                                                                                 | イヴァナ・ニコディイェヴィッチとのデュエット 〃                                                                                 | イヴァナ・ニコディイェヴィッチとのデュエット 〃                                                                                 | イヴァナ・ニコディイェヴィッチとのデュエット 〃                                                                                 | イヴァナ・ニコディイェヴィッチとのデュエット 〃                                                                                 | イヴァナ・ニコディイェヴィッチとのデュエット 〃                                                                                 | イヴァナ・ニコディイェヴィッチとのデュエット 〃                                                                                 | イヴァナ・ニコディイェヴィッチとのデュエット 〃                                                                                 | イヴァナ・ニコディイェヴィッチとのデュエット 〃                                                                                 | イヴァナ・ニコディイェヴィッチとのデュエット 〃                                                                                 | イヴァナ・ニコディイェヴィッチとのデュエット 〃                                                                                 | イヴァナ・ニコディイェヴィッチとのデュエット 〃                                                                                 | イヴァナ・ニコディイェヴィッチとのデュエット 〃                                                                                 | イヴァナ・ニコディイェヴィッチとのデュエット 〃                                                                                 | イヴァナ・ニコディイェヴィッチとのデュエット 〃                                                                                 | イヴァナ・ニコディイェヴィッチとのデュエット 〃                                                                                 | イヴァナ・ニコディイェヴィッチとのデュエット 〃                                                                                 | イヴァナ・ニコディイェヴィッチとのデュエット 〃                                                                                 | イヴァナ・ニコディイェヴィッチとのデュエット 〃                                                                                 | イヴァナ・ニコディイェヴィッチとのデュエット 〃                                                                                 | イヴァナ・ニコディイェヴィッチとのデュエット 〃                                                                                 | イヴァナ・ニコディイェヴィッチとのデュエット 〃                                                                                 | イヴァナ・ニコディイェヴィッチとのデュエット 〃                                                                                 | イヴァナ・ニコディイェヴィッチとのデュエット 〃                                                                                 | イヴァナ・ニコディイェヴィッチとのデュエット 〃                                                                                 | イヴァナ・ニコディイェヴィッチとのデュエット 〃                                                                                 | イヴァナ・ニコディイェヴィッチとのデュエット 〃                                                                                 | イヴァナ・ニコディイェヴィッチとのデュエット 〃                                                                                 | イヴァナ・ニコディイェヴィッチとのデュエット 〃                                                                                 | イヴァナ・ニコディイェヴィッチとのデュエット 〃                                                                                 | イヴァナ・ニコディイェヴィッチとのデュエット 〃                                                                                 | イヴァナ・ニコディイェヴィッチとのデュエット 〃                                                                                 | イヴァナ・ニコディイェヴィッチとのデュエット 〃                                                                                 | イヴァナ・ニコディイェヴィッチとのデュエット 〃                                                                                 | イヴァナ・ニコディイェヴィッチとのデュエット 〃                                                                                 | イヴァナ・ニコディイェヴィッチとのデュエット 〃                                                                                 | イヴァナ・ニコディイェヴィッチとのデュエット 〃                                                                                 | イヴァナ・ニコディイェヴィッチとのデュエット 〃                                                                                 | イヴァナ・ニコディイェヴィッチとのデュエット 〃                                                                                 | イヴァナ・ニコディイェヴィッチとのデュエット 〃                                                                                 | イヴァナ・ニコディイェヴィッチとのデュエット 〃                                                                                 | イヴァナ・ニコディイェヴィッチとのデュエット 〃                                                                                 | イヴァナ・ニコディイェヴィッチとのデュエット 〃                                                                                 | イヴァナ・ニコディイェヴィッチとのデュエット 〃                                                                                 | イヴァナ・ニコディイェヴィッチとのデュエット 〃                                                                                 | イヴァナ・ニコディイェヴィッチとのデュエット 〃                                                                                 | イヴァナ・ニコディイェヴィッチとのデュエット 〃                                                                                 | イヴァナ・ニコディイェヴィッチとのデュエット 〃                                                                                 | イヴァナ・ニコディイェヴィッチとのデュエット 〃                                                                                 | イヴァナ・ニコディイェヴィッチとのデュエット 〃                                                                                 | イヴァナ・ニコディイェヴィッチとのデュエット 〃                                                                                 | イヴァナ・ニコディイェヴィッチとのデュエット 〃                                                                                 | イヴァナ・ニコディイェヴィッチとのデュエット 〃                                                                                 | イヴァナ・ニコディイェヴィッチとのデュエット 〃                                                                                 | イヴァナ・ニコディイェヴィッチとのデュエット 〃                                                                                 | イヴァナ・ニコディイェヴィッチとのデュエット 〃                                                                                 | イヴァナ・ニコディイェヴィッチとのデュエット 〃                                                                                 | イヴァナ・ニコディイェヴィッチとのデュエット 〃                                                                                 | イヴァナ・ニコディイェヴィッチとのデュエット 〃                                                                                 | イヴァナ・ニコディイェヴィッチとのデュエット 〃                                                                                 | イヴァナ・ニコディイェヴィッチとのデュエット 〃                                                                                 | イヴァナ・ニコディイェヴィッチとのデュエット 〃                                                                                 | イヴァナ・ニコディイェヴィッチとのデュエット 〃                                                                                 | イヴァナ・ニコディイェヴィッチとのデュエット 〃                                                                                 | イヴァナ・ニコディイェヴィッチとのデュエット 〃                                                                                 | イヴァナ・ニコディイェヴィッチとのデュエット 〃                                                                                 | イヴァナ・ニコディイェヴィッチとのデュエット 〃                                                                                 | イヴァナ・ニコディイェヴィッチとのデュエット 〃                                                                                 | イヴァナ・ニコディイェヴィッチとのデュエット 〃                                                                                 | イヴァナ・ニコディイェヴィッチとのデュエット 〃                                                                                 | イヴァナ・ニコディイェヴィッチとのデュエット 〃                                                                                 | イヴァナ・ニコディイェヴィッチとのデュエット 〃                                                                                 | イヴァナ・ニコディイェヴィッチとのデュエット 〃                                                                                 | イヴァナ・ニコディイェヴィッチとのデュエット 〃                                                                                 | イヴァナ・ニコディイェヴィッチとのデュエット 〃                                                                                 | イヴァナ・ニコディイェヴィッチとのデュエット 〃                                                                                 | イヴァナ・ニコディイェヴィッチとのデュエット 〃                                                                                 | イヴァナ・ニコディイェヴィッチとのデュエット 〃                                                                                 | イヴァナ・ニコディイェヴィッチとのデュエット 〃                                                                                 | イヴァナ・ニコディイェヴィッチとのデュエット 〃                                                                                 | イヴァナ・ニコディイェヴィッチとのデュエット 〃                                                                                 | イヴァナ・ニコディイェヴィッチとのデュエット 〃                                                                                 | イヴァナ・ニコディイェヴィッチとのデュエット 〃                                                                                 | イヴァナ・ニコディイェヴィッチとのデュエット 〃                                                                                 | イヴァナ・ニコディイェヴィッチとのデュエット 〃                                                                                 | イヴァナ・ニコディイェヴィッチとのデュエット 〃                                                                                 | イヴァナ・ニコディイェヴィッチとのデュエット 〃                                                                                 | イヴァナ・ニコディイェヴィッチとのデュエット 〃                                                                                 | イヴァナ・ニコディイェヴィッチとのデュエット 〃                                                                                 | イヴァナ・ニコディイェヴィッチとのデュエット 〃                                                                                 | イヴァナ・ニコディイェヴィッチとのデュエット 〃                                                                                 | イヴァナ・ニコディイェヴィッチとのデュエット 〃                                                                                 | イヴァナ・ニコディイェヴィッチとのデュエット 〃                                                                                 | イヴァナ・ニコディイェヴィッチとのデュエット 〃                                                                                 | イヴァナ・ニコディイェヴィッチとのデュエット 〃                                                                                 | イヴァナ・ニコディイェヴィッチとのデュエット 〃                                                                                 | イヴァナ・ニコディイェヴィッチとのデュエット 〃                                                                                 | イヴァナ・ニコディイェヴィッチとのデュエット 〃                                                                                 | イヴァナ・ニコディイェヴィッチとのデュエット 〃                                                                                 | イヴァナ・ニコディイェヴィッチとのデュエット 〃                                                                                 | イヴァナ・ニコディイェヴィッチとのデュエット 〃                                                                                 | リブリャ・チョルバ メタリカ                                | リブリャ・チョルバ メタリカ                                | リブリャ・チョルバ メタリカ                                | リブリャ・チョルバ メタリカ                                | リブリャ・チョルバ メタリカ                                | リブリャ・チョルバ メタリカ                                | リブリャ・チョルバ メタリカ                                | リブリャ・チョルバ メタリカ                                | リブリャ・チョルバ メタリカ                                | リブリャ・チョルバ メタリカ                                | リブリャ・チョルバ メタリカ                                | リブリャ・チョルバ メタリカ                                | リブリャ・チョルバ メタリカ                                | リブリャ・チョルバ メタリカ                                | リブリャ・チョルバ メタリカ                                | リブリャ・チョルバ メタリカ                                | リブリャ・チョルバ メタリカ                                | リブリャ・チョルバ メタリカ                                | リブリャ・チョルバ メタリカ                                | リブリャ・チョルバ メタリカ                                | リブリャ・チョルバ メタリカ                                | リブリャ・チョルバ メタリカ                                | リブリャ・チョルバ メタリカ                                | リブリャ・チョルバ メタリカ                                | リブリャ・チョルバ メタリカ                                | リブリャ・チョルバ メタリカ                                | リブリャ・チョルバ メタリカ                                | リブリャ・チョルバ メタリカ                                | リブリャ・チョルバ メタリカ                                | リブリャ・チョルバ メタリカ                                | リブリャ・チョルバ メタリカ                                | リブリャ・チョルバ メタリカ                                | リブリャ・チョルバ メタリカ                                | リブリャ・チョルバ メタリカ                                | リブリャ・チョルバ メタリカ                                | リブリャ・チョルバ メタリカ                                | リブリャ・チョルバ メタリカ                                | リブリャ・チョルバ メタリカ                                | リブリャ・チョルバ メタリカ                                | リブリャ・チョルバ メタリカ                                | リブリャ・チョルバ メタリカ                                | リブリャ・チョルバ メタリカ                                | リブリャ・チョルバ メタリカ                                | リブリャ・チョルバ メタリカ                                | リブリャ・チョルバ メタリカ                                | リブリャ・チョルバ メタリカ                                | リブリャ・チョルバ メタリカ                                | リブリャ・チョルバ メタリカ                                | リブリャ・チョルバ メタリカ                                | リブリャ・チョルバ メタリカ                                | リブリャ・チョルバ メタリカ                                | リブリャ・チョルバ メタリカ                                | リブリャ・チョルバ メタリカ                                | リブリャ・チョルバ メタリカ                                | リブリャ・チョルバ メタリカ                                | リブリャ・チョルバ メタリカ                                | リブリャ・チョルバ メタリカ                                | リブリャ・チョルバ メタリカ                                | リブリャ・チョルバ メタリカ                                | リブリャ・チョルバ メタリカ                                | リブリャ・チョルバ メタリカ                                | リブリャ・チョルバ メタリカ                                | リブリャ・チョルバ メタリカ                                | リブリャ・チョルバ メタリカ                                | リブリャ・チョルバ メタリカ                                | リブリャ・チョルバ メタリカ                                | リブリャ・チョルバ メタリカ                                | リブリャ・チョルバ メタリカ                                | リブリャ・チョルバ メタリカ                                | リブリャ・チョルバ メタリカ                                | リブリャ・チョルバ メタリカ                                | リブリャ・チョルバ メタリカ                                | リブリャ・チョルバ メタリカ                                | リブリャ・チョルバ メタリカ                                | リブリャ・チョルバ メタリカ                                | リブリャ・チョルバ メタリカ                                | リブリャ・チョルバ メタリカ                                | リブリャ・チョルバ メタリカ                                | リブリャ・チョルバ メタリカ                                | リブリャ・チョルバ メタリカ                                | リブリャ・チョルバ メタリカ                                | リブリャ・チョルバ メタリカ                                | リブリャ・チョルバ メタリカ                                | リブリャ・チョルバ メタリカ                                | リブリャ・チョルバ メタリカ                                | リブリャ・チョルバ メタリカ                                | リブリャ・チョルバ メタリカ                                | リブリャ・チョルバ メタリカ                                | リブリャ・チョルバ メタリカ                                | リブリャ・チョルバ メタリカ                                | リブリャ・チョルバ メタリカ                                | リブリャ・チョルバ メタリカ                                | リブリャ・チョルバ メタリカ                                | リブリャ・チョルバ メタリカ                                | リブリャ・チョルバ メタリカ                                | リブリャ・チョルバ メタリカ                                | リブリャ・チョルバ メタリカ                                | リブリャ・チョルバ メタリカ                                | リブリャ・チョルバ メタリカ                                | リブリャ・チョルバ メタリカ                                | 通過                                     | 通過                                     | 通過                                     | 通過                                     | 通過                                     | 通過                                     | 通過                                     | 通過                                     | 通過                                     | 通過                                     | 通過                                     | 通過                                     | 通過                                     | 通過                                     | 通過                                     | 通過                                     | 通過                                     | 通過                                     | 通過                                     | 通過                                     | 通過                                     | 通過                                     | 通過                                     | 通過                                     | 通過                                     | 通過                                     | 通過                                     | 通過                                     | 通過                                     | 通過                                     | 通過                                     | 通過                                     | 通過                                     | 通過                                     | 通過                                     | 通過                                     | 通過                                     | 通過                                     | 通過                                     | 通過                                     | 通過                                     | 通過                                     | 通過                                     | 通過                                     | 通過                                     | 通過                                     | 通過                                     | 通過                                     | 通過                                     | 通過                                     | 通過                                     | 通過                                     | 通過                                     | 通過                                     | 通過                                     | 通過                                     | 通過                                     | 通過                                     | 通過                                     | 通過                                     | 通過                                     | 通過                                     | 通過                                     | 通過                                     | 通過                                     | 通過                                     | 通過                                     | 通過                                     | 通過                                     | 通過                                     | 通過                                     | 通過                                     | 通過                                     | 通過                                     | 通過                                     | 通過                                     | 通過                                     | 通過                                     | 通過                                     | 通過                                     | 通過                                     | 通過                                     | 通過                                     | 通過                                     | 通過                                     | 通過                                     | 通過                                     | 通過                                     | 通過                                     | 通過                                     | 通過                                     | 通過                                     | 通過                                     | 通過                                     | 通過                                     | 通過                                     | 通過                                     | 通過                                     | 通過                                     | 通過                                     |
| 2      | 2      | 2      | 2      | 2      | 2      | 2      | 2      | 2      | 2      | 2      | 2      | 2      | 2      | 2      | 2      | 2      | 2      | 2      | 2      | 2      | 2      | 2      | 2      | 2      | 2      | 2      | 2      | 2      | 2      | 2      | 2      | 2      | 2      | 2      | 2      | 2      | 2      | 2      | 2      | 2      | 2      | 2      | 2      | 2      | 2      | 2      | 2      | 2      | 2      | 2      | 2      | 2      | 2      | 2      | 2      | 2      | 2      | 2      | 2      | 2      | 2      | 2      | 2      | 2      | 2      | 2      | 2      | 2      | 2      | 2      | 2      | 2      | 2      | 2      | 2      | 2      | 2      | 2      | 2      | 2      | 2      | 2      | 2      | 2      | 2      | 2      | 2      | 2      | 2      | Zažmuri Kiselina                                                     | Zažmuri Kiselina                                                     | Zažmuri Kiselina                                                     | Zažmuri Kiselina                                                     | Zažmuri Kiselina                                                     | Zažmuri Kiselina                                                     | Zažmuri Kiselina                                                     | Zažmuri Kiselina                                                     | Zažmuri Kiselina                                                     | Zažmuri Kiselina                                                     | Zažmuri Kiselina                                                     | Zažmuri Kiselina                                                     | Zažmuri Kiselina                                                     | Zažmuri Kiselina                                                     | Zažmuri Kiselina                                                     | Zažmuri Kiselina                                                     | Zažmuri Kiselina                                                     | Zažmuri Kiselina                                                     | Zažmuri Kiselina                                                     | Zažmuri Kiselina                                                     | Zažmuri Kiselina                                                     | Zažmuri Kiselina                                                     | Zažmuri Kiselina                                                     | Zažmuri Kiselina                                                     | Zažmuri Kiselina                                                     | Zažmuri Kiselina                                                     | Zažmuri Kiselina                                                     | Zažmuri Kiselina                                                     | Zažmuri Kiselina                                                     | Zažmuri Kiselina                                                     | Zažmuri Kiselina                                                     | Zažmuri Kiselina                                                     | Zažmuri Kiselina                                                     | Zažmuri Kiselina                                                     | Zažmuri Kiselina                                                     | Zažmuri Kiselina                                                     | Zažmuri Kiselina                                                     | Zažmuri Kiselina                                                     | Zažmuri Kiselina                                                     | Zažmuri Kiselina                                                     | Zažmuri Kiselina                                                     | Zažmuri Kiselina                                                     | Zažmuri Kiselina                                                     | Zažmuri Kiselina                                                     | Zažmuri Kiselina                                                     | Zažmuri Kiselina                                                     | Zažmuri Kiselina                                                     | Zažmuri Kiselina                                                     | Zažmuri Kiselina                                                     | Zažmuri Kiselina                                                     | Zažmuri Kiselina                                                     | Zažmuri Kiselina                                                     | Zažmuri Kiselina                                                     | Zažmuri Kiselina                                                     | Zažmuri Kiselina                                                     | Zažmuri Kiselina                                                     | Zažmuri Kiselina                                                     | Zažmuri Kiselina                                                     | Zažmuri Kiselina                                                     | Zažmuri Kiselina                                                     | Zažmuri Kiselina                                                     | Zažmuri Kiselina                                                     | Zažmuri Kiselina                                                     | Zažmuri Kiselina                                                     | Zažmuri Kiselina                                                     | Zažmuri Kiselina                                                     | Zažmuri Kiselina                                                     | Zažmuri Kiselina                                                     | Zažmuri Kiselina                                                     | Zažmuri Kiselina                                                     | Zažmuri Kiselina                                                     | Zažmuri Kiselina                                                     | Zažmuri Kiselina                                                     | Zažmuri Kiselina                                                     | Zažmuri Kiselina                                                     | Zažmuri Kiselina                                                     | Zažmuri Kiselina                                                     | Zažmuri Kiselina                                                     | Zažmuri Kiselina                                                     | Zažmuri Kiselina                                                     | Zažmuri Kiselina                                                     | Zažmuri Kiselina                                                     | Zažmuri Kiselina                                                     | Zažmuri Kiselina                                                     | Zažmuri Kiselina                                                     | Zažmuri Kiselina                                                     | Zažmuri Kiselina                                                     | Zažmuri Kiselina                                                     | Zažmuri Kiselina                                                     | Zažmuri Kiselina                                                     | Zažmuri Kiselina                                                     | Zažmuri Kiselina                                                     | Zažmuri Kiselina                                                     | Zažmuri Kiselina                                                     | Zažmuri Kiselina                                                     | Zažmuri Kiselina                                                     | Zažmuri Kiselina                                                     | Zažmuri Kiselina                                                     | Zažmuri Kiselina                                                     | Zažmuri Kiselina                                                     | ニコラ・サリッチとのデュエット 〃                                                                                               | ニコラ・サリッチとのデュエット 〃                                                                                               | ニコラ・サリッチとのデュエット 〃                                                                                               | ニコラ・サリッチとのデュエット 〃                                                                                               | ニコラ・サリッチとのデュエット 〃                                                                                               | ニコラ・サリッチとのデュエット 〃                                                                                               | ニコラ・サリッチとのデュエット 〃                                                                                               | ニコラ・サリッチとのデュエット 〃                                                                                               | ニコラ・サリッチとのデュエット 〃                                                                                               | ニコラ・サリッチとのデュエット 〃                                                                                               | ニコラ・サリッチとのデュエット 〃                                                                                               | ニコラ・サリッチとのデュエット 〃                                                                                               | ニコラ・サリッチとのデュエット 〃                                                                                               | ニコラ・サリッチとのデュエット 〃                                                                                               | ニコラ・サリッチとのデュエット 〃                                                                                               | ニコラ・サリッチとのデュエット 〃                                                                                               | ニコラ・サリッチとのデュエット 〃                                                                                               | ニコラ・サリッチとのデュエット 〃                                                                                               | ニコラ・サリッチとのデュエット 〃                                                                                               | ニコラ・サリッチとのデュエット 〃                                                                                               | ニコラ・サリッチとのデュエット 〃                                                                                               | ニコラ・サリッチとのデュエット 〃                                                                                               | ニコラ・サリッチとのデュエット 〃                                                                                               | ニコラ・サリッチとのデュエット 〃                                                                                               | ニコラ・サリッチとのデュエット 〃                                                                                               | ニコラ・サリッチとのデュエット 〃                                                                                               | ニコラ・サリッチとのデュエット 〃                                                                                               | ニコラ・サリッチとのデュエット 〃                                                                                               | ニコラ・サリッチとのデュエット 〃                                                                                               | ニコラ・サリッチとのデュエット 〃                                                                                               | ニコラ・サリッチとのデュエット 〃                                                                                               | ニコラ・サリッチとのデュエット 〃                                                                                               | ニコラ・サリッチとのデュエット 〃                                                                                               | ニコラ・サリッチとのデュエット 〃                                                                                               | ニコラ・サリッチとのデュエット 〃                                                                                               | ニコラ・サリッチとのデュエット 〃                                                                                               | ニコラ・サリッチとのデュエット 〃                                                                                               | ニコラ・サリッチとのデュエット 〃                                                                                               | ニコラ・サリッチとのデュエット 〃                                                                                               | ニコラ・サリッチとのデュエット 〃                                                                                               | ニコラ・サリッチとのデュエット 〃                                                                                               | ニコラ・サリッチとのデュエット 〃                                                                                               | ニコラ・サリッチとのデュエット 〃                                                                                               | ニコラ・サリッチとのデュエット 〃                                                                                               | ニコラ・サリッチとのデュエット 〃                                                                                               | ニコラ・サリッチとのデュエット 〃                                                                                               | ニコラ・サリッチとのデュエット 〃                                                                                               | ニコラ・サリッチとのデュエット 〃                                                                                               | ニコラ・サリッチとのデュエット 〃                                                                                               | ニコラ・サリッチとのデュエット 〃                                                                                               | ニコラ・サリッチとのデュエット 〃                                                                                               | ニコラ・サリッチとのデュエット 〃                                                                                               | ニコラ・サリッチとのデュエット 〃                                                                                               | ニコラ・サリッチとのデュエット 〃                                                                                               | ニコラ・サリッチとのデュエット 〃                                                                                               | ニコラ・サリッチとのデュエット 〃                                                                                               | ニコラ・サリッチとのデュエット 〃                                                                                               | ニコラ・サリッチとのデュエット 〃                                                                                               | ニコラ・サリッチとのデュエット 〃                                                                                               | ニコラ・サリッチとのデュエット 〃                                                                                               | ニコラ・サリッチとのデュエット 〃                                                                                               | ニコラ・サリッチとのデュエット 〃                                                                                               | ニコラ・サリッチとのデュエット 〃                                                                                               | ニコラ・サリッチとのデュエット 〃                                                                                               | ニコラ・サリッチとのデュエット 〃                                                                                               | ニコラ・サリッチとのデュエット 〃                                                                                               | ニコラ・サリッチとのデュエット 〃                                                                                               | ニコラ・サリッチとのデュエット 〃                                                                                               | ニコラ・サリッチとのデュエット 〃                                                                                               | ニコラ・サリッチとのデュエット 〃                                                                                               | ニコラ・サリッチとのデュエット 〃                                                                                               | ニコラ・サリッチとのデュエット 〃                                                                                               | ニコラ・サリッチとのデュエット 〃                                                                                               | ニコラ・サリッチとのデュエット 〃                                                                                               | ニコラ・サリッチとのデュエット 〃                                                                                               | ニコラ・サリッチとのデュエット 〃                                                                                               | ニコラ・サリッチとのデュエット 〃                                                                                               | ニコラ・サリッチとのデュエット 〃                                                                                               | ニコラ・サリッチとのデュエット 〃                                                                                               | ニコラ・サリッチとのデュエット 〃                                                                                               | ニコラ・サリッチとのデュエット 〃                                                                                               | ニコラ・サリッチとのデュエット 〃                                                                                               | ニコラ・サリッチとのデュエット 〃                                                                                               | ニコラ・サリッチとのデュエット 〃                                                                                               | ニコラ・サリッチとのデュエット 〃                                                                                               | ニコラ・サリッチとのデュエット 〃                                                                                               | ニコラ・サリッチとのデュエット 〃                                                                                               | ニコラ・サリッチとのデュエット 〃                                                                                               | ニコラ・サリッチとのデュエット 〃                                                                                               | ニコラ・サリッチとのデュエット 〃                                                                                               | ニコラ・サリッチとのデュエット 〃                                                                                               | ニコラ・サリッチとのデュエット 〃                                                                                               | ニコラ・サリッチとのデュエット 〃                                                                                               | ニコラ・サリッチとのデュエット 〃                                                                                               | ニコラ・サリッチとのデュエット 〃                                                                                               | ニコラ・サリッチとのデュエット 〃                                                                                               | ニコラ・サリッチとのデュエット 〃                                                                                               | ニコラ・サリッチとのデュエット 〃                                                                                               | ニコラ・サリッチとのデュエット 〃                                                                                               | ニコラ・サリッチとのデュエット 〃                                                                                               | ニコラ・サリッチとのデュエット 〃                                                                                               | ニコラ・サリッチとのデュエット 〃                                                                                               | ニコラ・サリッチとのデュエット 〃                                                                                               | ニコラ・サリッチとのデュエット 〃                                                                                               | ニコラ・サリッチとのデュエット 〃                                                                                               | ニコラ・サリッチとのデュエット 〃                                                                                               | ニコラ・サリッチとのデュエット 〃                                                                                               | ニコラ・サリッチとのデュエット 〃                                                                                               | ニコラ・サリッチとのデュエット 〃                                                                                               | ニコラ・サリッチとのデュエット 〃                                                                                               | ニコラ・サリッチとのデュエット 〃                                                                                               | ニコラ・サリッチとのデュエット 〃                                                                                               | ニコラ・サリッチとのデュエット 〃                                                                                               | ニコラ・サリッチとのデュエット 〃                                                                                               | ニコラ・サリッチとのデュエット 〃                                                                                               | ニコラ・サリッチとのデュエット 〃                                                                                               | ニコラ・サリッチとのデュエット 〃                                                                                               | ニコラ・サリッチとのデュエット 〃                                                                                               | ニコラ・サリッチとのデュエット 〃                                                                                               | ニコラ・サリッチとのデュエット 〃                                                                                               | ニコラ・サリッチとのデュエット 〃                                                                                               | ニコラ・サリッチとのデュエット 〃                                                                                               | ニコラ・サリッチとのデュエット 〃                                                                                               | ニコラ・サリッチとのデュエット 〃                                                                                               | ニコラ・サリッチとのデュエット 〃                                                                                               | ニコラ・サリッチとのデュエット 〃                                                                                               | ニコラ・サリッチとのデュエット 〃                                                                                               | ニコラ・サリッチとのデュエット 〃                                                                                               | ニコラ・サリッチとのデュエット 〃                                                                                               | ニコラ・サリッチとのデュエット 〃                                                                                               | Bajaga i Instruktori Van Gogh                              | Bajaga i Instruktori Van Gogh                              | Bajaga i Instruktori Van Gogh                              | Bajaga i Instruktori Van Gogh                              | Bajaga i Instruktori Van Gogh                              | Bajaga i Instruktori Van Gogh                              | Bajaga i Instruktori Van Gogh                              | Bajaga i Instruktori Van Gogh                              | Bajaga i Instruktori Van Gogh                              | Bajaga i Instruktori Van Gogh                              | Bajaga i Instruktori Van Gogh                              | Bajaga i Instruktori Van Gogh                              | Bajaga i Instruktori Van Gogh                              | Bajaga i Instruktori Van Gogh                              | Bajaga i Instruktori Van Gogh                              | Bajaga i Instruktori Van Gogh                              | Bajaga i Instruktori Van Gogh                              | Bajaga i Instruktori Van Gogh                              | Bajaga i Instruktori Van Gogh                              | Bajaga i Instruktori Van Gogh                              | Bajaga i Instruktori Van Gogh                              | Bajaga i Instruktori Van Gogh                              | Bajaga i Instruktori Van Gogh                              | Bajaga i Instruktori Van Gogh                              | Bajaga i Instruktori Van Gogh                              | Bajaga i Instruktori Van Gogh                              | Bajaga i Instruktori Van Gogh                              | Bajaga i Instruktori Van Gogh                              | Bajaga i Instruktori Van Gogh                              | Bajaga i Instruktori Van Gogh                              | Bajaga i Instruktori Van Gogh                              | Bajaga i Instruktori Van Gogh                              | Bajaga i Instruktori Van Gogh                              | Bajaga i Instruktori Van Gogh                              | Bajaga i Instruktori Van Gogh                              | Bajaga i Instruktori Van Gogh                              | Bajaga i Instruktori Van Gogh                              | Bajaga i Instruktori Van Gogh                              | Bajaga i Instruktori Van Gogh                              | Bajaga i Instruktori Van Gogh                              | Bajaga i Instruktori Van Gogh                              | Bajaga i Instruktori Van Gogh                              | Bajaga i Instruktori Van Gogh                              | Bajaga i Instruktori Van Gogh                              | Bajaga i Instruktori Van Gogh                              | Bajaga i Instruktori Van Gogh                              | Bajaga i Instruktori Van Gogh                              | Bajaga i Instruktori Van Gogh                              | Bajaga i Instruktori Van Gogh                              | Bajaga i Instruktori Van Gogh                              | Bajaga i Instruktori Van Gogh                              | Bajaga i Instruktori Van Gogh                              | Bajaga i Instruktori Van Gogh                              | Bajaga i Instruktori Van Gogh                              | Bajaga i Instruktori Van Gogh                              | Bajaga i Instruktori Van Gogh                              | Bajaga i Instruktori Van Gogh                              | Bajaga i Instruktori Van Gogh                              | Bajaga i Instruktori Van Gogh                              | Bajaga i Instruktori Van Gogh                              | Bajaga i Instruktori Van Gogh                              | Bajaga i Instruktori Van Gogh                              | Bajaga i Instruktori Van Gogh                              | Bajaga i Instruktori Van Gogh                              | Bajaga i Instruktori Van Gogh                              | Bajaga i Instruktori Van Gogh                              | Bajaga i Instruktori Van Gogh                              | Bajaga i Instruktori Van Gogh                              | Bajaga i Instruktori Van Gogh                              | Bajaga i Instruktori Van Gogh                              | Bajaga i Instruktori Van Gogh                              | Bajaga i Instruktori Van Gogh                              | Bajaga i Instruktori Van Gogh                              | Bajaga i Instruktori Van Gogh                              | Bajaga i Instruktori Van Gogh                              | Bajaga i Instruktori Van Gogh                              | Bajaga i Instruktori Van Gogh                              | Bajaga i Instruktori Van Gogh                              | Bajaga i Instruktori Van Gogh                              | Bajaga i Instruktori Van Gogh                              | Bajaga i Instruktori Van Gogh                              | Bajaga i Instruktori Van Gogh                              | Bajaga i Instruktori Van Gogh                              | Bajaga i Instruktori Van Gogh                              | Bajaga i Instruktori Van Gogh                              | Bajaga i Instruktori Van Gogh                              | Bajaga i Instruktori Van Gogh                              | Bajaga i Instruktori Van Gogh                              | Bajaga i Instruktori Van Gogh                              | Bajaga i Instruktori Van Gogh                              | Bajaga i Instruktori Van Gogh                              | Bajaga i Instruktori Van Gogh                              | Bajaga i Instruktori Van Gogh                              | Bajaga i Instruktori Van Gogh                              | Bajaga i Instruktori Van Gogh                              | Bajaga i Instruktori Van Gogh                              | Bajaga i Instruktori Van Gogh                              | Bajaga i Instruktori Van Gogh                              | Bajaga i Instruktori Van Gogh                              | Bajaga i Instruktori Van Gogh                              | 脱落候補入り（脱落回避）                 | 脱落候補入り（脱落回避）                 | 脱落候補入り（脱落回避）                 | 脱落候補入り（脱落回避）                 | 脱落候補入り（脱落回避）                 | 脱落候補入り（脱落回避）                 | 脱落候補入り（脱落回避）                 | 脱落候補入り（脱落回避）                 | 脱落候補入り（脱落回避）                 | 脱落候補入り（脱落回避）                 | 脱落候補入り（脱落回避）                 | 脱落候補入り（脱落回避）                 | 脱落候補入り（脱落回避）                 | 脱落候補入り（脱落回避）                 | 脱落候補入り（脱落回避）                 | 脱落候補入り（脱落回避）                 | 脱落候補入り（脱落回避）                 | 脱落候補入り（脱落回避）                 | 脱落候補入り（脱落回避）                 | 脱落候補入り（脱落回避）                 | 脱落候補入り（脱落回避）                 | 脱落候補入り（脱落回避）                 | 脱落候補入り（脱落回避）                 | 脱落候補入り（脱落回避）                 | 脱落候補入り（脱落回避）                 | 脱落候補入り（脱落回避）                 | 脱落候補入り（脱落回避）                 | 脱落候補入り（脱落回避）                 | 脱落候補入り（脱落回避）                 | 脱落候補入り（脱落回避）                 | 脱落候補入り（脱落回避）                 | 脱落候補入り（脱落回避）                 | 脱落候補入り（脱落回避）                 | 脱落候補入り（脱落回避）                 | 脱落候補入り（脱落回避）                 | 脱落候補入り（脱落回避）                 | 脱落候補入り（脱落回避）                 | 脱落候補入り（脱落回避）                 | 脱落候補入り（脱落回避）                 | 脱落候補入り（脱落回避）                 | 脱落候補入り（脱落回避）                 | 脱落候補入り（脱落回避）                 | 脱落候補入り（脱落回避）                 | 脱落候補入り（脱落回避）                 | 脱落候補入り（脱落回避）                 | 脱落候補入り（脱落回避）                 | 脱落候補入り（脱落回避）                 | 脱落候補入り（脱落回避）                 | 脱落候補入り（脱落回避）                 | 脱落候補入り（脱落回避）                 | 脱落候補入り（脱落回避）                 | 脱落候補入り（脱落回避）                 | 脱落候補入り（脱落回避）                 | 脱落候補入り（脱落回避）                 | 脱落候補入り（脱落回避）                 | 脱落候補入り（脱落回避）                 | 脱落候補入り（脱落回避）                 | 脱落候補入り（脱落回避）                 | 脱落候補入り（脱落回避）                 | 脱落候補入り（脱落回避）                 | 脱落候補入り（脱落回避）                 | 脱落候補入り（脱落回避）                 | 脱落候補入り（脱落回避）                 | 脱落候補入り（脱落回避）                 | 脱落候補入り（脱落回避）                 | 脱落候補入り（脱落回避）                 | 脱落候補入り（脱落回避）                 | 脱落候補入り（脱落回避）                 | 脱落候補入り（脱落回避）                 | 脱落候補入り（脱落回避）                 | 脱落候補入り（脱落回避）                 | 脱落候補入り（脱落回避）                 | 脱落候補入り（脱落回避）                 | 脱落候補入り（脱落回避）                 | 脱落候補入り（脱落回避）                 | 脱落候補入り（脱落回避）                 | 脱落候補入り（脱落回避）                 | 脱落候補入り（脱落回避）                 | 脱落候補入り（脱落回避）                 | 脱落候補入り（脱落回避）                 | 脱落候補入り（脱落回避）                 | 脱落候補入り（脱落回避）                 | 脱落候補入り（脱落回避）                 | 脱落候補入り（脱落回避）                 | 脱落候補入り（脱落回避）                 | 脱落候補入り（脱落回避）                 | 脱落候補入り（脱落回避）                 | 脱落候補入り（脱落回避）                 | 脱落候補入り（脱落回避）                 | 脱落候補入り（脱落回避）                 | 脱落候補入り（脱落回避）                 | 脱落候補入り（脱落回避）                 | 脱落候補入り（脱落回避）                 | 脱落候補入り（脱落回避）                 | 脱落候補入り（脱落回避）                 | 脱落候補入り（脱落回避）                 | 脱落候補入り（脱落回避）                 | 脱落候補入り（脱落回避）                 | 脱落候補入り（脱落回避）                 | 脱落候補入り（脱落回避）                 |
| 3      | 3      | 3      | 3      | 3      | 3      | 3      | 3      | 3      | 3      | 3      | 3      | 3      | 3      | 3      | 3      | 3      | 3      | 3      | 3      | 3      | 3      | 3      | 3      | 3      | 3      | 3      | 3      | 3      | 3      | 3      | 3      | 3      | 3      | 3      | 3      | 3      | 3      | 3      | 3      | 3      | 3      | 3      | 3      | 3      | 3      | 3      | 3      | 3      | 3      | 3      | 3      | 3      | 3      | 3      | 3      | 3      | 3      | 3      | 3      | 3      | 3      | 3      | 3      | 3      | 3      | 3      | 3      | 3      | 3      | 3      | 3      | 3      | 3      | 3      | 3      | 3      | 3      | 3      | 3      | 3      | 3      | 3      | 3      | 3      | 3      | 3      | 3      | 3      | 3      | Supermen                                                             | Supermen                                                             | Supermen                                                             | Supermen                                                             | Supermen                                                             | Supermen                                                             | Supermen                                                             | Supermen                                                             | Supermen                                                             | Supermen                                                             | Supermen                                                             | Supermen                                                             | Supermen                                                             | Supermen                                                             | Supermen                                                             | Supermen                                                             | Supermen                                                             | Supermen                                                             | Supermen                                                             | Supermen                                                             | Supermen                                                             | Supermen                                                             | Supermen                                                             | Supermen                                                             | Supermen                                                             | Supermen                                                             | Supermen                                                             | Supermen                                                             | Supermen                                                             | Supermen                                                             | Supermen                                                             | Supermen                                                             | Supermen                                                             | Supermen                                                             | Supermen                                                             | Supermen                                                             | Supermen                                                             | Supermen                                                             | Supermen                                                             | Supermen                                                             | Supermen                                                             | Supermen                                                             | Supermen                                                             | Supermen                                                             | Supermen                                                             | Supermen                                                             | Supermen                                                             | Supermen                                                             | Supermen                                                             | Supermen                                                             | Supermen                                                             | Supermen                                                             | Supermen                                                             | Supermen                                                             | Supermen                                                             | Supermen                                                             | Supermen                                                             | Supermen                                                             | Supermen                                                             | Supermen                                                             | Supermen                                                             | Supermen                                                             | Supermen                                                             | Supermen                                                             | Supermen                                                             | Supermen                                                             | Supermen                                                             | Supermen                                                             | Supermen                                                             | Supermen                                                             | Supermen                                                             | Supermen                                                             | Supermen                                                             | Supermen                                                             | Supermen                                                             | Supermen                                                             | Supermen                                                             | Supermen                                                             | Supermen                                                             | Supermen                                                             | Supermen                                                             | Supermen                                                             | Supermen                                                             | Supermen                                                             | Supermen                                                             | Supermen                                                             | Supermen                                                             | Supermen                                                             | Supermen                                                             | Supermen                                                             | Supermen                                                             | Supermen                                                             | Supermen                                                             | Supermen                                                             | Supermen                                                             | Supermen                                                             | Supermen                                                             | Supermen                                                             | Supermen                                                             | Supermen                                                             | イゴル・ツクロヴとのデュエット                                                                                                  | イゴル・ツクロヴとのデュエット                                                                                                  | イゴル・ツクロヴとのデュエット                                                                                                  | イゴル・ツクロヴとのデュエット                                                                                                  | イゴル・ツクロヴとのデュエット                                                                                                  | イゴル・ツクロヴとのデュエット                                                                                                  | イゴル・ツクロヴとのデュエット                                                                                                  | イゴル・ツクロヴとのデュエット                                                                                                  | イゴル・ツクロヴとのデュエット                                                                                                  | イゴル・ツクロヴとのデュエット                                                                                                  | イゴル・ツクロヴとのデュエット                                                                                                  | イゴル・ツクロヴとのデュエット                                                                                                  | イゴル・ツクロヴとのデュエット                                                                                                  | イゴル・ツクロヴとのデュエット                                                                                                  | イゴル・ツクロヴとのデュエット                                                                                                  | イゴル・ツクロヴとのデュエット                                                                                                  | イゴル・ツクロヴとのデュエット                                                                                                  | イゴル・ツクロヴとのデュエット                                                                                                  | イゴル・ツクロヴとのデュエット                                                                                                  | イゴル・ツクロヴとのデュエット                                                                                                  | イゴル・ツクロヴとのデュエット                                                                                                  | イゴル・ツクロヴとのデュエット                                                                                                  | イゴル・ツクロヴとのデュエット                                                                                                  | イゴル・ツクロヴとのデュエット                                                                                                  | イゴル・ツクロヴとのデュエット                                                                                                  | イゴル・ツクロヴとのデュエット                                                                                                  | イゴル・ツクロヴとのデュエット                                                                                                  | イゴル・ツクロヴとのデュエット                                                                                                  | イゴル・ツクロヴとのデュエット                                                                                                  | イゴル・ツクロヴとのデュエット                                                                                                  | イゴル・ツクロヴとのデュエット                                                                                                  | イゴル・ツクロヴとのデュエット                                                                                                  | イゴル・ツクロヴとのデュエット                                                                                                  | イゴル・ツクロヴとのデュエット                                                                                                  | イゴル・ツクロヴとのデュエット                                                                                                  | イゴル・ツクロヴとのデュエット                                                                                                  | イゴル・ツクロヴとのデュエット                                                                                                  | イゴル・ツクロヴとのデュエット                                                                                                  | イゴル・ツクロヴとのデュエット                                                                                                  | イゴル・ツクロヴとのデュエット                                                                                                  | イゴル・ツクロヴとのデュエット                                                                                                  | イゴル・ツクロヴとのデュエット                                                                                                  | イゴル・ツクロヴとのデュエット                                                                                                  | イゴル・ツクロヴとのデュエット                                                                                                  | イゴル・ツクロヴとのデュエット                                                                                                  | イゴル・ツクロヴとのデュエット                                                                                                  | イゴル・ツクロヴとのデュエット                                                                                                  | イゴル・ツクロヴとのデュエット                                                                                                  | イゴル・ツクロヴとのデュエット                                                                                                  | イゴル・ツクロヴとのデュエット                                                                                                  | イゴル・ツクロヴとのデュエット                                                                                                  | イゴル・ツクロヴとのデュエット                                                                                                  | イゴル・ツクロヴとのデュエット                                                                                                  | イゴル・ツクロヴとのデュエット                                                                                                  | イゴル・ツクロヴとのデュエット                                                                                                  | イゴル・ツクロヴとのデュエット                                                                                                  | イゴル・ツクロヴとのデュエット                                                                                                  | イゴル・ツクロヴとのデュエット                                                                                                  | イゴル・ツクロヴとのデュエット                                                                                                  | イゴル・ツクロヴとのデュエット                                                                                                  | イゴル・ツクロヴとのデュエット                                                                                                  | イゴル・ツクロヴとのデュエット                                                                                                  | イゴル・ツクロヴとのデュエット                                                                                                  | イゴル・ツクロヴとのデュエット                                                                                                  | イゴル・ツクロヴとのデュエット                                                                                                  | イゴル・ツクロヴとのデュエット                                                                                                  | イゴル・ツクロヴとのデュエット                                                                                                  | イゴル・ツクロヴとのデュエット                                                                                                  | イゴル・ツクロヴとのデュエット                                                                                                  | イゴル・ツクロヴとのデュエット                                                                                                  | イゴル・ツクロヴとのデュエット                                                                                                  | イゴル・ツクロヴとのデュエット                                                                                                  | イゴル・ツクロヴとのデュエット                                                                                                  | イゴル・ツクロヴとのデュエット                                                                                                  | イゴル・ツクロヴとのデュエット                                                                                                  | イゴル・ツクロヴとのデュエット                                                                                                  | イゴル・ツクロヴとのデュエット                                                                                                  | イゴル・ツクロヴとのデュエット                                                                                                  | イゴル・ツクロヴとのデュエット                                                                                                  | イゴル・ツクロヴとのデュエット                                                                                                  | イゴル・ツクロヴとのデュエット                                                                                                  | イゴル・ツクロヴとのデュエット                                                                                                  | イゴル・ツクロヴとのデュエット                                                                                                  | イゴル・ツクロヴとのデュエット                                                                                                  | イゴル・ツクロヴとのデュエット                                                                                                  | イゴル・ツクロヴとのデュエット                                                                                                  | イゴル・ツクロヴとのデュエット                                                                                                  | イゴル・ツクロヴとのデュエット                                                                                                  | イゴル・ツクロヴとのデュエット                                                                                                  | イゴル・ツクロヴとのデュエット                                                                                                  | イゴル・ツクロヴとのデュエット                                                                                                  | イゴル・ツクロヴとのデュエット                                                                                                  | イゴル・ツクロヴとのデュエット                                                                                                  | イゴル・ツクロヴとのデュエット                                                                                                  | イゴル・ツクロヴとのデュエット                                                                                                  | イゴル・ツクロヴとのデュエット                                                                                                  | イゴル・ツクロヴとのデュエット                                                                                                  | イゴル・ツクロヴとのデュエット                                                                                                  | イゴル・ツクロヴとのデュエット                                                                                                  | イゴル・ツクロヴとのデュエット                                                                                                  | イゴル・ツクロヴとのデュエット                                                                                                  | イゴル・ツクロヴとのデュエット                                                                                                  | イゴル・ツクロヴとのデュエット                                                                                                  | イゴル・ツクロヴとのデュエット                                                                                                  | イゴル・ツクロヴとのデュエット                                                                                                  | イゴル・ツクロヴとのデュエット                                                                                                  | イゴル・ツクロヴとのデュエット                                                                                                  | イゴル・ツクロヴとのデュエット                                                                                                  | イゴル・ツクロヴとのデュエット                                                                                                  | イゴル・ツクロヴとのデュエット                                                                                                  | イゴル・ツクロヴとのデュエット                                                                                                  | イゴル・ツクロヴとのデュエット                                                                                                  | イゴル・ツクロヴとのデュエット                                                                                                  | イゴル・ツクロヴとのデュエット                                                                                                  | イゴル・ツクロヴとのデュエット                                                                                                  | イゴル・ツクロヴとのデュエット                                                                                                  | イゴル・ツクロヴとのデュエット                                                                                                  | イゴル・ツクロヴとのデュエット                                                                                                  | イゴル・ツクロヴとのデュエット                                                                                                  | イゴル・ツクロヴとのデュエット                                                                                                  | イゴル・ツクロヴとのデュエット                                                                                                  | イゴル・ツクロヴとのデュエット                                                                                                  | イゴル・ツクロヴとのデュエット                                                                                                  | イゴル・ツクロヴとのデュエット                                                                                                  | イゴル・ツクロヴとのデュエット                                                                                                  | イゴル・ツクロヴとのデュエット                                                                                                  | イゴル・ツクロヴとのデュエット                                                                                                  | イゴル・ツクロヴとのデュエット                                                                                                  | イゴル・ツクロヴとのデュエット                                                                                                  | イゴル・ツクロヴとのデュエット                                                                                                  | ディノ・メルリンとジェリコ・ヨクシモヴィッチ               | ディノ・メルリンとジェリコ・ヨクシモヴィッチ               | ディノ・メルリンとジェリコ・ヨクシモヴィッチ               | ディノ・メルリンとジェリコ・ヨクシモヴィッチ               | ディノ・メルリンとジェリコ・ヨクシモヴィッチ               | ディノ・メルリンとジェリコ・ヨクシモヴィッチ               | ディノ・メルリンとジェリコ・ヨクシモヴィッチ               | ディノ・メルリンとジェリコ・ヨクシモヴィッチ               | ディノ・メルリンとジェリコ・ヨクシモヴィッチ               | ディノ・メルリンとジェリコ・ヨクシモヴィッチ               | ディノ・メルリンとジェリコ・ヨクシモヴィッチ               | ディノ・メルリンとジェリコ・ヨクシモヴィッチ               | ディノ・メルリンとジェリコ・ヨクシモヴィッチ               | ディノ・メルリンとジェリコ・ヨクシモヴィッチ               | ディノ・メルリンとジェリコ・ヨクシモヴィッチ               | ディノ・メルリンとジェリコ・ヨクシモヴィッチ               | ディノ・メルリンとジェリコ・ヨクシモヴィッチ               | ディノ・メルリンとジェリコ・ヨクシモヴィッチ               | ディノ・メルリンとジェリコ・ヨクシモヴィッチ               | ディノ・メルリンとジェリコ・ヨクシモヴィッチ               | ディノ・メルリンとジェリコ・ヨクシモヴィッチ               | ディノ・メルリンとジェリコ・ヨクシモヴィッチ               | ディノ・メルリンとジェリコ・ヨクシモヴィッチ               | ディノ・メルリンとジェリコ・ヨクシモヴィッチ               | ディノ・メルリンとジェリコ・ヨクシモヴィッチ               | ディノ・メルリンとジェリコ・ヨクシモヴィッチ               | ディノ・メルリンとジェリコ・ヨクシモヴィッチ               | ディノ・メルリンとジェリコ・ヨクシモヴィッチ               | ディノ・メルリンとジェリコ・ヨクシモヴィッチ               | ディノ・メルリンとジェリコ・ヨクシモヴィッチ               | ディノ・メルリンとジェリコ・ヨクシモヴィッチ               | ディノ・メルリンとジェリコ・ヨクシモヴィッチ               | ディノ・メルリンとジェリコ・ヨクシモヴィッチ               | ディノ・メルリンとジェリコ・ヨクシモヴィッチ               | ディノ・メルリンとジェリコ・ヨクシモヴィッチ               | ディノ・メルリンとジェリコ・ヨクシモヴィッチ               | ディノ・メルリンとジェリコ・ヨクシモヴィッチ               | ディノ・メルリンとジェリコ・ヨクシモヴィッチ               | ディノ・メルリンとジェリコ・ヨクシモヴィッチ               | ディノ・メルリンとジェリコ・ヨクシモヴィッチ               | ディノ・メルリンとジェリコ・ヨクシモヴィッチ               | ディノ・メルリンとジェリコ・ヨクシモヴィッチ               | ディノ・メルリンとジェリコ・ヨクシモヴィッチ               | ディノ・メルリンとジェリコ・ヨクシモヴィッチ               | ディノ・メルリンとジェリコ・ヨクシモヴィッチ               | ディノ・メルリンとジェリコ・ヨクシモヴィッチ               | ディノ・メルリンとジェリコ・ヨクシモヴィッチ               | ディノ・メルリンとジェリコ・ヨクシモヴィッチ               | ディノ・メルリンとジェリコ・ヨクシモヴィッチ               | ディノ・メルリンとジェリコ・ヨクシモヴィッチ               | ディノ・メルリンとジェリコ・ヨクシモヴィッチ               | ディノ・メルリンとジェリコ・ヨクシモヴィッチ               | ディノ・メルリンとジェリコ・ヨクシモヴィッチ               | ディノ・メルリンとジェリコ・ヨクシモヴィッチ               | ディノ・メルリンとジェリコ・ヨクシモヴィッチ               | ディノ・メルリンとジェリコ・ヨクシモヴィッチ               | ディノ・メルリンとジェリコ・ヨクシモヴィッチ               | ディノ・メルリンとジェリコ・ヨクシモヴィッチ               | ディノ・メルリンとジェリコ・ヨクシモヴィッチ               | ディノ・メルリンとジェリコ・ヨクシモヴィッチ               | ディノ・メルリンとジェリコ・ヨクシモヴィッチ               | ディノ・メルリンとジェリコ・ヨクシモヴィッチ               | ディノ・メルリンとジェリコ・ヨクシモヴィッチ               | ディノ・メルリンとジェリコ・ヨクシモヴィッチ               | ディノ・メルリンとジェリコ・ヨクシモヴィッチ               | ディノ・メルリンとジェリコ・ヨクシモヴィッチ               | ディノ・メルリンとジェリコ・ヨクシモヴィッチ               | ディノ・メルリンとジェリコ・ヨクシモヴィッチ               | ディノ・メルリンとジェリコ・ヨクシモヴィッチ               | ディノ・メルリンとジェリコ・ヨクシモヴィッチ               | ディノ・メルリンとジェリコ・ヨクシモヴィッチ               | ディノ・メルリンとジェリコ・ヨクシモヴィッチ               | ディノ・メルリンとジェリコ・ヨクシモヴィッチ               | ディノ・メルリンとジェリコ・ヨクシモヴィッチ               | ディノ・メルリンとジェリコ・ヨクシモヴィッチ               | ディノ・メルリンとジェリコ・ヨクシモヴィッチ               | ディノ・メルリンとジェリコ・ヨクシモヴィッチ               | ディノ・メルリンとジェリコ・ヨクシモヴィッチ               | ディノ・メルリンとジェリコ・ヨクシモヴィッチ               | ディノ・メルリンとジェリコ・ヨクシモヴィッチ               | ディノ・メルリンとジェリコ・ヨクシモヴィッチ               | ディノ・メルリンとジェリコ・ヨクシモヴィッチ               | ディノ・メルリンとジェリコ・ヨクシモヴィッチ               | ディノ・メルリンとジェリコ・ヨクシモヴィッチ               | ディノ・メルリンとジェリコ・ヨクシモヴィッチ               | ディノ・メルリンとジェリコ・ヨクシモヴィッチ               | ディノ・メルリンとジェリコ・ヨクシモヴィッチ               | ディノ・メルリンとジェリコ・ヨクシモヴィッチ               | ディノ・メルリンとジェリコ・ヨクシモヴィッチ               | ディノ・メルリンとジェリコ・ヨクシモヴィッチ               | ディノ・メルリンとジェリコ・ヨクシモヴィッチ               | ディノ・メルリンとジェリコ・ヨクシモヴィッチ               | ディノ・メルリンとジェリコ・ヨクシモヴィッチ               | ディノ・メルリンとジェリコ・ヨクシモヴィッチ               | ディノ・メルリンとジェリコ・ヨクシモヴィッチ               | ディノ・メルリンとジェリコ・ヨクシモヴィッチ               | ディノ・メルリンとジェリコ・ヨクシモヴィッチ               | ディノ・メルリンとジェリコ・ヨクシモヴィッチ               | ディノ・メルリンとジェリコ・ヨクシモヴィッチ               | ディノ・メルリンとジェリコ・ヨクシモヴィッチ               | 通過                                     | 通過                                     | 通過                                     | 通過                                     | 通過                                     | 通過                                     | 通過                                     | 通過                                     | 通過                                     | 通過                                     | 通過                                     | 通過                                     | 通過                                     | 通過                                     | 通過                                     | 通過                                     | 通過                                     | 通過                                     | 通過                                     | 通過                                     | 通過                                     | 通過                                     | 通過                                     | 通過                                     | 通過                                     | 通過                                     | 通過                                     | 通過                                     | 通過                                     | 通過                                     | 通過                                     | 通過                                     | 通過                                     | 通過                                     | 通過                                     | 通過                                     | 通過                                     | 通過                                     | 通過                                     | 通過                                     | 通過                                     | 通過                                     | 通過                                     | 通過                                     | 通過                                     | 通過                                     | 通過                                     | 通過                                     | 通過                                     | 通過                                     | 通過                                     | 通過                                     | 通過                                     | 通過                                     | 通過                                     | 通過                                     | 通過                                     | 通過                                     | 通過                                     | 通過                                     | 通過                                     | 通過                                     | 通過                                     | 通過                                     | 通過                                     | 通過                                     | 通過                                     | 通過                                     | 通過                                     | 通過                                     | 通過                                     | 通過                                     | 通過                                     | 通過                                     | 通過                                     | 通過                                     | 通過                                     | 通過                                     | 通過                                     | 通過                                     | 通過                                     | 通過                                     | 通過                                     | 通過                                     | 通過                                     | 通過                                     | 通過                                     | 通過                                     | 通過                                     | 通過                                     | 通過                                     | 通過                                     | 通過                                     | 通過                                     | 通過                                     | 通過                                     | 通過                                     | 通過                                     | 通過                                     | 通過                                     |
| 4      | 4      | 4      | 4      | 4      | 4      | 4      | 4      | 4      | 4      | 4      | 4      | 4      | 4      | 4      | 4      | 4      | 4      | 4      | 4      | 4      | 4      | 4      | 4      | 4      | 4      | 4      | 4      | 4      | 4      | 4      | 4      | 4      | 4      | 4      | 4      | 4      | 4      | 4      | 4      | 4      | 4      | 4      | 4      | 4      | 4      | 4      | 4      | 4      | 4      | 4      | 4      | 4      | 4      | 4      | 4      | 4      | 4      | 4      | 4      | 4      | 4      | 4      | 4      | 4      | 4      | 4      | 4      | 4      | 4      | 4      | 4      | 4      | 4      | 4      | 4      | 4      | 4      | 4      | 4      | 4      | 4      | 4      | 4      | 4      | 4      | 4      | 4      | 4      | 4      | Apologize                                                            | Apologize                                                            | Apologize                                                            | Apologize                                                            | Apologize                                                            | Apologize                                                            | Apologize                                                            | Apologize                                                            | Apologize                                                            | Apologize                                                            | Apologize                                                            | Apologize                                                            | Apologize                                                            | Apologize                                                            | Apologize                                                            | Apologize                                                            | Apologize                                                            | Apologize                                                            | Apologize                                                            | Apologize                                                            | Apologize                                                            | Apologize                                                            | Apologize                                                            | Apologize                                                            | Apologize                                                            | Apologize                                                            | Apologize                                                            | Apologize                                                            | Apologize                                                            | Apologize                                                            | Apologize                                                            | Apologize                                                            | Apologize                                                            | Apologize                                                            | Apologize                                                            | Apologize                                                            | Apologize                                                            | Apologize                                                            | Apologize                                                            | Apologize                                                            | Apologize                                                            | Apologize                                                            | Apologize                                                            | Apologize                                                            | Apologize                                                            | Apologize                                                            | Apologize                                                            | Apologize                                                            | Apologize                                                            | Apologize                                                            | Apologize                                                            | Apologize                                                            | Apologize                                                            | Apologize                                                            | Apologize                                                            | Apologize                                                            | Apologize                                                            | Apologize                                                            | Apologize                                                            | Apologize                                                            | Apologize                                                            | Apologize                                                            | Apologize                                                            | Apologize                                                            | Apologize                                                            | Apologize                                                            | Apologize                                                            | Apologize                                                            | Apologize                                                            | Apologize                                                            | Apologize                                                            | Apologize                                                            | Apologize                                                            | Apologize                                                            | Apologize                                                            | Apologize                                                            | Apologize                                                            | Apologize                                                            | Apologize                                                            | Apologize                                                            | Apologize                                                            | Apologize                                                            | Apologize                                                            | Apologize                                                            | Apologize                                                            | Apologize                                                            | Apologize                                                            | Apologize                                                            | Apologize                                                            | Apologize                                                            | Apologize                                                            | Apologize                                                            | Apologize                                                            | Apologize                                                            | Apologize                                                            | Apologize                                                            | Apologize                                                            | Apologize                                                            | Apologize                                                            | Apologize                                                            | ソーニャ・バキッチとのデュエット                                                                                                | ソーニャ・バキッチとのデュエット                                                                                                | ソーニャ・バキッチとのデュエット                                                                                                | ソーニャ・バキッチとのデュエット                                                                                                | ソーニャ・バキッチとのデュエット                                                                                                | ソーニャ・バキッチとのデュエット                                                                                                | ソーニャ・バキッチとのデュエット                                                                                                | ソーニャ・バキッチとのデュエット                                                                                                | ソーニャ・バキッチとのデュエット                                                                                                | ソーニャ・バキッチとのデュエット                                                                                                | ソーニャ・バキッチとのデュエット                                                                                                | ソーニャ・バキッチとのデュエット                                                                                                | ソーニャ・バキッチとのデュエット                                                                                                | ソーニャ・バキッチとのデュエット                                                                                                | ソーニャ・バキッチとのデュエット                                                                                                | ソーニャ・バキッチとのデュエット                                                                                                | ソーニャ・バキッチとのデュエット                                                                                                | ソーニャ・バキッチとのデュエット                                                                                                | ソーニャ・バキッチとのデュエット                                                                                                | ソーニャ・バキッチとのデュエット                                                                                                | ソーニャ・バキッチとのデュエット                                                                                                | ソーニャ・バキッチとのデュエット                                                                                                | ソーニャ・バキッチとのデュエット                                                                                                | ソーニャ・バキッチとのデュエット                                                                                                | ソーニャ・バキッチとのデュエット                                                                                                | ソーニャ・バキッチとのデュエット                                                                                                | ソーニャ・バキッチとのデュエット                                                                                                | ソーニャ・バキッチとのデュエット                                                                                                | ソーニャ・バキッチとのデュエット                                                                                                | ソーニャ・バキッチとのデュエット                                                                                                | ソーニャ・バキッチとのデュエット                                                                                                | ソーニャ・バキッチとのデュエット                                                                                                | ソーニャ・バキッチとのデュエット                                                                                                | ソーニャ・バキッチとのデュエット                                                                                                | ソーニャ・バキッチとのデュエット                                                                                                | ソーニャ・バキッチとのデュエット                                                                                                | ソーニャ・バキッチとのデュエット                                                                                                | ソーニャ・バキッチとのデュエット                                                                                                | ソーニャ・バキッチとのデュエット                                                                                                | ソーニャ・バキッチとのデュエット                                                                                                | ソーニャ・バキッチとのデュエット                                                                                                | ソーニャ・バキッチとのデュエット                                                                                                | ソーニャ・バキッチとのデュエット                                                                                                | ソーニャ・バキッチとのデュエット                                                                                                | ソーニャ・バキッチとのデュエット                                                                                                | ソーニャ・バキッチとのデュエット                                                                                                | ソーニャ・バキッチとのデュエット                                                                                                | ソーニャ・バキッチとのデュエット                                                                                                | ソーニャ・バキッチとのデュエット                                                                                                | ソーニャ・バキッチとのデュエット                                                                                                | ソーニャ・バキッチとのデュエット                                                                                                | ソーニャ・バキッチとのデュエット                                                                                                | ソーニャ・バキッチとのデュエット                                                                                                | ソーニャ・バキッチとのデュエット                                                                                                | ソーニャ・バキッチとのデュエット                                                                                                | ソーニャ・バキッチとのデュエット                                                                                                | ソーニャ・バキッチとのデュエット                                                                                                | ソーニャ・バキッチとのデュエット                                                                                                | ソーニャ・バキッチとのデュエット                                                                                                | ソーニャ・バキッチとのデュエット                                                                                                | ソーニャ・バキッチとのデュエット                                                                                                | ソーニャ・バキッチとのデュエット                                                                                                | ソーニャ・バキッチとのデュエット                                                                                                | ソーニャ・バキッチとのデュエット                                                                                                | ソーニャ・バキッチとのデュエット                                                                                                | ソーニャ・バキッチとのデュエット                                                                                                | ソーニャ・バキッチとのデュエット                                                                                                | ソーニャ・バキッチとのデュエット                                                                                                | ソーニャ・バキッチとのデュエット                                                                                                | ソーニャ・バキッチとのデュエット                                                                                                | ソーニャ・バキッチとのデュエット                                                                                                | ソーニャ・バキッチとのデュエット                                                                                                | ソーニャ・バキッチとのデュエット                                                                                                | ソーニャ・バキッチとのデュエット                                                                                                | ソーニャ・バキッチとのデュエット                                                                                                | ソーニャ・バキッチとのデュエット                                                                                                | ソーニャ・バキッチとのデュエット                                                                                                | ソーニャ・バキッチとのデュエット                                                                                                | ソーニャ・バキッチとのデュエット                                                                                                | ソーニャ・バキッチとのデュエット                                                                                                | ソーニャ・バキッチとのデュエット                                                                                                | ソーニャ・バキッチとのデュエット                                                                                                | ソーニャ・バキッチとのデュエット                                                                                                | ソーニャ・バキッチとのデュエット                                                                                                | ソーニャ・バキッチとのデュエット                                                                                                | ソーニャ・バキッチとのデュエット                                                                                                | ソーニャ・バキッチとのデュエット                                                                                                | ソーニャ・バキッチとのデュエット                                                                                                | ソーニャ・バキッチとのデュエット                                                                                                | ソーニャ・バキッチとのデュエット                                                                                                | ソーニャ・バキッチとのデュエット                                                                                                | ソーニャ・バキッチとのデュエット                                                                                                | ソーニャ・バキッチとのデュエット                                                                                                | ソーニャ・バキッチとのデュエット                                                                                                | ソーニャ・バキッチとのデュエット                                                                                                | ソーニャ・バキッチとのデュエット                                                                                                | ソーニャ・バキッチとのデュエット                                                                                                | ソーニャ・バキッチとのデュエット                                                                                                | ソーニャ・バキッチとのデュエット                                                                                                | ソーニャ・バキッチとのデュエット                                                                                                | ソーニャ・バキッチとのデュエット                                                                                                | ソーニャ・バキッチとのデュエット                                                                                                | ソーニャ・バキッチとのデュエット                                                                                                | ソーニャ・バキッチとのデュエット                                                                                                | ソーニャ・バキッチとのデュエット                                                                                                | ソーニャ・バキッチとのデュエット                                                                                                | ソーニャ・バキッチとのデュエット                                                                                                | ソーニャ・バキッチとのデュエット                                                                                                | ソーニャ・バキッチとのデュエット                                                                                                | ソーニャ・バキッチとのデュエット                                                                                                | ソーニャ・バキッチとのデュエット                                                                                                | ソーニャ・バキッチとのデュエット                                                                                                | ソーニャ・バキッチとのデュエット                                                                                                | ソーニャ・バキッチとのデュエット                                                                                                | ソーニャ・バキッチとのデュエット                                                                                                | ソーニャ・バキッチとのデュエット                                                                                                | ソーニャ・バキッチとのデュエット                                                                                                | ソーニャ・バキッチとのデュエット                                                                                                | ソーニャ・バキッチとのデュエット                                                                                                | ソーニャ・バキッチとのデュエット                                                                                                | ソーニャ・バキッチとのデュエット                                                                                                | ソーニャ・バキッチとのデュエット                                                                                                | ソーニャ・バキッチとのデュエット                                                                                                | ソーニャ・バキッチとのデュエット                                                                                                | ソーニャ・バキッチとのデュエット                                                                                                | ソーニャ・バキッチとのデュエット                                                                                                | ソーニャ・バキッチとのデュエット                                                                                                | ソーニャ・バキッチとのデュエット                                                                                                | ソーニャ・バキッチとのデュエット                                                                                                | ソーニャ・バキッチとのデュエット                                                                                                | ワンリパブリック                                           | ワンリパブリック                                           | ワンリパブリック                                           | ワンリパブリック                                           | ワンリパブリック                                           | ワンリパブリック                                           | ワンリパブリック                                           | ワンリパブリック                                           | ワンリパブリック                                           | ワンリパブリック                                           | ワンリパブリック                                           | ワンリパブリック                                           | ワンリパブリック                                           | ワンリパブリック                                           | ワンリパブリック                                           | ワンリパブリック                                           | ワンリパブリック                                           | ワンリパブリック                                           | ワンリパブリック                                           | ワンリパブリック                                           | ワンリパブリック                                           | ワンリパブリック                                           | ワンリパブリック                                           | ワンリパブリック                                           | ワンリパブリック                                           | ワンリパブリック                                           | ワンリパブリック                                           | ワンリパブリック                                           | ワンリパブリック                                           | ワンリパブリック                                           | ワンリパブリック                                           | ワンリパブリック                                           | ワンリパブリック                                           | ワンリパブリック                                           | ワンリパブリック                                           | ワンリパブリック                                           | ワンリパブリック                                           | ワンリパブリック                                           | ワンリパブリック                                           | ワンリパブリック                                           | ワンリパブリック                                           | ワンリパブリック                                           | ワンリパブリック                                           | ワンリパブリック                                           | ワンリパブリック                                           | ワンリパブリック                                           | ワンリパブリック                                           | ワンリパブリック                                           | ワンリパブリック                                           | ワンリパブリック                                           | ワンリパブリック                                           | ワンリパブリック                                           | ワンリパブリック                                           | ワンリパブリック                                           | ワンリパブリック                                           | ワンリパブリック                                           | ワンリパブリック                                           | ワンリパブリック                                           | ワンリパブリック                                           | ワンリパブリック                                           | ワンリパブリック                                           | ワンリパブリック                                           | ワンリパブリック                                           | ワンリパブリック                                           | ワンリパブリック                                           | ワンリパブリック                                           | ワンリパブリック                                           | ワンリパブリック                                           | ワンリパブリック                                           | ワンリパブリック                                           | ワンリパブリック                                           | ワンリパブリック                                           | ワンリパブリック                                           | ワンリパブリック                                           | ワンリパブリック                                           | ワンリパブリック                                           | ワンリパブリック                                           | ワンリパブリック                                           | ワンリパブリック                                           | ワンリパブリック                                           | ワンリパブリック                                           | ワンリパブリック                                           | ワンリパブリック                                           | ワンリパブリック                                           | ワンリパブリック                                           | ワンリパブリック                                           | ワンリパブリック                                           | ワンリパブリック                                           | ワンリパブリック                                           | ワンリパブリック                                           | ワンリパブリック                                           | ワンリパブリック                                           | ワンリパブリック                                           | ワンリパブリック                                           | ワンリパブリック                                           | ワンリパブリック                                           | ワンリパブリック                                           | ワンリパブリック                                           | ワンリパブリック                                           | ワンリパブリック                                           | 通過                                     | 通過                                     | 通過                                     | 通過                                     | 通過                                     | 通過                                     | 通過                                     | 通過                                     | 通過                                     | 通過                                     | 通過                                     | 通過                                     | 通過                                     | 通過                                     | 通過                                     | 通過                                     | 通過                                     | 通過                                     | 通過                                     | 通過                                     | 通過                                     | 通過                                     | 通過                                     | 通過                                     | 通過                                     | 通過                                     | 通過                                     | 通過                                     | 通過                                     | 通過                                     | 通過                                     | 通過                                     | 通過                                     | 通過                                     | 通過                                     | 通過                                     | 通過                                     | 通過                                     | 通過                                     | 通過                                     | 通過                                     | 通過                                     | 通過                                     | 通過                                     | 通過                                     | 通過                                     | 通過                                     | 通過                                     | 通過                                     | 通過                                     | 通過                                     | 通過                                     | 通過                                     | 通過                                     | 通過                                     | 通過                                     | 通過                                     | 通過                                     | 通過                                     | 通過                                     | 通過                                     | 通過                                     | 通過                                     | 通過                                     | 通過                                     | 通過                                     | 通過                                     | 通過                                     | 通過                                     | 通過                                     | 通過                                     | 通過                                     | 通過                                     | 通過                                     | 通過                                     | 通過                                     | 通過                                     | 通過                                     | 通過                                     | 通過                                     | 通過                                     | 通過                                     | 通過                                     | 通過                                     | 通過                                     | 通過                                     | 通過                                     | 通過                                     | 通過                                     | 通過                                     | 通過                                     | 通過                                     | 通過                                     | 通過                                     | 通過                                     | 通過                                     | 通過                                     | 通過                                     | 通過                                     | 通過                                     |
| 5      | 5      | 5      | 5      | 5      | 5      | 5      | 5      | 5      | 5      | 5      | 5      | 5      | 5      | 5      | 5      | 5      | 5      | 5      | 5      | 5      | 5      | 5      | 5      | 5      | 5      | 5      | 5      | 5      | 5      | 5      | 5      | 5      | 5      | 5      | 5      | 5      | 5      | 5      | 5      | 5      | 5      | 5      | 5      | 5      | 5      | 5      | 5      | 5      | 5      | 5      | 5      | 5      | 5      | 5      | 5      | 5      | 5      | 5      | 5      | 5      | 5      | 5      | 5      | 5      | 5      | 5      | 5      | 5      | 5      | 5      | 5      | 5      | 5      | 5      | 5      | 5      | 5      | 5      | 5      | 5      | 5      | 5      | 5      | 5      | 5      | 5      | 5      | 5      | 5      | Kids                                                                 | Kids                                                                 | Kids                                                                 | Kids                                                                 | Kids                                                                 | Kids                                                                 | Kids                                                                 | Kids                                                                 | Kids                                                                 | Kids                                                                 | Kids                                                                 | Kids                                                                 | Kids                                                                 | Kids                                                                 | Kids                                                                 | Kids                                                                 | Kids                                                                 | Kids                                                                 | Kids                                                                 | Kids                                                                 | Kids                                                                 | Kids                                                                 | Kids                                                                 | Kids                                                                 | Kids                                                                 | Kids                                                                 | Kids                                                                 | Kids                                                                 | Kids                                                                 | Kids                                                                 | Kids                                                                 | Kids                                                                 | Kids                                                                 | Kids                                                                 | Kids                                                                 | Kids                                                                 | Kids                                                                 | Kids                                                                 | Kids                                                                 | Kids                                                                 | Kids                                                                 | Kids                                                                 | Kids                                                                 | Kids                                                                 | Kids                                                                 | Kids                                                                 | Kids                                                                 | Kids                                                                 | Kids                                                                 | Kids                                                                 | Kids                                                                 | Kids                                                                 | Kids                                                                 | Kids                                                                 | Kids                                                                 | Kids                                                                 | Kids                                                                 | Kids                                                                 | Kids                                                                 | Kids                                                                 | Kids                                                                 | Kids                                                                 | Kids                                                                 | Kids                                                                 | Kids                                                                 | Kids                                                                 | Kids                                                                 | Kids                                                                 | Kids                                                                 | Kids                                                                 | Kids                                                                 | Kids                                                                 | Kids                                                                 | Kids                                                                 | Kids                                                                 | Kids                                                                 | Kids                                                                 | Kids                                                                 | Kids                                                                 | Kids                                                                 | Kids                                                                 | Kids                                                                 | Kids                                                                 | Kids                                                                 | Kids                                                                 | Kids                                                                 | Kids                                                                 | Kids                                                                 | Kids                                                                 | Kids                                                                 | Kids                                                                 | Kids                                                                 | Kids                                                                 | Kids                                                                 | Kids                                                                 | Kids                                                                 | Kids                                                                 | Kids                                                                 | Kids                                                                 | Kids                                                                 | アナ・ベビッチとのデュエット | アナ・ベビッチとのデュエット | アナ・ベビッチとのデュエット | アナ・ベビッチとのデュエット | アナ・ベビッチとのデュエット | アナ・ベビッチとのデュエット | アナ・ベビッチとのデュエット | アナ・ベビッチとのデュエット | アナ・ベビッチとのデュエット | アナ・ベビッチとのデュエット | アナ・ベビッチとのデュエット | アナ・ベビッチとのデュエット | アナ・ベビッチとのデュエット | アナ・ベビッチとのデュエット | アナ・ベビッチとのデュエット | アナ・ベビッチとのデュエット | アナ・ベビッチとのデュエット | アナ・ベビッチとのデュエット | アナ・ベビッチとのデュエット | アナ・ベビッチとのデュエット | アナ・ベビッチとのデュエット | アナ・ベビッチとのデュエット | アナ・ベビッチとのデュエット | アナ・ベビッチとのデュエット | アナ・ベビッチとのデュエット | アナ・ベビッチとのデュエット | アナ・ベビッチとのデュエット | アナ・ベビッチとのデュエット | アナ・ベビッチとのデュエット | アナ・ベビッチとのデュエット | アナ・ベビッチとのデュエット | アナ・ベビッチとのデュエット | アナ・ベビッチとのデュエット | アナ・ベビッチとのデュエット | アナ・ベビッチとのデュエット | アナ・ベビッチとのデュエット | アナ・ベビッチとのデュエット | アナ・ベビッチとのデュエット | アナ・ベビッチとのデュエット | アナ・ベビッチとのデュエット | アナ・ベビッチとのデュエット | アナ・ベビッチとのデュエット | アナ・ベビッチとのデュエット | アナ・ベビッチとのデュエット | アナ・ベビッチとのデュエット | アナ・ベビッチとのデュエット | アナ・ベビッチとのデュエット | アナ・ベビッチとのデュエット | アナ・ベビッチとのデュエット | アナ・ベビッチとのデュエット | アナ・ベビッチとのデュエット | アナ・ベビッチとのデュエット | アナ・ベビッチとのデュエット | アナ・ベビッチとのデュエット | アナ・ベビッチとのデュエット | アナ・ベビッチとのデュエット | アナ・ベビッチとのデュエット | アナ・ベビッチとのデュエット | アナ・ベビッチとのデュエット | アナ・ベビッチとのデュエット | アナ・ベビッチとのデュエット | アナ・ベビッチとのデュエット | アナ・ベビッチとのデュエット | アナ・ベビッチとのデュエット | アナ・ベビッチとのデュエット | アナ・ベビッチとのデュエット | アナ・ベビッチとのデュエット | アナ・ベビッチとのデュエット | アナ・ベビッチとのデュエット | アナ・ベビッチとのデュエット | アナ・ベビッチとのデュエット | アナ・ベビッチとのデュエット | アナ・ベビッチとのデュエット | アナ・ベビッチとのデュエット | アナ・ベビッチとのデュエット | アナ・ベビッチとのデュエット | アナ・ベビッチとのデュエット | アナ・ベビッチとのデュエット | アナ・ベビッチとのデュエット | アナ・ベビッチとのデュエット | アナ・ベビッチとのデュエット | アナ・ベビッチとのデュエット | アナ・ベビッチとのデュエット | アナ・ベビッチとのデュエット | アナ・ベビッチとのデュエット | アナ・ベビッチとのデュエット | アナ・ベビッチとのデュエット | アナ・ベビッチとのデュエット | アナ・ベビッチとのデュエット | アナ・ベビッチとのデュエット | アナ・ベビッチとのデュエット | アナ・ベビッチとのデュエット | アナ・ベビッチとのデュエット | アナ・ベビッチとのデュエット | アナ・ベビッチとのデュエット | アナ・ベビッチとのデュエット | アナ・ベビッチとのデュエット | アナ・ベビッチとのデュエット | アナ・ベビッチとのデュエット | アナ・ベビッチとのデュエット | アナ・ベビッチとのデュエット | アナ・ベビッチとのデュエット | アナ・ベビッチとのデュエット | アナ・ベビッチとのデュエット | アナ・ベビッチとのデュエット | アナ・ベビッチとのデュエット | アナ・ベビッチとのデュエット | アナ・ベビッチとのデュエット | アナ・ベビッチとのデュエット | アナ・ベビッチとのデュエット | アナ・ベビッチとのデュエット | アナ・ベビッチとのデュエット | アナ・ベビッチとのデュエット | アナ・ベビッチとのデュエット | アナ・ベビッチとのデュエット | アナ・ベビッチとのデュエット | アナ・ベビッチとのデュエット | アナ・ベビッチとのデュエット | アナ・ベビッチとのデュエット | アナ・ベビッチとのデュエット | アナ・ベビッチとのデュエット | アナ・ベビッチとのデュエット | アナ・ベビッチとのデュエット | アナ・ベビッチとのデュエット | アナ・ベビッチとのデュエット | アナ・ベビッチとのデュエット | アナ・ベビッチとのデュエット | アナ・ベビッチとのデュエット | アナ・ベビッチとのデュエット | アナ・ベビッチとのデュエット | カイリー・ミノーグとロビー・ウィリアムズ                   | カイリー・ミノーグとロビー・ウィリアムズ                   | カイリー・ミノーグとロビー・ウィリアムズ                   | カイリー・ミノーグとロビー・ウィリアムズ                   | カイリー・ミノーグとロビー・ウィリアムズ                   | カイリー・ミノーグとロビー・ウィリアムズ                   | カイリー・ミノーグとロビー・ウィリアムズ                   | カイリー・ミノーグとロビー・ウィリアムズ                   | カイリー・ミノーグとロビー・ウィリアムズ                   | カイリー・ミノーグとロビー・ウィリアムズ                   | カイリー・ミノーグとロビー・ウィリアムズ                   | カイリー・ミノーグとロビー・ウィリアムズ                   | カイリー・ミノーグとロビー・ウィリアムズ                   | カイリー・ミノーグとロビー・ウィリアムズ                   | カイリー・ミノーグとロビー・ウィリアムズ                   | カイリー・ミノーグとロビー・ウィリアムズ                   | カイリー・ミノーグとロビー・ウィリアムズ                   | カイリー・ミノーグとロビー・ウィリアムズ                   | カイリー・ミノーグとロビー・ウィリアムズ                   | カイリー・ミノーグとロビー・ウィリアムズ                   | カイリー・ミノーグとロビー・ウィリアムズ                   | カイリー・ミノーグとロビー・ウィリアムズ                   | カイリー・ミノーグとロビー・ウィリアムズ                   | カイリー・ミノーグとロビー・ウィリアムズ                   | カイリー・ミノーグとロビー・ウィリアムズ                   | カイリー・ミノーグとロビー・ウィリアムズ                   | カイリー・ミノーグとロビー・ウィリアムズ                   | カイリー・ミノーグとロビー・ウィリアムズ                   | カイリー・ミノーグとロビー・ウィリアムズ                   | カイリー・ミノーグとロビー・ウィリアムズ                   | カイリー・ミノーグとロビー・ウィリアムズ                   | カイリー・ミノーグとロビー・ウィリアムズ                   | カイリー・ミノーグとロビー・ウィリアムズ                   | カイリー・ミノーグとロビー・ウィリアムズ                   | カイリー・ミノーグとロビー・ウィリアムズ                   | カイリー・ミノーグとロビー・ウィリアムズ                   | カイリー・ミノーグとロビー・ウィリアムズ                   | カイリー・ミノーグとロビー・ウィリアムズ                   | カイリー・ミノーグとロビー・ウィリアムズ                   | カイリー・ミノーグとロビー・ウィリアムズ                   | カイリー・ミノーグとロビー・ウィリアムズ                   | カイリー・ミノーグとロビー・ウィリアムズ                   | カイリー・ミノーグとロビー・ウィリアムズ                   | カイリー・ミノーグとロビー・ウィリアムズ                   | カイリー・ミノーグとロビー・ウィリアムズ                   | カイリー・ミノーグとロビー・ウィリアムズ                   | カイリー・ミノーグとロビー・ウィリアムズ                   | カイリー・ミノーグとロビー・ウィリアムズ                   | カイリー・ミノーグとロビー・ウィリアムズ                   | カイリー・ミノーグとロビー・ウィリアムズ                   | カイリー・ミノーグとロビー・ウィリアムズ                   | カイリー・ミノーグとロビー・ウィリアムズ                   | カイリー・ミノーグとロビー・ウィリアムズ                   | カイリー・ミノーグとロビー・ウィリアムズ                   | カイリー・ミノーグとロビー・ウィリアムズ                   | カイリー・ミノーグとロビー・ウィリアムズ                   | カイリー・ミノーグとロビー・ウィリアムズ                   | カイリー・ミノーグとロビー・ウィリアムズ                   | カイリー・ミノーグとロビー・ウィリアムズ                   | カイリー・ミノーグとロビー・ウィリアムズ                   | カイリー・ミノーグとロビー・ウィリアムズ                   | カイリー・ミノーグとロビー・ウィリアムズ                   | カイリー・ミノーグとロビー・ウィリアムズ                   | カイリー・ミノーグとロビー・ウィリアムズ                   | カイリー・ミノーグとロビー・ウィリアムズ                   | カイリー・ミノーグとロビー・ウィリアムズ                   | カイリー・ミノーグとロビー・ウィリアムズ                   | カイリー・ミノーグとロビー・ウィリアムズ                   | カイリー・ミノーグとロビー・ウィリアムズ                   | カイリー・ミノーグとロビー・ウィリアムズ                   | カイリー・ミノーグとロビー・ウィリアムズ                   | カイリー・ミノーグとロビー・ウィリアムズ                   | カイリー・ミノーグとロビー・ウィリアムズ                   | カイリー・ミノーグとロビー・ウィリアムズ                   | カイリー・ミノーグとロビー・ウィリアムズ                   | カイリー・ミノーグとロビー・ウィリアムズ                   | カイリー・ミノーグとロビー・ウィリアムズ                   | カイリー・ミノーグとロビー・ウィリアムズ                   | カイリー・ミノーグとロビー・ウィリアムズ                   | カイリー・ミノーグとロビー・ウィリアムズ                   | カイリー・ミノーグとロビー・ウィリアムズ                   | カイリー・ミノーグとロビー・ウィリアムズ                   | カイリー・ミノーグとロビー・ウィリアムズ                   | カイリー・ミノーグとロビー・ウィリアムズ                   | カイリー・ミノーグとロビー・ウィリアムズ                   | カイリー・ミノーグとロビー・ウィリアムズ                   | カイリー・ミノーグとロビー・ウィリアムズ                   | カイリー・ミノーグとロビー・ウィリアムズ                   | カイリー・ミノーグとロビー・ウィリアムズ                   | カイリー・ミノーグとロビー・ウィリアムズ                   | カイリー・ミノーグとロビー・ウィリアムズ                   | カイリー・ミノーグとロビー・ウィリアムズ                   | カイリー・ミノーグとロビー・ウィリアムズ                   | カイリー・ミノーグとロビー・ウィリアムズ                   | カイリー・ミノーグとロビー・ウィリアムズ                   | カイリー・ミノーグとロビー・ウィリアムズ                   | カイリー・ミノーグとロビー・ウィリアムズ                   | カイリー・ミノーグとロビー・ウィリアムズ                   | カイリー・ミノーグとロビー・ウィリアムズ                   | カイリー・ミノーグとロビー・ウィリアムズ                   | 通過                                     | 通過                                     | 通過                                     | 通過                                     | 通過                                     | 通過                                     | 通過                                     | 通過                                     | 通過                                     | 通過                                     | 通過                                     | 通過                                     | 通過                                     | 通過                                     | 通過                                     | 通過                                     | 通過                                     | 通過                                     | 通過                                     | 通過                                     | 通過                                     | 通過                                     | 通過                                     | 通過                                     | 通過                                     | 通過                                     | 通過                                     | 通過                                     | 通過                                     | 通過                                     | 通過                                     | 通過                                     | 通過                                     | 通過                                     | 通過                                     | 通過                                     | 通過                                     | 通過                                     | 通過                                     | 通過                                     | 通過                                     | 通過                                     | 通過                                     | 通過                                     | 通過                                     | 通過                                     | 通過                                     | 通過                                     | 通過                                     | 通過                                     | 通過                                     | 通過                                     | 通過                                     | 通過                                     | 通過                                     | 通過                                     | 通過                                     | 通過                                     | 通過                                     | 通過                                     | 通過                                     | 通過                                     | 通過                                     | 通過                                     | 通過                                     | 通過                                     | 通過                                     | 通過                                     | 通過                                     | 通過                                     | 通過                                     | 通過                                     | 通過                                     | 通過                                     | 通過                                     | 通過                                     | 通過                                     | 通過                                     | 通過                                     | 通過                                     | 通過                                     | 通過                                     | 通過                                     | 通過                                     | 通過                                     | 通過                                     | 通過                                     | 通過                                     | 通過                                     | 通過                                     | 通過                                     | 通過                                     | 通過                                     | 通過                                     | 通過                                     | 通過                                     | 通過                                     | 通過                                     | 通過                                     | 通過                                     |
| 6      | 6      | 6      | 6      | 6      | 6      | 6      | 6      | 6      | 6      | 6      | 6      | 6      | 6      | 6      | 6      | 6      | 6      | 6      | 6      | 6      | 6      | 6      | 6      | 6      | 6      | 6      | 6      | 6      | 6      | 6      | 6      | 6      | 6      | 6      | 6      | 6      | 6      | 6      | 6      | 6      | 6      | 6      | 6      | 6      | 6      | 6      | 6      | 6      | 6      | 6      | 6      | 6      | 6      | 6      | 6      | 6      | 6      | 6      | 6      | 6      | 6      | 6      | 6      | 6      | 6      | 6      | 6      | 6      | 6      | 6      | 6      | 6      | 6      | 6      | 6      | 6      | 6      | 6      | 6      | 6      | 6      | 6      | 6      | 6      | 6      | 6      | 6      | 6      | 6      | Da mi je biti morski pas Ja volim samo sebe                          | Da mi je biti morski pas Ja volim samo sebe                          | Da mi je biti morski pas Ja volim samo sebe                          | Da mi je biti morski pas Ja volim samo sebe                          | Da mi je biti morski pas Ja volim samo sebe                          | Da mi je biti morski pas Ja volim samo sebe                          | Da mi je biti morski pas Ja volim samo sebe                          | Da mi je biti morski pas Ja volim samo sebe                          | Da mi je biti morski pas Ja volim samo sebe                          | Da mi je biti morski pas Ja volim samo sebe                          | Da mi je biti morski pas Ja volim samo sebe                          | Da mi je biti morski pas Ja volim samo sebe                          | Da mi je biti morski pas Ja volim samo sebe                          | Da mi je biti morski pas Ja volim samo sebe                          | Da mi je biti morski pas Ja volim samo sebe                          | Da mi je biti morski pas Ja volim samo sebe                          | Da mi je biti morski pas Ja volim samo sebe                          | Da mi je biti morski pas Ja volim samo sebe                          | Da mi je biti morski pas Ja volim samo sebe                          | Da mi je biti morski pas Ja volim samo sebe                          | Da mi je biti morski pas Ja volim samo sebe                          | Da mi je biti morski pas Ja volim samo sebe                          | Da mi je biti morski pas Ja volim samo sebe                          | Da mi je biti morski pas Ja volim samo sebe                          | Da mi je biti morski pas Ja volim samo sebe                          | Da mi je biti morski pas Ja volim samo sebe                          | Da mi je biti morski pas Ja volim samo sebe                          | Da mi je biti morski pas Ja volim samo sebe                          | Da mi je biti morski pas Ja volim samo sebe                          | Da mi je biti morski pas Ja volim samo sebe                          | Da mi je biti morski pas Ja volim samo sebe                          | Da mi je biti morski pas Ja volim samo sebe                          | Da mi je biti morski pas Ja volim samo sebe                          | Da mi je biti morski pas Ja volim samo sebe                          | Da mi je biti morski pas Ja volim samo sebe                          | Da mi je biti morski pas Ja volim samo sebe                          | Da mi je biti morski pas Ja volim samo sebe                          | Da mi je biti morski pas Ja volim samo sebe                          | Da mi je biti morski pas Ja volim samo sebe                          | Da mi je biti morski pas Ja volim samo sebe                          | Da mi je biti morski pas Ja volim samo sebe                          | Da mi je biti morski pas Ja volim samo sebe                          | Da mi je biti morski pas Ja volim samo sebe                          | Da mi je biti morski pas Ja volim samo sebe                          | Da mi je biti morski pas Ja volim samo sebe                          | Da mi je biti morski pas Ja volim samo sebe                          | Da mi je biti morski pas Ja volim samo sebe                          | Da mi je biti morski pas Ja volim samo sebe                          | Da mi je biti morski pas Ja volim samo sebe                          | Da mi je biti morski pas Ja volim samo sebe                          | Da mi je biti morski pas Ja volim samo sebe                          | Da mi je biti morski pas Ja volim samo sebe                          | Da mi je biti morski pas Ja volim samo sebe                          | Da mi je biti morski pas Ja volim samo sebe                          | Da mi je biti morski pas Ja volim samo sebe                          | Da mi je biti morski pas Ja volim samo sebe                          | Da mi je biti morski pas Ja volim samo sebe                          | Da mi je biti morski pas Ja volim samo sebe                          | Da mi je biti morski pas Ja volim samo sebe                          | Da mi je biti morski pas Ja volim samo sebe                          | Da mi je biti morski pas Ja volim samo sebe                          | Da mi je biti morski pas Ja volim samo sebe                          | Da mi je biti morski pas Ja volim samo sebe                          | Da mi je biti morski pas Ja volim samo sebe                          | Da mi je biti morski pas Ja volim samo sebe                          | Da mi je biti morski pas Ja volim samo sebe                          | Da mi je biti morski pas Ja volim samo sebe                          | Da mi je biti morski pas Ja volim samo sebe                          | Da mi je biti morski pas Ja volim samo sebe                          | Da mi je biti morski pas Ja volim samo sebe                          | Da mi je biti morski pas Ja volim samo sebe                          | Da mi je biti morski pas Ja volim samo sebe                          | Da mi je biti morski pas Ja volim samo sebe                          | Da mi je biti morski pas Ja volim samo sebe                          | Da mi je biti morski pas Ja volim samo sebe                          | Da mi je biti morski pas Ja volim samo sebe                          | Da mi je biti morski pas Ja volim samo sebe                          | Da mi je biti morski pas Ja volim samo sebe                          | Da mi je biti morski pas Ja volim samo sebe                          | Da mi je biti morski pas Ja volim samo sebe                          | Da mi je biti morski pas Ja volim samo sebe                          | Da mi je biti morski pas Ja volim samo sebe                          | Da mi je biti morski pas Ja volim samo sebe                          | Da mi je biti morski pas Ja volim samo sebe                          | Da mi je biti morski pas Ja volim samo sebe                          | Da mi je biti morski pas Ja volim samo sebe                          | Da mi je biti morski pas Ja volim samo sebe                          | Da mi je biti morski pas Ja volim samo sebe                          | Da mi je biti morski pas Ja volim samo sebe                          | Da mi je biti morski pas Ja volim samo sebe                          | Da mi je biti morski pas Ja volim samo sebe                          | Da mi je biti morski pas Ja volim samo sebe                          | Da mi je biti morski pas Ja volim samo sebe                          | Da mi je biti morski pas Ja volim samo sebe                          | Da mi je biti morski pas Ja volim samo sebe                          | Da mi je biti morski pas Ja volim samo sebe                          | Da mi je biti morski pas Ja volim samo sebe                          | Da mi je biti morski pas Ja volim samo sebe                          | Da mi je biti morski pas Ja volim samo sebe                          | Da mi je biti morski pas Ja volim samo sebe                          | ニコラ・サリッチとのデュエット 〃                                                                                               | ニコラ・サリッチとのデュエット 〃                                                                                               | ニコラ・サリッチとのデュエット 〃                                                                                               | ニコラ・サリッチとのデュエット 〃                                                                                               | ニコラ・サリッチとのデュエット 〃                                                                                               | ニコラ・サリッチとのデュエット 〃                                                                                               | ニコラ・サリッチとのデュエット 〃                                                                                               | ニコラ・サリッチとのデュエット 〃                                                                                               | ニコラ・サリッチとのデュエット 〃                                                                                               | ニコラ・サリッチとのデュエット 〃                                                                                               | ニコラ・サリッチとのデュエット 〃                                                                                               | ニコラ・サリッチとのデュエット 〃                                                                                               | ニコラ・サリッチとのデュエット 〃                                                                                               | ニコラ・サリッチとのデュエット 〃                                                                                               | ニコラ・サリッチとのデュエット 〃                                                                                               | ニコラ・サリッチとのデュエット 〃                                                                                               | ニコラ・サリッチとのデュエット 〃                                                                                               | ニコラ・サリッチとのデュエット 〃                                                                                               | ニコラ・サリッチとのデュエット 〃                                                                                               | ニコラ・サリッチとのデュエット 〃                                                                                               | ニコラ・サリッチとのデュエット 〃                                                                                               | ニコラ・サリッチとのデュエット 〃                                                                                               | ニコラ・サリッチとのデュエット 〃                                                                                               | ニコラ・サリッチとのデュエット 〃                                                                                               | ニコラ・サリッチとのデュエット 〃                                                                                               | ニコラ・サリッチとのデュエット 〃                                                                                               | ニコラ・サリッチとのデュエット 〃                                                                                               | ニコラ・サリッチとのデュエット 〃                                                                                               | ニコラ・サリッチとのデュエット 〃                                                                                               | ニコラ・サリッチとのデュエット 〃                                                                                               | ニコラ・サリッチとのデュエット 〃                                                                                               | ニコラ・サリッチとのデュエット 〃                                                                                               | ニコラ・サリッチとのデュエット 〃                                                                                               | ニコラ・サリッチとのデュエット 〃                                                                                               | ニコラ・サリッチとのデュエット 〃                                                                                               | ニコラ・サリッチとのデュエット 〃                                                                                               | ニコラ・サリッチとのデュエット 〃                                                                                               | ニコラ・サリッチとのデュエット 〃                                                                                               | ニコラ・サリッチとのデュエット 〃                                                                                               | ニコラ・サリッチとのデュエット 〃                                                                                               | ニコラ・サリッチとのデュエット 〃                                                                                               | ニコラ・サリッチとのデュエット 〃                                                                                               | ニコラ・サリッチとのデュエット 〃                                                                                               | ニコラ・サリッチとのデュエット 〃                                                                                               | ニコラ・サリッチとのデュエット 〃                                                                                               | ニコラ・サリッチとのデュエット 〃                                                                                               | ニコラ・サリッチとのデュエット 〃                                                                                               | ニコラ・サリッチとのデュエット 〃                                                                                               | ニコラ・サリッチとのデュエット 〃                                                                                               | ニコラ・サリッチとのデュエット 〃                                                                                               | ニコラ・サリッチとのデュエット 〃                                                                                               | ニコラ・サリッチとのデュエット 〃                                                                                               | ニコラ・サリッチとのデュエット 〃                                                                                               | ニコラ・サリッチとのデュエット 〃                                                                                               | ニコラ・サリッチとのデュエット 〃                                                                                               | ニコラ・サリッチとのデュエット 〃                                                                                               | ニコラ・サリッチとのデュエット 〃                                                                                               | ニコラ・サリッチとのデュエット 〃                                                                                               | ニコラ・サリッチとのデュエット 〃                                                                                               | ニコラ・サリッチとのデュエット 〃                                                                                               | ニコラ・サリッチとのデュエット 〃                                                                                               | ニコラ・サリッチとのデュエット 〃                                                                                               | ニコラ・サリッチとのデュエット 〃                                                                                               | ニコラ・サリッチとのデュエット 〃                                                                                               | ニコラ・サリッチとのデュエット 〃                                                                                               | ニコラ・サリッチとのデュエット 〃                                                                                               | ニコラ・サリッチとのデュエット 〃                                                                                               | ニコラ・サリッチとのデュエット 〃                                                                                               | ニコラ・サリッチとのデュエット 〃                                                                                               | ニコラ・サリッチとのデュエット 〃                                                                                               | ニコラ・サリッチとのデュエット 〃                                                                                               | ニコラ・サリッチとのデュエット 〃                                                                                               | ニコラ・サリッチとのデュエット 〃                                                                                               | ニコラ・サリッチとのデュエット 〃                                                                                               | ニコラ・サリッチとのデュエット 〃                                                                                               | ニコラ・サリッチとのデュエット 〃                                                                                               | ニコラ・サリッチとのデュエット 〃                                                                                               | ニコラ・サリッチとのデュエット 〃                                                                                               | ニコラ・サリッチとのデュエット 〃                                                                                               | ニコラ・サリッチとのデュエット 〃                                                                                               | ニコラ・サリッチとのデュエット 〃                                                                                               | ニコラ・サリッチとのデュエット 〃                                                                                               | ニコラ・サリッチとのデュエット 〃                                                                                               | ニコラ・サリッチとのデュエット 〃                                                                                               | ニコラ・サリッチとのデュエット 〃                                                                                               | ニコラ・サリッチとのデュエット 〃                                                                                               | ニコラ・サリッチとのデュエット 〃                                                                                               | ニコラ・サリッチとのデュエット 〃                                                                                               | ニコラ・サリッチとのデュエット 〃                                                                                               | ニコラ・サリッチとのデュエット 〃                                                                                               | ニコラ・サリッチとのデュエット 〃                                                                                               | ニコラ・サリッチとのデュエット 〃                                                                                               | ニコラ・サリッチとのデュエット 〃                                                                                               | ニコラ・サリッチとのデュエット 〃                                                                                               | ニコラ・サリッチとのデュエット 〃                                                                                               | ニコラ・サリッチとのデュエット 〃                                                                                               | ニコラ・サリッチとのデュエット 〃                                                                                               | ニコラ・サリッチとのデュエット 〃                                                                                               | ニコラ・サリッチとのデュエット 〃                                                                                               | ニコラ・サリッチとのデュエット 〃                                                                                               | ニコラ・サリッチとのデュエット 〃                                                                                               | ニコラ・サリッチとのデュエット 〃                                                                                               | ニコラ・サリッチとのデュエット 〃                                                                                               | ニコラ・サリッチとのデュエット 〃                                                                                               | ニコラ・サリッチとのデュエット 〃                                                                                               | ニコラ・サリッチとのデュエット 〃                                                                                               | ニコラ・サリッチとのデュエット 〃                                                                                               | ニコラ・サリッチとのデュエット 〃                                                                                               | ニコラ・サリッチとのデュエット 〃                                                                                               | ニコラ・サリッチとのデュエット 〃                                                                                               | ニコラ・サリッチとのデュエット 〃                                                                                               | ニコラ・サリッチとのデュエット 〃                                                                                               | ニコラ・サリッチとのデュエット 〃                                                                                               | ニコラ・サリッチとのデュエット 〃                                                                                               | ニコラ・サリッチとのデュエット 〃                                                                                               | ニコラ・サリッチとのデュエット 〃                                                                                               | ニコラ・サリッチとのデュエット 〃                                                                                               | ニコラ・サリッチとのデュエット 〃                                                                                               | ニコラ・サリッチとのデュエット 〃                                                                                               | ニコラ・サリッチとのデュエット 〃                                                                                               | ニコラ・サリッチとのデュエット 〃                                                                                               | ニコラ・サリッチとのデュエット 〃                                                                                               | ニコラ・サリッチとのデュエット 〃                                                                                               | ニコラ・サリッチとのデュエット 〃                                                                                               | ニコラ・サリッチとのデュエット 〃                                                                                               | ニコラ・サリッチとのデュエット 〃                                                                                               | ニコラ・サリッチとのデュエット 〃                                                                                               | ニコラ・サリッチとのデュエット 〃                                                                                               | ニコラ・サリッチとのデュエット 〃                                                                                               | ニコラ・サリッチとのデュエット 〃                                                                                               | Metak Psihomodo Pop                                        | Metak Psihomodo Pop                                        | Metak Psihomodo Pop                                        | Metak Psihomodo Pop                                        | Metak Psihomodo Pop                                        | Metak Psihomodo Pop                                        | Metak Psihomodo Pop                                        | Metak Psihomodo Pop                                        | Metak Psihomodo Pop                                        | Metak Psihomodo Pop                                        | Metak Psihomodo Pop                                        | Metak Psihomodo Pop                                        | Metak Psihomodo Pop                                        | Metak Psihomodo Pop                                        | Metak Psihomodo Pop                                        | Metak Psihomodo Pop                                        | Metak Psihomodo Pop                                        | Metak Psihomodo Pop                                        | Metak Psihomodo Pop                                        | Metak Psihomodo Pop                                        | Metak Psihomodo Pop                                        | Metak Psihomodo Pop                                        | Metak Psihomodo Pop                                        | Metak Psihomodo Pop                                        | Metak Psihomodo Pop                                        | Metak Psihomodo Pop                                        | Metak Psihomodo Pop                                        | Metak Psihomodo Pop                                        | Metak Psihomodo Pop                                        | Metak Psihomodo Pop                                        | Metak Psihomodo Pop                                        | Metak Psihomodo Pop                                        | Metak Psihomodo Pop                                        | Metak Psihomodo Pop                                        | Metak Psihomodo Pop                                        | Metak Psihomodo Pop                                        | Metak Psihomodo Pop                                        | Metak Psihomodo Pop                                        | Metak Psihomodo Pop                                        | Metak Psihomodo Pop                                        | Metak Psihomodo Pop                                        | Metak Psihomodo Pop                                        | Metak Psihomodo Pop                                        | Metak Psihomodo Pop                                        | Metak Psihomodo Pop                                        | Metak Psihomodo Pop                                        | Metak Psihomodo Pop                                        | Metak Psihomodo Pop                                        | Metak Psihomodo Pop                                        | Metak Psihomodo Pop                                        | Metak Psihomodo Pop                                        | Metak Psihomodo Pop                                        | Metak Psihomodo Pop                                        | Metak Psihomodo Pop                                        | Metak Psihomodo Pop                                        | Metak Psihomodo Pop                                        | Metak Psihomodo Pop                                        | Metak Psihomodo Pop                                        | Metak Psihomodo Pop                                        | Metak Psihomodo Pop                                        | Metak Psihomodo Pop                                        | Metak Psihomodo Pop                                        | Metak Psihomodo Pop                                        | Metak Psihomodo Pop                                        | Metak Psihomodo Pop                                        | Metak Psihomodo Pop                                        | Metak Psihomodo Pop                                        | Metak Psihomodo Pop                                        | Metak Psihomodo Pop                                        | Metak Psihomodo Pop                                        | Metak Psihomodo Pop                                        | Metak Psihomodo Pop                                        | Metak Psihomodo Pop                                        | Metak Psihomodo Pop                                        | Metak Psihomodo Pop                                        | Metak Psihomodo Pop                                        | Metak Psihomodo Pop                                        | Metak Psihomodo Pop                                        | Metak Psihomodo Pop                                        | Metak Psihomodo Pop                                        | Metak Psihomodo Pop                                        | Metak Psihomodo Pop                                        | Metak Psihomodo Pop                                        | Metak Psihomodo Pop                                        | Metak Psihomodo Pop                                        | Metak Psihomodo Pop                                        | Metak Psihomodo Pop                                        | Metak Psihomodo Pop                                        | Metak Psihomodo Pop                                        | Metak Psihomodo Pop                                        | Metak Psihomodo Pop                                        | Metak Psihomodo Pop                                        | Metak Psihomodo Pop                                        | Metak Psihomodo Pop                                        | Metak Psihomodo Pop                                        | Metak Psihomodo Pop                                        | Metak Psihomodo Pop                                        | Metak Psihomodo Pop                                        | Metak Psihomodo Pop                                        | Metak Psihomodo Pop                                        | 脱落候補入り（全参加者）                 | 脱落候補入り（全参加者）                 | 脱落候補入り（全参加者）                 | 脱落候補入り（全参加者）                 | 脱落候補入り（全参加者）                 | 脱落候補入り（全参加者）                 | 脱落候補入り（全参加者）                 | 脱落候補入り（全参加者）                 | 脱落候補入り（全参加者）                 | 脱落候補入り（全参加者）                 | 脱落候補入り（全参加者）                 | 脱落候補入り（全参加者）                 | 脱落候補入り（全参加者）                 | 脱落候補入り（全参加者）                 | 脱落候補入り（全参加者）                 | 脱落候補入り（全参加者）                 | 脱落候補入り（全参加者）                 | 脱落候補入り（全参加者）                 | 脱落候補入り（全参加者）                 | 脱落候補入り（全参加者）                 | 脱落候補入り（全参加者）                 | 脱落候補入り（全参加者）                 | 脱落候補入り（全参加者）                 | 脱落候補入り（全参加者）                 | 脱落候補入り（全参加者）                 | 脱落候補入り（全参加者）                 | 脱落候補入り（全参加者）                 | 脱落候補入り（全参加者）                 | 脱落候補入り（全参加者）                 | 脱落候補入り（全参加者）                 | 脱落候補入り（全参加者）                 | 脱落候補入り（全参加者）                 | 脱落候補入り（全参加者）                 | 脱落候補入り（全参加者）                 | 脱落候補入り（全参加者）                 | 脱落候補入り（全参加者）                 | 脱落候補入り（全参加者）                 | 脱落候補入り（全参加者）                 | 脱落候補入り（全参加者）                 | 脱落候補入り（全参加者）                 | 脱落候補入り（全参加者）                 | 脱落候補入り（全参加者）                 | 脱落候補入り（全参加者）                 | 脱落候補入り（全参加者）                 | 脱落候補入り（全参加者）                 | 脱落候補入り（全参加者）                 | 脱落候補入り（全参加者）                 | 脱落候補入り（全参加者）                 | 脱落候補入り（全参加者）                 | 脱落候補入り（全参加者）                 | 脱落候補入り（全参加者）                 | 脱落候補入り（全参加者）                 | 脱落候補入り（全参加者）                 | 脱落候補入り（全参加者）                 | 脱落候補入り（全参加者）                 | 脱落候補入り（全参加者）                 | 脱落候補入り（全参加者）                 | 脱落候補入り（全参加者）                 | 脱落候補入り（全参加者）                 | 脱落候補入り（全参加者）                 | 脱落候補入り（全参加者）                 | 脱落候補入り（全参加者）                 | 脱落候補入り（全参加者）                 | 脱落候補入り（全参加者）                 | 脱落候補入り（全参加者）                 | 脱落候補入り（全参加者）                 | 脱落候補入り（全参加者）                 | 脱落候補入り（全参加者）                 | 脱落候補入り（全参加者）                 | 脱落候補入り（全参加者）                 | 脱落候補入り（全参加者）                 | 脱落候補入り（全参加者）                 | 脱落候補入り（全参加者）                 | 脱落候補入り（全参加者）                 | 脱落候補入り（全参加者）                 | 脱落候補入り（全参加者）                 | 脱落候補入り（全参加者）                 | 脱落候補入り（全参加者）                 | 脱落候補入り（全参加者）                 | 脱落候補入り（全参加者）                 | 脱落候補入り（全参加者）                 | 脱落候補入り（全参加者）                 | 脱落候補入り（全参加者）                 | 脱落候補入り（全参加者）                 | 脱落候補入り（全参加者）                 | 脱落候補入り（全参加者）                 | 脱落候補入り（全参加者）                 | 脱落候補入り（全参加者）                 | 脱落候補入り（全参加者）                 | 脱落候補入り（全参加者）                 | 脱落候補入り（全参加者）                 | 脱落候補入り（全参加者）                 | 脱落候補入り（全参加者）                 | 脱落候補入り（全参加者）                 | 脱落候補入り（全参加者）                 | 脱落候補入り（全参加者）                 | 脱落候補入り（全参加者）                 | 脱落候補入り（全参加者）                 | 脱落候補入り（全参加者）                 | 脱落候補入り（全参加者）                 |
| 7      | 7      | 7      | 7      | 7      | 7      | 7      | 7      | 7      | 7      | 7      | 7      | 7      | 7      | 7      | 7      | 7      | 7      | 7      | 7      | 7      | 7      | 7      | 7      | 7      | 7      | 7      | 7      | 7      | 7      | 7      | 7      | 7      | 7      | 7      | 7      | 7      | 7      | 7      | 7      | 7      | 7      | 7      | 7      | 7      | 7      | 7      | 7      | 7      | 7      | 7      | 7      | 7      | 7      | 7      | 7      | 7      | 7      | 7      | 7      | 7      | 7      | 7      | 7      | 7      | 7      | 7      | 7      | 7      | 7      | 7      | 7      | 7      | 7      | 7      | 7      | 7      | 7      | 7      | 7      | 7      | 7      | 7      | 7      | 7      | 7      | 7      | 7      | 7      | 7      | Klatno                                                               | Klatno                                                               | Klatno                                                               | Klatno                                                               | Klatno                                                               | Klatno                                                               | Klatno                                                               | Klatno                                                               | Klatno                                                               | Klatno                                                               | Klatno                                                               | Klatno                                                               | Klatno                                                               | Klatno                                                               | Klatno                                                               | Klatno                                                               | Klatno                                                               | Klatno                                                               | Klatno                                                               | Klatno                                                               | Klatno                                                               | Klatno                                                               | Klatno                                                               | Klatno                                                               | Klatno                                                               | Klatno                                                               | Klatno                                                               | Klatno                                                               | Klatno                                                               | Klatno                                                               | Klatno                                                               | Klatno                                                               | Klatno                                                               | Klatno                                                               | Klatno                                                               | Klatno                                                               | Klatno                                                               | Klatno                                                               | Klatno                                                               | Klatno                                                               | Klatno                                                               | Klatno                                                               | Klatno                                                               | Klatno                                                               | Klatno                                                               | Klatno                                                               | Klatno                                                               | Klatno                                                               | Klatno                                                               | Klatno                                                               | Klatno                                                               | Klatno                                                               | Klatno                                                               | Klatno                                                               | Klatno                                                               | Klatno                                                               | Klatno                                                               | Klatno                                                               | Klatno                                                               | Klatno                                                               | Klatno                                                               | Klatno                                                               | Klatno                                                               | Klatno                                                               | Klatno                                                               | Klatno                                                               | Klatno                                                               | Klatno                                                               | Klatno                                                               | Klatno                                                               | Klatno                                                               | Klatno                                                               | Klatno                                                               | Klatno                                                               | Klatno                                                               | Klatno                                                               | Klatno                                                               | Klatno                                                               | Klatno                                                               | Klatno                                                               | Klatno                                                               | Klatno                                                               | Klatno                                                               | Klatno                                                               | Klatno                                                               | Klatno                                                               | Klatno                                                               | Klatno                                                               | Klatno                                                               | Klatno                                                               | Klatno                                                               | Klatno                                                               | Klatno                                                               | Klatno                                                               | Klatno                                                               | Klatno                                                               | Klatno                                                               | Klatno                                                               | Klatno                                                               | Klatno                                                               | 独唱 | 独唱 | 独唱 | 独唱 | 独唱 | 独唱 | 独唱 | 独唱 | 独唱 | 独唱 | 独唱 | 独唱 | 独唱 | 独唱 | 独唱 | 独唱 | 独唱 | 独唱 | 独唱 | 独唱 | 独唱 | 独唱 | 独唱 | 独唱 | 独唱 | 独唱 | 独唱 | 独唱 | 独唱 | 独唱 | 独唱 | 独唱 | 独唱 | 独唱 | 独唱 | 独唱 | 独唱 | 独唱 | 独唱 | 独唱 | 独唱 | 独唱 | 独唱 | 独唱 | 独唱 | 独唱 | 独唱 | 独唱 | 独唱 | 独唱 | 独唱 | 独唱 | 独唱 | 独唱 | 独唱 | 独唱 | 独唱 | 独唱 | 独唱 | 独唱 | 独唱 | 独唱 | 独唱 | 独唱 | 独唱 | 独唱 | 独唱 | 独唱 | 独唱 | 独唱 | 独唱 | 独唱 | 独唱 | 独唱 | 独唱 | 独唱 | 独唱 | 独唱 | 独唱 | 独唱 | 独唱 | 独唱 | 独唱 | 独唱 | 独唱 | 独唱 | 独唱 | 独唱 | 独唱 | 独唱 | 独唱 | 独唱 | 独唱 | 独唱 | 独唱 | 独唱 | 独唱 | 独唱 | 独唱 | 独唱 | 独唱 | 独唱 | 独唱 | 独唱 | 独唱 | 独唱 | 独唱 | 独唱 | 独唱 | 独唱 | 独唱 | 独唱 | 独唱 | 独唱 | 独唱 | 独唱 | 独唱 | 独唱 | 独唱 | 独唱 | 独唱 | 独唱 | 独唱 | 独唱 | 独唱 | 独唱 | 独唱 | 独唱 | 独唱 | 独唱 | Van Gogh                                                   | Van Gogh                                                   | Van Gogh                                                   | Van Gogh                                                   | Van Gogh                                                   | Van Gogh                                                   | Van Gogh                                                   | Van Gogh                                                   | Van Gogh                                                   | Van Gogh                                                   | Van Gogh                                                   | Van Gogh                                                   | Van Gogh                                                   | Van Gogh                                                   | Van Gogh                                                   | Van Gogh                                                   | Van Gogh                                                   | Van Gogh                                                   | Van Gogh                                                   | Van Gogh                                                   | Van Gogh                                                   | Van Gogh                                                   | Van Gogh                                                   | Van Gogh                                                   | Van Gogh                                                   | Van Gogh                                                   | Van Gogh                                                   | Van Gogh                                                   | Van Gogh                                                   | Van Gogh                                                   | Van Gogh                                                   | Van Gogh                                                   | Van Gogh                                                   | Van Gogh                                                   | Van Gogh                                                   | Van Gogh                                                   | Van Gogh                                                   | Van Gogh                                                   | Van Gogh                                                   | Van Gogh                                                   | Van Gogh                                                   | Van Gogh                                                   | Van Gogh                                                   | Van Gogh                                                   | Van Gogh                                                   | Van Gogh                                                   | Van Gogh                                                   | Van Gogh                                                   | Van Gogh                                                   | Van Gogh                                                   | Van Gogh                                                   | Van Gogh                                                   | Van Gogh                                                   | Van Gogh                                                   | Van Gogh                                                   | Van Gogh                                                   | Van Gogh                                                   | Van Gogh                                                   | Van Gogh                                                   | Van Gogh                                                   | Van Gogh                                                   | Van Gogh                                                   | Van Gogh                                                   | Van Gogh                                                   | Van Gogh                                                   | Van Gogh                                                   | Van Gogh                                                   | Van Gogh                                                   | Van Gogh                                                   | Van Gogh                                                   | Van Gogh                                                   | Van Gogh                                                   | Van Gogh                                                   | Van Gogh                                                   | Van Gogh                                                   | Van Gogh                                                   | Van Gogh                                                   | Van Gogh                                                   | Van Gogh                                                   | Van Gogh                                                   | Van Gogh                                                   | Van Gogh                                                   | Van Gogh                                                   | Van Gogh                                                   | Van Gogh                                                   | Van Gogh                                                   | Van Gogh                                                   | Van Gogh                                                   | Van Gogh                                                   | Van Gogh                                                   | Van Gogh                                                   | Van Gogh                                                   | Van Gogh                                                   | Van Gogh                                                   | Van Gogh                                                   | Van Gogh                                                   | Van Gogh                                                   | Van Gogh                                                   | Van Gogh                                                   | Van Gogh                                                   | 通過                                     | 通過                                     | 通過                                     | 通過                                     | 通過                                     | 通過                                     | 通過                                     | 通過                                     | 通過                                     | 通過                                     | 通過                                     | 通過                                     | 通過                                     | 通過                                     | 通過                                     | 通過                                     | 通過                                     | 通過                                     | 通過                                     | 通過                                     | 通過                                     | 通過                                     | 通過                                     | 通過                                     | 通過                                     | 通過                                     | 通過                                     | 通過                                     | 通過                                     | 通過                                     | 通過                                     | 通過                                     | 通過                                     | 通過                                     | 通過                                     | 通過                                     | 通過                                     | 通過                                     | 通過                                     | 通過                                     | 通過                                     | 通過                                     | 通過                                     | 通過                                     | 通過                                     | 通過                                     | 通過                                     | 通過                                     | 通過                                     | 通過                                     | 通過                                     | 通過                                     | 通過                                     | 通過                                     | 通過                                     | 通過                                     | 通過                                     | 通過                                     | 通過                                     | 通過                                     | 通過                                     | 通過                                     | 通過                                     | 通過                                     | 通過                                     | 通過                                     | 通過                                     | 通過                                     | 通過                                     | 通過                                     | 通過                                     | 通過                                     | 通過                                     | 通過                                     | 通過                                     | 通過                                     | 通過                                     | 通過                                     | 通過                                     | 通過                                     | 通過                                     | 通過                                     | 通過                                     | 通過                                     | 通過                                     | 通過                                     | 通過                                     | 通過                                     | 通過                                     | 通過                                     | 通過                                     | 通過                                     | 通過                                     | 通過                                     | 通過                                     | 通過                                     | 通過                                     | 通過                                     | 通過                                     | 通過                                     |
| 8      | 8      | 8      | 8      | 8      | 8      | 8      | 8      | 8      | 8      | 8      | 8      | 8      | 8      | 8      | 8      | 8      | 8      | 8      | 8      | 8      | 8      | 8      | 8      | 8      | 8      | 8      | 8      | 8      | 8      | 8      | 8      | 8      | 8      | 8      | 8      | 8      | 8      | 8      | 8      | 8      | 8      | 8      | 8      | 8      | 8      | 8      | 8      | 8      | 8      | 8      | 8      | 8      | 8      | 8      | 8      | 8      | 8      | 8      | 8      | 8      | 8      | 8      | 8      | 8      | 8      | 8      | 8      | 8      | 8      | 8      | 8      | 8      | 8      | 8      | 8      | 8      | 8      | 8      | 8      | 8      | 8      | 8      | 8      | 8      | 8      | 8      | 8      | 8      | 8      | Highway To Hell Himna OT (a capella version)                         | Highway To Hell Himna OT (a capella version)                         | Highway To Hell Himna OT (a capella version)                         | Highway To Hell Himna OT (a capella version)                         | Highway To Hell Himna OT (a capella version)                         | Highway To Hell Himna OT (a capella version)                         | Highway To Hell Himna OT (a capella version)                         | Highway To Hell Himna OT (a capella version)                         | Highway To Hell Himna OT (a capella version)                         | Highway To Hell Himna OT (a capella version)                         | Highway To Hell Himna OT (a capella version)                         | Highway To Hell Himna OT (a capella version)                         | Highway To Hell Himna OT (a capella version)                         | Highway To Hell Himna OT (a capella version)                         | Highway To Hell Himna OT (a capella version)                         | Highway To Hell Himna OT (a capella version)                         | Highway To Hell Himna OT (a capella version)                         | Highway To Hell Himna OT (a capella version)                         | Highway To Hell Himna OT (a capella version)                         | Highway To Hell Himna OT (a capella version)                         | Highway To Hell Himna OT (a capella version)                         | Highway To Hell Himna OT (a capella version)                         | Highway To Hell Himna OT (a capella version)                         | Highway To Hell Himna OT (a capella version)                         | Highway To Hell Himna OT (a capella version)                         | Highway To Hell Himna OT (a capella version)                         | Highway To Hell Himna OT (a capella version)                         | Highway To Hell Himna OT (a capella version)                         | Highway To Hell Himna OT (a capella version)                         | Highway To Hell Himna OT (a capella version)                         | Highway To Hell Himna OT (a capella version)                         | Highway To Hell Himna OT (a capella version)                         | Highway To Hell Himna OT (a capella version)                         | Highway To Hell Himna OT (a capella version)                         | Highway To Hell Himna OT (a capella version)                         | Highway To Hell Himna OT (a capella version)                         | Highway To Hell Himna OT (a capella version)                         | Highway To Hell Himna OT (a capella version)                         | Highway To Hell Himna OT (a capella version)                         | Highway To Hell Himna OT (a capella version)                         | Highway To Hell Himna OT (a capella version)                         | Highway To Hell Himna OT (a capella version)                         | Highway To Hell Himna OT (a capella version)                         | Highway To Hell Himna OT (a capella version)                         | Highway To Hell Himna OT (a capella version)                         | Highway To Hell Himna OT (a capella version)                         | Highway To Hell Himna OT (a capella version)                         | Highway To Hell Himna OT (a capella version)                         | Highway To Hell Himna OT (a capella version)                         | Highway To Hell Himna OT (a capella version)                         | Highway To Hell Himna OT (a capella version)                         | Highway To Hell Himna OT (a capella version)                         | Highway To Hell Himna OT (a capella version)                         | Highway To Hell Himna OT (a capella version)                         | Highway To Hell Himna OT (a capella version)                         | Highway To Hell Himna OT (a capella version)                         | Highway To Hell Himna OT (a capella version)                         | Highway To Hell Himna OT (a capella version)                         | Highway To Hell Himna OT (a capella version)                         | Highway To Hell Himna OT (a capella version)                         | Highway To Hell Himna OT (a capella version)                         | Highway To Hell Himna OT (a capella version)                         | Highway To Hell Himna OT (a capella version)                         | Highway To Hell Himna OT (a capella version)                         | Highway To Hell Himna OT (a capella version)                         | Highway To Hell Himna OT (a capella version)                         | Highway To Hell Himna OT (a capella version)                         | Highway To Hell Himna OT (a capella version)                         | Highway To Hell Himna OT (a capella version)                         | Highway To Hell Himna OT (a capella version)                         | Highway To Hell Himna OT (a capella version)                         | Highway To Hell Himna OT (a capella version)                         | Highway To Hell Himna OT (a capella version)                         | Highway To Hell Himna OT (a capella version)                         | Highway To Hell Himna OT (a capella version)                         | Highway To Hell Himna OT (a capella version)                         | Highway To Hell Himna OT (a capella version)                         | Highway To Hell Himna OT (a capella version)                         | Highway To Hell Himna OT (a capella version)                         | Highway To Hell Himna OT (a capella version)                         | Highway To Hell Himna OT (a capella version)                         | Highway To Hell Himna OT (a capella version)                         | Highway To Hell Himna OT (a capella version)                         | Highway To Hell Himna OT (a capella version)                         | Highway To Hell Himna OT (a capella version)                         | Highway To Hell Himna OT (a capella version)                         | Highway To Hell Himna OT (a capella version)                         | Highway To Hell Himna OT (a capella version)                         | Highway To Hell Himna OT (a capella version)                         | Highway To Hell Himna OT (a capella version)                         | Highway To Hell Himna OT (a capella version)                         | Highway To Hell Himna OT (a capella version)                         | Highway To Hell Himna OT (a capella version)                         | Highway To Hell Himna OT (a capella version)                         | Highway To Hell Himna OT (a capella version)                         | Highway To Hell Himna OT (a capella version)                         | Highway To Hell Himna OT (a capella version)                         | Highway To Hell Himna OT (a capella version)                         | Highway To Hell Himna OT (a capella version)                         | Highway To Hell Himna OT (a capella version)                         | 独唱 第8回の全参加者 | 独唱 第8回の全参加者 | 独唱 第8回の全参加者 | 独唱 第8回の全参加者 | 独唱 第8回の全参加者 | 独唱 第8回の全参加者 | 独唱 第8回の全参加者 | 独唱 第8回の全参加者 | 独唱 第8回の全参加者 | 独唱 第8回の全参加者 | 独唱 第8回の全参加者 | 独唱 第8回の全参加者 | 独唱 第8回の全参加者 | 独唱 第8回の全参加者 | 独唱 第8回の全参加者 | 独唱 第8回の全参加者 | 独唱 第8回の全参加者 | 独唱 第8回の全参加者 | 独唱 第8回の全参加者 | 独唱 第8回の全参加者 | 独唱 第8回の全参加者 | 独唱 第8回の全参加者 | 独唱 第8回の全参加者 | 独唱 第8回の全参加者 | 独唱 第8回の全参加者 | 独唱 第8回の全参加者 | 独唱 第8回の全参加者 | 独唱 第8回の全参加者 | 独唱 第8回の全参加者 | 独唱 第8回の全参加者 | 独唱 第8回の全参加者 | 独唱 第8回の全参加者 | 独唱 第8回の全参加者 | 独唱 第8回の全参加者 | 独唱 第8回の全参加者 | 独唱 第8回の全参加者 | 独唱 第8回の全参加者 | 独唱 第8回の全参加者 | 独唱 第8回の全参加者 | 独唱 第8回の全参加者 | 独唱 第8回の全参加者 | 独唱 第8回の全参加者 | 独唱 第8回の全参加者 | 独唱 第8回の全参加者 | 独唱 第8回の全参加者 | 独唱 第8回の全参加者 | 独唱 第8回の全参加者 | 独唱 第8回の全参加者 | 独唱 第8回の全参加者 | 独唱 第8回の全参加者 | 独唱 第8回の全参加者 | 独唱 第8回の全参加者 | 独唱 第8回の全参加者 | 独唱 第8回の全参加者 | 独唱 第8回の全参加者 | 独唱 第8回の全参加者 | 独唱 第8回の全参加者 | 独唱 第8回の全参加者 | 独唱 第8回の全参加者 | 独唱 第8回の全参加者 | 独唱 第8回の全参加者 | 独唱 第8回の全参加者 | 独唱 第8回の全参加者 | 独唱 第8回の全参加者 | 独唱 第8回の全参加者 | 独唱 第8回の全参加者 | 独唱 第8回の全参加者 | 独唱 第8回の全参加者 | 独唱 第8回の全参加者 | 独唱 第8回の全参加者 | 独唱 第8回の全参加者 | 独唱 第8回の全参加者 | 独唱 第8回の全参加者 | 独唱 第8回の全参加者 | 独唱 第8回の全参加者 | 独唱 第8回の全参加者 | 独唱 第8回の全参加者 | 独唱 第8回の全参加者 | 独唱 第8回の全参加者 | 独唱 第8回の全参加者 | 独唱 第8回の全参加者 | 独唱 第8回の全参加者 | 独唱 第8回の全参加者 | 独唱 第8回の全参加者 | 独唱 第8回の全参加者 | 独唱 第8回の全参加者 | 独唱 第8回の全参加者 | 独唱 第8回の全参加者 | 独唱 第8回の全参加者 | 独唱 第8回の全参加者 | 独唱 第8回の全参加者 | 独唱 第8回の全参加者 | 独唱 第8回の全参加者 | 独唱 第8回の全参加者 | 独唱 第8回の全参加者 | 独唱 第8回の全参加者 | 独唱 第8回の全参加者 | 独唱 第8回の全参加者 | 独唱 第8回の全参加者 | 独唱 第8回の全参加者 | 独唱 第8回の全参加者 | 独唱 第8回の全参加者 | 独唱 第8回の全参加者 | 独唱 第8回の全参加者 | 独唱 第8回の全参加者 | 独唱 第8回の全参加者 | 独唱 第8回の全参加者 | 独唱 第8回の全参加者 | 独唱 第8回の全参加者 | 独唱 第8回の全参加者 | 独唱 第8回の全参加者 | 独唱 第8回の全参加者 | 独唱 第8回の全参加者 | 独唱 第8回の全参加者 | 独唱 第8回の全参加者 | 独唱 第8回の全参加者 | 独唱 第8回の全参加者 | 独唱 第8回の全参加者 | 独唱 第8回の全参加者 | 独唱 第8回の全参加者 | 独唱 第8回の全参加者 | 独唱 第8回の全参加者 | 独唱 第8回の全参加者 | 独唱 第8回の全参加者 | 独唱 第8回の全参加者 | 独唱 第8回の全参加者 | 独唱 第8回の全参加者 | 独唱 第8回の全参加者 | 独唱 第8回の全参加者 | 独唱 第8回の全参加者 | AC/DC                                                      | AC/DC                                                      | AC/DC                                                      | AC/DC                                                      | AC/DC                                                      | AC/DC                                                      | AC/DC                                                      | AC/DC                                                      | AC/DC                                                      | AC/DC                                                      | AC/DC                                                      | AC/DC                                                      | AC/DC                                                      | AC/DC                                                      | AC/DC                                                      | AC/DC                                                      | AC/DC                                                      | AC/DC                                                      | AC/DC                                                      | AC/DC                                                      | AC/DC                                                      | AC/DC                                                      | AC/DC                                                      | AC/DC                                                      | AC/DC                                                      | AC/DC                                                      | AC/DC                                                      | AC/DC                                                      | AC/DC                                                      | AC/DC                                                      | AC/DC                                                      | AC/DC                                                      | AC/DC                                                      | AC/DC                                                      | AC/DC                                                      | AC/DC                                                      | AC/DC                                                      | AC/DC                                                      | AC/DC                                                      | AC/DC                                                      | AC/DC                                                      | AC/DC                                                      | AC/DC                                                      | AC/DC                                                      | AC/DC                                                      | AC/DC                                                      | AC/DC                                                      | AC/DC                                                      | AC/DC                                                      | AC/DC                                                      | AC/DC                                                      | AC/DC                                                      | AC/DC                                                      | AC/DC                                                      | AC/DC                                                      | AC/DC                                                      | AC/DC                                                      | AC/DC                                                      | AC/DC                                                      | AC/DC                                                      | AC/DC                                                      | AC/DC                                                      | AC/DC                                                      | AC/DC                                                      | AC/DC                                                      | AC/DC                                                      | AC/DC                                                      | AC/DC                                                      | AC/DC                                                      | AC/DC                                                      | AC/DC                                                      | AC/DC                                                      | AC/DC                                                      | AC/DC                                                      | AC/DC                                                      | AC/DC                                                      | AC/DC                                                      | AC/DC                                                      | AC/DC                                                      | AC/DC                                                      | AC/DC                                                      | AC/DC                                                      | AC/DC                                                      | AC/DC                                                      | AC/DC                                                      | AC/DC                                                      | AC/DC                                                      | AC/DC                                                      | AC/DC                                                      | AC/DC                                                      | AC/DC                                                      | AC/DC                                                      | AC/DC                                                      | AC/DC                                                      | AC/DC                                                      | AC/DC                                                      | AC/DC                                                      | AC/DC                                                      | AC/DC                                                      | AC/DC                                                      | 脱落候補入り（ジョルジェ・ゴゴヴと共に） | 脱落候補入り（ジョルジェ・ゴゴヴと共に） | 脱落候補入り（ジョルジェ・ゴゴヴと共に） | 脱落候補入り（ジョルジェ・ゴゴヴと共に） | 脱落候補入り（ジョルジェ・ゴゴヴと共に） | 脱落候補入り（ジョルジェ・ゴゴヴと共に） | 脱落候補入り（ジョルジェ・ゴゴヴと共に） | 脱落候補入り（ジョルジェ・ゴゴヴと共に） | 脱落候補入り（ジョルジェ・ゴゴヴと共に） | 脱落候補入り（ジョルジェ・ゴゴヴと共に） | 脱落候補入り（ジョルジェ・ゴゴヴと共に） | 脱落候補入り（ジョルジェ・ゴゴヴと共に） | 脱落候補入り（ジョルジェ・ゴゴヴと共に） | 脱落候補入り（ジョルジェ・ゴゴヴと共に） | 脱落候補入り（ジョルジェ・ゴゴヴと共に） | 脱落候補入り（ジョルジェ・ゴゴヴと共に） | 脱落候補入り（ジョルジェ・ゴゴヴと共に） | 脱落候補入り（ジョルジェ・ゴゴヴと共に） | 脱落候補入り（ジョルジェ・ゴゴヴと共に） | 脱落候補入り（ジョルジェ・ゴゴヴと共に） | 脱落候補入り（ジョルジェ・ゴゴヴと共に） | 脱落候補入り（ジョルジェ・ゴゴヴと共に） | 脱落候補入り（ジョルジェ・ゴゴヴと共に） | 脱落候補入り（ジョルジェ・ゴゴヴと共に） | 脱落候補入り（ジョルジェ・ゴゴヴと共に） | 脱落候補入り（ジョルジェ・ゴゴヴと共に） | 脱落候補入り（ジョルジェ・ゴゴヴと共に） | 脱落候補入り（ジョルジェ・ゴゴヴと共に） | 脱落候補入り（ジョルジェ・ゴゴヴと共に） | 脱落候補入り（ジョルジェ・ゴゴヴと共に） | 脱落候補入り（ジョルジェ・ゴゴヴと共に） | 脱落候補入り（ジョルジェ・ゴゴヴと共に） | 脱落候補入り（ジョルジェ・ゴゴヴと共に） | 脱落候補入り（ジョルジェ・ゴゴヴと共に） | 脱落候補入り（ジョルジェ・ゴゴヴと共に） | 脱落候補入り（ジョルジェ・ゴゴヴと共に） | 脱落候補入り（ジョルジェ・ゴゴヴと共に） | 脱落候補入り（ジョルジェ・ゴゴヴと共に） | 脱落候補入り（ジョルジェ・ゴゴヴと共に） | 脱落候補入り（ジョルジェ・ゴゴヴと共に） | 脱落候補入り（ジョルジェ・ゴゴヴと共に） | 脱落候補入り（ジョルジェ・ゴゴヴと共に） | 脱落候補入り（ジョルジェ・ゴゴヴと共に） | 脱落候補入り（ジョルジェ・ゴゴヴと共に） | 脱落候補入り（ジョルジェ・ゴゴヴと共に） | 脱落候補入り（ジョルジェ・ゴゴヴと共に） | 脱落候補入り（ジョルジェ・ゴゴヴと共に） | 脱落候補入り（ジョルジェ・ゴゴヴと共に） | 脱落候補入り（ジョルジェ・ゴゴヴと共に） | 脱落候補入り（ジョルジェ・ゴゴヴと共に） | 脱落候補入り（ジョルジェ・ゴゴヴと共に） | 脱落候補入り（ジョルジェ・ゴゴヴと共に） | 脱落候補入り（ジョルジェ・ゴゴヴと共に） | 脱落候補入り（ジョルジェ・ゴゴヴと共に） | 脱落候補入り（ジョルジェ・ゴゴヴと共に） | 脱落候補入り（ジョルジェ・ゴゴヴと共に） | 脱落候補入り（ジョルジェ・ゴゴヴと共に） | 脱落候補入り（ジョルジェ・ゴゴヴと共に） | 脱落候補入り（ジョルジェ・ゴゴヴと共に） | 脱落候補入り（ジョルジェ・ゴゴヴと共に） | 脱落候補入り（ジョルジェ・ゴゴヴと共に） | 脱落候補入り（ジョルジェ・ゴゴヴと共に） | 脱落候補入り（ジョルジェ・ゴゴヴと共に） | 脱落候補入り（ジョルジェ・ゴゴヴと共に） | 脱落候補入り（ジョルジェ・ゴゴヴと共に） | 脱落候補入り（ジョルジェ・ゴゴヴと共に） | 脱落候補入り（ジョルジェ・ゴゴヴと共に） | 脱落候補入り（ジョルジェ・ゴゴヴと共に） | 脱落候補入り（ジョルジェ・ゴゴヴと共に） | 脱落候補入り（ジョルジェ・ゴゴヴと共に） | 脱落候補入り（ジョルジェ・ゴゴヴと共に） | 脱落候補入り（ジョルジェ・ゴゴヴと共に） | 脱落候補入り（ジョルジェ・ゴゴヴと共に） | 脱落候補入り（ジョルジェ・ゴゴヴと共に） | 脱落候補入り（ジョルジェ・ゴゴヴと共に） | 脱落候補入り（ジョルジェ・ゴゴヴと共に） | 脱落候補入り（ジョルジェ・ゴゴヴと共に） | 脱落候補入り（ジョルジェ・ゴゴヴと共に） | 脱落候補入り（ジョルジェ・ゴゴヴと共に） | 脱落候補入り（ジョルジェ・ゴゴヴと共に） | 脱落候補入り（ジョルジェ・ゴゴヴと共に） | 脱落候補入り（ジョルジェ・ゴゴヴと共に） | 脱落候補入り（ジョルジェ・ゴゴヴと共に） | 脱落候補入り（ジョルジェ・ゴゴヴと共に） | 脱落候補入り（ジョルジェ・ゴゴヴと共に） | 脱落候補入り（ジョルジェ・ゴゴヴと共に） | 脱落候補入り（ジョルジェ・ゴゴヴと共に） | 脱落候補入り（ジョルジェ・ゴゴヴと共に） | 脱落候補入り（ジョルジェ・ゴゴヴと共に） | 脱落候補入り（ジョルジェ・ゴゴヴと共に） | 脱落候補入り（ジョルジェ・ゴゴヴと共に） | 脱落候補入り（ジョルジェ・ゴゴヴと共に） | 脱落候補入り（ジョルジェ・ゴゴヴと共に） | 脱落候補入り（ジョルジェ・ゴゴヴと共に） | 脱落候補入り（ジョルジェ・ゴゴヴと共に） | 脱落候補入り（ジョルジェ・ゴゴヴと共に） | 脱落候補入り（ジョルジェ・ゴゴヴと共に） | 脱落候補入り（ジョルジェ・ゴゴヴと共に） | 脱落候補入り（ジョルジェ・ゴゴヴと共に） | 脱落候補入り（ジョルジェ・ゴゴヴと共に） |
| 9      | 9      | 9      | 9      | 9      | 9      | 9      | 9      | 9      | 9      | 9      | 9      | 9      | 9      | 9      | 9      | 9      | 9      | 9      | 9      | 9      | 9      | 9      | 9      | 9      | 9      | 9      | 9      | 9      | 9      | 9      | 9      | 9      | 9      | 9      | 9      | 9      | 9      | 9      | 9      | 9      | 9      | 9      | 9      | 9      | 9      | 9      | 9      | 9      | 9      | 9      | 9      | 9      | 9      | 9      | 9      | 9      | 9      | 9      | 9      | 9      | 9      | 9      | 9      | 9      | 9      | 9      | 9      | 9      | 9      | 9      | 9      | 9      | 9      | 9      | 9      | 9      | 9      | 9      | 9      | 9      | 9      | 9      | 9      | 9      | 9      | 9      | 9      | 9      | 9      | More Than Words Are You Gonna Go My Way Himna OT (rock version)      | More Than Words Are You Gonna Go My Way Himna OT (rock version)      | More Than Words Are You Gonna Go My Way Himna OT (rock version)      | More Than Words Are You Gonna Go My Way Himna OT (rock version)      | More Than Words Are You Gonna Go My Way Himna OT (rock version)      | More Than Words Are You Gonna Go My Way Himna OT (rock version)      | More Than Words Are You Gonna Go My Way Himna OT (rock version)      | More Than Words Are You Gonna Go My Way Himna OT (rock version)      | More Than Words Are You Gonna Go My Way Himna OT (rock version)      | More Than Words Are You Gonna Go My Way Himna OT (rock version)      | More Than Words Are You Gonna Go My Way Himna OT (rock version)      | More Than Words Are You Gonna Go My Way Himna OT (rock version)      | More Than Words Are You Gonna Go My Way Himna OT (rock version)      | More Than Words Are You Gonna Go My Way Himna OT (rock version)      | More Than Words Are You Gonna Go My Way Himna OT (rock version)      | More Than Words Are You Gonna Go My Way Himna OT (rock version)      | More Than Words Are You Gonna Go My Way Himna OT (rock version)      | More Than Words Are You Gonna Go My Way Himna OT (rock version)      | More Than Words Are You Gonna Go My Way Himna OT (rock version)      | More Than Words Are You Gonna Go My Way Himna OT (rock version)      | More Than Words Are You Gonna Go My Way Himna OT (rock version)      | More Than Words Are You Gonna Go My Way Himna OT (rock version)      | More Than Words Are You Gonna Go My Way Himna OT (rock version)      | More Than Words Are You Gonna Go My Way Himna OT (rock version)      | More Than Words Are You Gonna Go My Way Himna OT (rock version)      | More Than Words Are You Gonna Go My Way Himna OT (rock version)      | More Than Words Are You Gonna Go My Way Himna OT (rock version)      | More Than Words Are You Gonna Go My Way Himna OT (rock version)      | More Than Words Are You Gonna Go My Way Himna OT (rock version)      | More Than Words Are You Gonna Go My Way Himna OT (rock version)      | More Than Words Are You Gonna Go My Way Himna OT (rock version)      | More Than Words Are You Gonna Go My Way Himna OT (rock version)      | More Than Words Are You Gonna Go My Way Himna OT (rock version)      | More Than Words Are You Gonna Go My Way Himna OT (rock version)      | More Than Words Are You Gonna Go My Way Himna OT (rock version)      | More Than Words Are You Gonna Go My Way Himna OT (rock version)      | More Than Words Are You Gonna Go My Way Himna OT (rock version)      | More Than Words Are You Gonna Go My Way Himna OT (rock version)      | More Than Words Are You Gonna Go My Way Himna OT (rock version)      | More Than Words Are You Gonna Go My Way Himna OT (rock version)      | More Than Words Are You Gonna Go My Way Himna OT (rock version)      | More Than Words Are You Gonna Go My Way Himna OT (rock version)      | More Than Words Are You Gonna Go My Way Himna OT (rock version)      | More Than Words Are You Gonna Go My Way Himna OT (rock version)      | More Than Words Are You Gonna Go My Way Himna OT (rock version)      | More Than Words Are You Gonna Go My Way Himna OT (rock version)      | More Than Words Are You Gonna Go My Way Himna OT (rock version)      | More Than Words Are You Gonna Go My Way Himna OT (rock version)      | More Than Words Are You Gonna Go My Way Himna OT (rock version)      | More Than Words Are You Gonna Go My Way Himna OT (rock version)      | More Than Words Are You Gonna Go My Way Himna OT (rock version)      | More Than Words Are You Gonna Go My Way Himna OT (rock version)      | More Than Words Are You Gonna Go My Way Himna OT (rock version)      | More Than Words Are You Gonna Go My Way Himna OT (rock version)      | More Than Words Are You Gonna Go My Way Himna OT (rock version)      | More Than Words Are You Gonna Go My Way Himna OT (rock version)      | More Than Words Are You Gonna Go My Way Himna OT (rock version)      | More Than Words Are You Gonna Go My Way Himna OT (rock version)      | More Than Words Are You Gonna Go My Way Himna OT (rock version)      | More Than Words Are You Gonna Go My Way Himna OT (rock version)      | More Than Words Are You Gonna Go My Way Himna OT (rock version)      | More Than Words Are You Gonna Go My Way Himna OT (rock version)      | More Than Words Are You Gonna Go My Way Himna OT (rock version)      | More Than Words Are You Gonna Go My Way Himna OT (rock version)      | More Than Words Are You Gonna Go My Way Himna OT (rock version)      | More Than Words Are You Gonna Go My Way Himna OT (rock version)      | More Than Words Are You Gonna Go My Way Himna OT (rock version)      | More Than Words Are You Gonna Go My Way Himna OT (rock version)      | More Than Words Are You Gonna Go My Way Himna OT (rock version)      | More Than Words Are You Gonna Go My Way Himna OT (rock version)      | More Than Words Are You Gonna Go My Way Himna OT (rock version)      | More Than Words Are You Gonna Go My Way Himna OT (rock version)      | More Than Words Are You Gonna Go My Way Himna OT (rock version)      | More Than Words Are You Gonna Go My Way Himna OT (rock version)      | More Than Words Are You Gonna Go My Way Himna OT (rock version)      | More Than Words Are You Gonna Go My Way Himna OT (rock version)      | More Than Words Are You Gonna Go My Way Himna OT (rock version)      | More Than Words Are You Gonna Go My Way Himna OT (rock version)      | More Than Words Are You Gonna Go My Way Himna OT (rock version)      | More Than Words Are You Gonna Go My Way Himna OT (rock version)      | More Than Words Are You Gonna Go My Way Himna OT (rock version)      | More Than Words Are You Gonna Go My Way Himna OT (rock version)      | More Than Words Are You Gonna Go My Way Himna OT (rock version)      | More Than Words Are You Gonna Go My Way Himna OT (rock version)      | More Than Words Are You Gonna Go My Way Himna OT (rock version)      | More Than Words Are You Gonna Go My Way Himna OT (rock version)      | More Than Words Are You Gonna Go My Way Himna OT (rock version)      | More Than Words Are You Gonna Go My Way Himna OT (rock version)      | More Than Words Are You Gonna Go My Way Himna OT (rock version)      | More Than Words Are You Gonna Go My Way Himna OT (rock version)      | More Than Words Are You Gonna Go My Way Himna OT (rock version)      | More Than Words Are You Gonna Go My Way Himna OT (rock version)      | More Than Words Are You Gonna Go My Way Himna OT (rock version)      | More Than Words Are You Gonna Go My Way Himna OT (rock version)      | More Than Words Are You Gonna Go My Way Himna OT (rock version)      | More Than Words Are You Gonna Go My Way Himna OT (rock version)      | More Than Words Are You Gonna Go My Way Himna OT (rock version)      | More Than Words Are You Gonna Go My Way Himna OT (rock version)      | More Than Words Are You Gonna Go My Way Himna OT (rock version)      | More Than Words Are You Gonna Go My Way Himna OT (rock version)      | 独唱 ジョルジェ・ゴゴヴとデュエット 第9回の全参加者                                                                             | 独唱 ジョルジェ・ゴゴヴとデュエット 第9回の全参加者                                                                             | 独唱 ジョルジェ・ゴゴヴとデュエット 第9回の全参加者                                                                             | 独唱 ジョルジェ・ゴゴヴとデュエット 第9回の全参加者                                                                             | 独唱 ジョルジェ・ゴゴヴとデュエット 第9回の全参加者                                                                             | 独唱 ジョルジェ・ゴゴヴとデュエット 第9回の全参加者                                                                             | 独唱 ジョルジェ・ゴゴヴとデュエット 第9回の全参加者                                                                             | 独唱 ジョルジェ・ゴゴヴとデュエット 第9回の全参加者                                                                             | 独唱 ジョルジェ・ゴゴヴとデュエット 第9回の全参加者                                                                             | 独唱 ジョルジェ・ゴゴヴとデュエット 第9回の全参加者                                                                             | 独唱 ジョルジェ・ゴゴヴとデュエット 第9回の全参加者                                                                             | 独唱 ジョルジェ・ゴゴヴとデュエット 第9回の全参加者                                                                             | 独唱 ジョルジェ・ゴゴヴとデュエット 第9回の全参加者                                                                             | 独唱 ジョルジェ・ゴゴヴとデュエット 第9回の全参加者                                                                             | 独唱 ジョルジェ・ゴゴヴとデュエット 第9回の全参加者                                                                             | 独唱 ジョルジェ・ゴゴヴとデュエット 第9回の全参加者                                                                             | 独唱 ジョルジェ・ゴゴヴとデュエット 第9回の全参加者                                                                             | 独唱 ジョルジェ・ゴゴヴとデュエット 第9回の全参加者                                                                             | 独唱 ジョルジェ・ゴゴヴとデュエット 第9回の全参加者                                                                             | 独唱 ジョルジェ・ゴゴヴとデュエット 第9回の全参加者                                                                             | 独唱 ジョルジェ・ゴゴヴとデュエット 第9回の全参加者                                                                             | 独唱 ジョルジェ・ゴゴヴとデュエット 第9回の全参加者                                                                             | 独唱 ジョルジェ・ゴゴヴとデュエット 第9回の全参加者                                                                             | 独唱 ジョルジェ・ゴゴヴとデュエット 第9回の全参加者                                                                             | 独唱 ジョルジェ・ゴゴヴとデュエット 第9回の全参加者                                                                             | 独唱 ジョルジェ・ゴゴヴとデュエット 第9回の全参加者                                                                             | 独唱 ジョルジェ・ゴゴヴとデュエット 第9回の全参加者                                                                             | 独唱 ジョルジェ・ゴゴヴとデュエット 第9回の全参加者                                                                             | 独唱 ジョルジェ・ゴゴヴとデュエット 第9回の全参加者                                                                             | 独唱 ジョルジェ・ゴゴヴとデュエット 第9回の全参加者                                                                             | 独唱 ジョルジェ・ゴゴヴとデュエット 第9回の全参加者                                                                             | 独唱 ジョルジェ・ゴゴヴとデュエット 第9回の全参加者                                                                             | 独唱 ジョルジェ・ゴゴヴとデュエット 第9回の全参加者                                                                             | 独唱 ジョルジェ・ゴゴヴとデュエット 第9回の全参加者                                                                             | 独唱 ジョルジェ・ゴゴヴとデュエット 第9回の全参加者                                                                             | 独唱 ジョルジェ・ゴゴヴとデュエット 第9回の全参加者                                                                             | 独唱 ジョルジェ・ゴゴヴとデュエット 第9回の全参加者                                                                             | 独唱 ジョルジェ・ゴゴヴとデュエット 第9回の全参加者                                                                             | 独唱 ジョルジェ・ゴゴヴとデュエット 第9回の全参加者                                                                             | 独唱 ジョルジェ・ゴゴヴとデュエット 第9回の全参加者                                                                             | 独唱 ジョルジェ・ゴゴヴとデュエット 第9回の全参加者                                                                             | 独唱 ジョルジェ・ゴゴヴとデュエット 第9回の全参加者                                                                             | 独唱 ジョルジェ・ゴゴヴとデュエット 第9回の全参加者                                                                             | 独唱 ジョルジェ・ゴゴヴとデュエット 第9回の全参加者                                                                             | 独唱 ジョルジェ・ゴゴヴとデュエット 第9回の全参加者                                                                             | 独唱 ジョルジェ・ゴゴヴとデュエット 第9回の全参加者                                                                             | 独唱 ジョルジェ・ゴゴヴとデュエット 第9回の全参加者                                                                             | 独唱 ジョルジェ・ゴゴヴとデュエット 第9回の全参加者                                                                             | 独唱 ジョルジェ・ゴゴヴとデュエット 第9回の全参加者                                                                             | 独唱 ジョルジェ・ゴゴヴとデュエット 第9回の全参加者                                                                             | 独唱 ジョルジェ・ゴゴヴとデュエット 第9回の全参加者                                                                             | 独唱 ジョルジェ・ゴゴヴとデュエット 第9回の全参加者                                                                             | 独唱 ジョルジェ・ゴゴヴとデュエット 第9回の全参加者                                                                             | 独唱 ジョルジェ・ゴゴヴとデュエット 第9回の全参加者                                                                             | 独唱 ジョルジェ・ゴゴヴとデュエット 第9回の全参加者                                                                             | 独唱 ジョルジェ・ゴゴヴとデュエット 第9回の全参加者                                                                             | 独唱 ジョルジェ・ゴゴヴとデュエット 第9回の全参加者                                                                             | 独唱 ジョルジェ・ゴゴヴとデュエット 第9回の全参加者                                                                             | 独唱 ジョルジェ・ゴゴヴとデュエット 第9回の全参加者                                                                             | 独唱 ジョルジェ・ゴゴヴとデュエット 第9回の全参加者                                                                             | 独唱 ジョルジェ・ゴゴヴとデュエット 第9回の全参加者                                                                             | 独唱 ジョルジェ・ゴゴヴとデュエット 第9回の全参加者                                                                             | 独唱 ジョルジェ・ゴゴヴとデュエット 第9回の全参加者                                                                             | 独唱 ジョルジェ・ゴゴヴとデュエット 第9回の全参加者                                                                             | 独唱 ジョルジェ・ゴゴヴとデュエット 第9回の全参加者                                                                             | 独唱 ジョルジェ・ゴゴヴとデュエット 第9回の全参加者                                                                             | 独唱 ジョルジェ・ゴゴヴとデュエット 第9回の全参加者                                                                             | 独唱 ジョルジェ・ゴゴヴとデュエット 第9回の全参加者                                                                             | 独唱 ジョルジェ・ゴゴヴとデュエット 第9回の全参加者                                                                             | 独唱 ジョルジェ・ゴゴヴとデュエット 第9回の全参加者                                                                             | 独唱 ジョルジェ・ゴゴヴとデュエット 第9回の全参加者                                                                             | 独唱 ジョルジェ・ゴゴヴとデュエット 第9回の全参加者                                                                             | 独唱 ジョルジェ・ゴゴヴとデュエット 第9回の全参加者                                                                             | 独唱 ジョルジェ・ゴゴヴとデュエット 第9回の全参加者                                                                             | 独唱 ジョルジェ・ゴゴヴとデュエット 第9回の全参加者                                                                             | 独唱 ジョルジェ・ゴゴヴとデュエット 第9回の全参加者                                                                             | 独唱 ジョルジェ・ゴゴヴとデュエット 第9回の全参加者                                                                             | 独唱 ジョルジェ・ゴゴヴとデュエット 第9回の全参加者                                                                             | 独唱 ジョルジェ・ゴゴヴとデュエット 第9回の全参加者                                                                             | 独唱 ジョルジェ・ゴゴヴとデュエット 第9回の全参加者                                                                             | 独唱 ジョルジェ・ゴゴヴとデュエット 第9回の全参加者                                                                             | 独唱 ジョルジェ・ゴゴヴとデュエット 第9回の全参加者                                                                             | 独唱 ジョルジェ・ゴゴヴとデュエット 第9回の全参加者                                                                             | 独唱 ジョルジェ・ゴゴヴとデュエット 第9回の全参加者                                                                             | 独唱 ジョルジェ・ゴゴヴとデュエット 第9回の全参加者                                                                             | 独唱 ジョルジェ・ゴゴヴとデュエット 第9回の全参加者                                                                             | 独唱 ジョルジェ・ゴゴヴとデュエット 第9回の全参加者                                                                             | 独唱 ジョルジェ・ゴゴヴとデュエット 第9回の全参加者                                                                             | 独唱 ジョルジェ・ゴゴヴとデュエット 第9回の全参加者                                                                             | 独唱 ジョルジェ・ゴゴヴとデュエット 第9回の全参加者                                                                             | 独唱 ジョルジェ・ゴゴヴとデュエット 第9回の全参加者                                                                             | 独唱 ジョルジェ・ゴゴヴとデュエット 第9回の全参加者                                                                             | 独唱 ジョルジェ・ゴゴヴとデュエット 第9回の全参加者                                                                             | 独唱 ジョルジェ・ゴゴヴとデュエット 第9回の全参加者                                                                             | 独唱 ジョルジェ・ゴゴヴとデュエット 第9回の全参加者                                                                             | 独唱 ジョルジェ・ゴゴヴとデュエット 第9回の全参加者                                                                             | 独唱 ジョルジェ・ゴゴヴとデュエット 第9回の全参加者                                                                             | 独唱 ジョルジェ・ゴゴヴとデュエット 第9回の全参加者                                                                             | 独唱 ジョルジェ・ゴゴヴとデュエット 第9回の全参加者                                                                             | 独唱 ジョルジェ・ゴゴヴとデュエット 第9回の全参加者                                                                             | 独唱 ジョルジェ・ゴゴヴとデュエット 第9回の全参加者                                                                             | 独唱 ジョルジェ・ゴゴヴとデュエット 第9回の全参加者                                                                             | 独唱 ジョルジェ・ゴゴヴとデュエット 第9回の全参加者                                                                             | 独唱 ジョルジェ・ゴゴヴとデュエット 第9回の全参加者                                                                             | 独唱 ジョルジェ・ゴゴヴとデュエット 第9回の全参加者                                                                             | 独唱 ジョルジェ・ゴゴヴとデュエット 第9回の全参加者                                                                             | 独唱 ジョルジェ・ゴゴヴとデュエット 第9回の全参加者                                                                             | 独唱 ジョルジェ・ゴゴヴとデュエット 第9回の全参加者                                                                             | 独唱 ジョルジェ・ゴゴヴとデュエット 第9回の全参加者                                                                             | 独唱 ジョルジェ・ゴゴヴとデュエット 第9回の全参加者                                                                             | 独唱 ジョルジェ・ゴゴヴとデュエット 第9回の全参加者                                                                             | 独唱 ジョルジェ・ゴゴヴとデュエット 第9回の全参加者                                                                             | 独唱 ジョルジェ・ゴゴヴとデュエット 第9回の全参加者                                                                             | 独唱 ジョルジェ・ゴゴヴとデュエット 第9回の全参加者                                                                             | 独唱 ジョルジェ・ゴゴヴとデュエット 第9回の全参加者                                                                             | 独唱 ジョルジェ・ゴゴヴとデュエット 第9回の全参加者                                                                             | 独唱 ジョルジェ・ゴゴヴとデュエット 第9回の全参加者                                                                             | 独唱 ジョルジェ・ゴゴヴとデュエット 第9回の全参加者                                                                             | 独唱 ジョルジェ・ゴゴヴとデュエット 第9回の全参加者                                                                             | 独唱 ジョルジェ・ゴゴヴとデュエット 第9回の全参加者                                                                             | 独唱 ジョルジェ・ゴゴヴとデュエット 第9回の全参加者                                                                             | 独唱 ジョルジェ・ゴゴヴとデュエット 第9回の全参加者                                                                             | 独唱 ジョルジェ・ゴゴヴとデュエット 第9回の全参加者                                                                             | 独唱 ジョルジェ・ゴゴヴとデュエット 第9回の全参加者                                                                             | 独唱 ジョルジェ・ゴゴヴとデュエット 第9回の全参加者                                                                             | 独唱 ジョルジェ・ゴゴヴとデュエット 第9回の全参加者                                                                             | 独唱 ジョルジェ・ゴゴヴとデュエット 第9回の全参加者                                                                             | 独唱 ジョルジェ・ゴゴヴとデュエット 第9回の全参加者                                                                             | 独唱 ジョルジェ・ゴゴヴとデュエット 第9回の全参加者                                                                             | 独唱 ジョルジェ・ゴゴヴとデュエット 第9回の全参加者                                                                             | エクストリーム レニー・クラヴィッツ                        | エクストリーム レニー・クラヴィッツ                        | エクストリーム レニー・クラヴィッツ                        | エクストリーム レニー・クラヴィッツ                        | エクストリーム レニー・クラヴィッツ                        | エクストリーム レニー・クラヴィッツ                        | エクストリーム レニー・クラヴィッツ                        | エクストリーム レニー・クラヴィッツ                        | エクストリーム レニー・クラヴィッツ                        | エクストリーム レニー・クラヴィッツ                        | エクストリーム レニー・クラヴィッツ                        | エクストリーム レニー・クラヴィッツ                        | エクストリーム レニー・クラヴィッツ                        | エクストリーム レニー・クラヴィッツ                        | エクストリーム レニー・クラヴィッツ                        | エクストリーム レニー・クラヴィッツ                        | エクストリーム レニー・クラヴィッツ                        | エクストリーム レニー・クラヴィッツ                        | エクストリーム レニー・クラヴィッツ                        | エクストリーム レニー・クラヴィッツ                        | エクストリーム レニー・クラヴィッツ                        | エクストリーム レニー・クラヴィッツ                        | エクストリーム レニー・クラヴィッツ                        | エクストリーム レニー・クラヴィッツ                        | エクストリーム レニー・クラヴィッツ                        | エクストリーム レニー・クラヴィッツ                        | エクストリーム レニー・クラヴィッツ                        | エクストリーム レニー・クラヴィッツ                        | エクストリーム レニー・クラヴィッツ                        | エクストリーム レニー・クラヴィッツ                        | エクストリーム レニー・クラヴィッツ                        | エクストリーム レニー・クラヴィッツ                        | エクストリーム レニー・クラヴィッツ                        | エクストリーム レニー・クラヴィッツ                        | エクストリーム レニー・クラヴィッツ                        | エクストリーム レニー・クラヴィッツ                        | エクストリーム レニー・クラヴィッツ                        | エクストリーム レニー・クラヴィッツ                        | エクストリーム レニー・クラヴィッツ                        | エクストリーム レニー・クラヴィッツ                        | エクストリーム レニー・クラヴィッツ                        | エクストリーム レニー・クラヴィッツ                        | エクストリーム レニー・クラヴィッツ                        | エクストリーム レニー・クラヴィッツ                        | エクストリーム レニー・クラヴィッツ                        | エクストリーム レニー・クラヴィッツ                        | エクストリーム レニー・クラヴィッツ                        | エクストリーム レニー・クラヴィッツ                        | エクストリーム レニー・クラヴィッツ                        | エクストリーム レニー・クラヴィッツ                        | エクストリーム レニー・クラヴィッツ                        | エクストリーム レニー・クラヴィッツ                        | エクストリーム レニー・クラヴィッツ                        | エクストリーム レニー・クラヴィッツ                        | エクストリーム レニー・クラヴィッツ                        | エクストリーム レニー・クラヴィッツ                        | エクストリーム レニー・クラヴィッツ                        | エクストリーム レニー・クラヴィッツ                        | エクストリーム レニー・クラヴィッツ                        | エクストリーム レニー・クラヴィッツ                        | エクストリーム レニー・クラヴィッツ                        | エクストリーム レニー・クラヴィッツ                        | エクストリーム レニー・クラヴィッツ                        | エクストリーム レニー・クラヴィッツ                        | エクストリーム レニー・クラヴィッツ                        | エクストリーム レニー・クラヴィッツ                        | エクストリーム レニー・クラヴィッツ                        | エクストリーム レニー・クラヴィッツ                        | エクストリーム レニー・クラヴィッツ                        | エクストリーム レニー・クラヴィッツ                        | エクストリーム レニー・クラヴィッツ                        | エクストリーム レニー・クラヴィッツ                        | エクストリーム レニー・クラヴィッツ                        | エクストリーム レニー・クラヴィッツ                        | エクストリーム レニー・クラヴィッツ                        | エクストリーム レニー・クラヴィッツ                        | エクストリーム レニー・クラヴィッツ                        | エクストリーム レニー・クラヴィッツ                        | エクストリーム レニー・クラヴィッツ                        | エクストリーム レニー・クラヴィッツ                        | エクストリーム レニー・クラヴィッツ                        | エクストリーム レニー・クラヴィッツ                        | エクストリーム レニー・クラヴィッツ                        | エクストリーム レニー・クラヴィッツ                        | エクストリーム レニー・クラヴィッツ                        | エクストリーム レニー・クラヴィッツ                        | エクストリーム レニー・クラヴィッツ                        | エクストリーム レニー・クラヴィッツ                        | エクストリーム レニー・クラヴィッツ                        | エクストリーム レニー・クラヴィッツ                        | エクストリーム レニー・クラヴィッツ                        | エクストリーム レニー・クラヴィッツ                        | エクストリーム レニー・クラヴィッツ                        | エクストリーム レニー・クラヴィッツ                        | エクストリーム レニー・クラヴィッツ                        | エクストリーム レニー・クラヴィッツ                        | エクストリーム レニー・クラヴィッツ                        | エクストリーム レニー・クラヴィッツ                        | エクストリーム レニー・クラヴィッツ                        | エクストリーム レニー・クラヴィッツ                        | 通過                                     | 通過                                     | 通過                                     | 通過                                     | 通過                                     | 通過                                     | 通過                                     | 通過                                     | 通過                                     | 通過                                     | 通過                                     | 通過                                     | 通過                                     | 通過                                     | 通過                                     | 通過                                     | 通過                                     | 通過                                     | 通過                                     | 通過                                     | 通過                                     | 通過                                     | 通過                                     | 通過                                     | 通過                                     | 通過                                     | 通過                                     | 通過                                     | 通過                                     | 通過                                     | 通過                                     | 通過                                     | 通過                                     | 通過                                     | 通過                                     | 通過                                     | 通過                                     | 通過                                     | 通過                                     | 通過                                     | 通過                                     | 通過                                     | 通過                                     | 通過                                     | 通過                                     | 通過                                     | 通過                                     | 通過                                     | 通過                                     | 通過                                     | 通過                                     | 通過                                     | 通過                                     | 通過                                     | 通過                                     | 通過                                     | 通過                                     | 通過                                     | 通過                                     | 通過                                     | 通過                                     | 通過                                     | 通過                                     | 通過                                     | 通過                                     | 通過                                     | 通過                                     | 通過                                     | 通過                                     | 通過                                     | 通過                                     | 通過                                     | 通過                                     | 通過                                     | 通過                                     | 通過                                     | 通過                                     | 通過                                     | 通過                                     | 通過                                     | 通過                                     | 通過                                     | 通過                                     | 通過                                     | 通過                                     | 通過                                     | 通過                                     | 通過                                     | 通過                                     | 通過                                     | 通過                                     | 通過                                     | 通過                                     | 通過                                     | 通過                                     | 通過                                     | 通過                                     | 通過                                     | 通過                                     | 通過                                     |
| 10     | 10     | 10     | 10     | 10     | 10     | 10     | 10     | 10     | 10     | 10     | 10     | 10     | 10     | 10     | 10     | 10     | 10     | 10     | 10     | 10     | 10     | 10     | 10     | 10     | 10     | 10     | 10     | 10     | 10     | 10     | 10     | 10     | 10     | 10     | 10     | 10     | 10     | 10     | 10     | 10     | 10     | 10     | 10     | 10     | 10     | 10     | 10     | 10     | 10     | 10     | 10     | 10     | 10     | 10     | 10     | 10     | 10     | 10     | 10     | 10     | 10     | 10     | 10     | 10     | 10     | 10     | 10     | 10     | 10     | 10     | 10     | 10     | 10     | 10     | 10     | 10     | 10     | 10     | 10     | 10     | 10     | 10     | 10     | 10     | 10     | 10     | 10     | 10     | 10     | Kreni prema meni Help! A Hard Day's Night                            | Kreni prema meni Help! A Hard Day's Night                            | Kreni prema meni Help! A Hard Day's Night                            | Kreni prema meni Help! A Hard Day's Night                            | Kreni prema meni Help! A Hard Day's Night                            | Kreni prema meni Help! A Hard Day's Night                            | Kreni prema meni Help! A Hard Day's Night                            | Kreni prema meni Help! A Hard Day's Night                            | Kreni prema meni Help! A Hard Day's Night                            | Kreni prema meni Help! A Hard Day's Night                            | Kreni prema meni Help! A Hard Day's Night                            | Kreni prema meni Help! A Hard Day's Night                            | Kreni prema meni Help! A Hard Day's Night                            | Kreni prema meni Help! A Hard Day's Night                            | Kreni prema meni Help! A Hard Day's Night                            | Kreni prema meni Help! A Hard Day's Night                            | Kreni prema meni Help! A Hard Day's Night                            | Kreni prema meni Help! A Hard Day's Night                            | Kreni prema meni Help! A Hard Day's Night                            | Kreni prema meni Help! A Hard Day's Night                            | Kreni prema meni Help! A Hard Day's Night                            | Kreni prema meni Help! A Hard Day's Night                            | Kreni prema meni Help! A Hard Day's Night                            | Kreni prema meni Help! A Hard Day's Night                            | Kreni prema meni Help! A Hard Day's Night                            | Kreni prema meni Help! A Hard Day's Night                            | Kreni prema meni Help! A Hard Day's Night                            | Kreni prema meni Help! A Hard Day's Night                            | Kreni prema meni Help! A Hard Day's Night                            | Kreni prema meni Help! A Hard Day's Night                            | Kreni prema meni Help! A Hard Day's Night                            | Kreni prema meni Help! A Hard Day's Night                            | Kreni prema meni Help! A Hard Day's Night                            | Kreni prema meni Help! A Hard Day's Night                            | Kreni prema meni Help! A Hard Day's Night                            | Kreni prema meni Help! A Hard Day's Night                            | Kreni prema meni Help! A Hard Day's Night                            | Kreni prema meni Help! A Hard Day's Night                            | Kreni prema meni Help! A Hard Day's Night                            | Kreni prema meni Help! A Hard Day's Night                            | Kreni prema meni Help! A Hard Day's Night                            | Kreni prema meni Help! A Hard Day's Night                            | Kreni prema meni Help! A Hard Day's Night                            | Kreni prema meni Help! A Hard Day's Night                            | Kreni prema meni Help! A Hard Day's Night                            | Kreni prema meni Help! A Hard Day's Night                            | Kreni prema meni Help! A Hard Day's Night                            | Kreni prema meni Help! A Hard Day's Night                            | Kreni prema meni Help! A Hard Day's Night                            | Kreni prema meni Help! A Hard Day's Night                            | Kreni prema meni Help! A Hard Day's Night                            | Kreni prema meni Help! A Hard Day's Night                            | Kreni prema meni Help! A Hard Day's Night                            | Kreni prema meni Help! A Hard Day's Night                            | Kreni prema meni Help! A Hard Day's Night                            | Kreni prema meni Help! A Hard Day's Night                            | Kreni prema meni Help! A Hard Day's Night                            | Kreni prema meni Help! A Hard Day's Night                            | Kreni prema meni Help! A Hard Day's Night                            | Kreni prema meni Help! A Hard Day's Night                            | Kreni prema meni Help! A Hard Day's Night                            | Kreni prema meni Help! A Hard Day's Night                            | Kreni prema meni Help! A Hard Day's Night                            | Kreni prema meni Help! A Hard Day's Night                            | Kreni prema meni Help! A Hard Day's Night                            | Kreni prema meni Help! A Hard Day's Night                            | Kreni prema meni Help! A Hard Day's Night                            | Kreni prema meni Help! A Hard Day's Night                            | Kreni prema meni Help! A Hard Day's Night                            | Kreni prema meni Help! A Hard Day's Night                            | Kreni prema meni Help! A Hard Day's Night                            | Kreni prema meni Help! A Hard Day's Night                            | Kreni prema meni Help! A Hard Day's Night                            | Kreni prema meni Help! A Hard Day's Night                            | Kreni prema meni Help! A Hard Day's Night                            | Kreni prema meni Help! A Hard Day's Night                            | Kreni prema meni Help! A Hard Day's Night                            | Kreni prema meni Help! A Hard Day's Night                            | Kreni prema meni Help! A Hard Day's Night                            | Kreni prema meni Help! A Hard Day's Night                            | Kreni prema meni Help! A Hard Day's Night                            | Kreni prema meni Help! A Hard Day's Night                            | Kreni prema meni Help! A Hard Day's Night                            | Kreni prema meni Help! A Hard Day's Night                            | Kreni prema meni Help! A Hard Day's Night                            | Kreni prema meni Help! A Hard Day's Night                            | Kreni prema meni Help! A Hard Day's Night                            | Kreni prema meni Help! A Hard Day's Night                            | Kreni prema meni Help! A Hard Day's Night                            | Kreni prema meni Help! A Hard Day's Night                            | Kreni prema meni Help! A Hard Day's Night                            | Kreni prema meni Help! A Hard Day's Night                            | Kreni prema meni Help! A Hard Day's Night                            | Kreni prema meni Help! A Hard Day's Night                            | Kreni prema meni Help! A Hard Day's Night                            | Kreni prema meni Help! A Hard Day's Night                            | Kreni prema meni Help! A Hard Day's Night                            | Kreni prema meni Help! A Hard Day's Night                            | Kreni prema meni Help! A Hard Day's Night                            | Kreni prema meni Help! A Hard Day's Night                            | 独唱 第10回の全男性参加者 〃 | 独唱 第10回の全男性参加者 〃 | 独唱 第10回の全男性参加者 〃 | 独唱 第10回の全男性参加者 〃 | 独唱 第10回の全男性参加者 〃 | 独唱 第10回の全男性参加者 〃 | 独唱 第10回の全男性参加者 〃 | 独唱 第10回の全男性参加者 〃 | 独唱 第10回の全男性参加者 〃 | 独唱 第10回の全男性参加者 〃 | 独唱 第10回の全男性参加者 〃 | 独唱 第10回の全男性参加者 〃 | 独唱 第10回の全男性参加者 〃 | 独唱 第10回の全男性参加者 〃 | 独唱 第10回の全男性参加者 〃 | 独唱 第10回の全男性参加者 〃 | 独唱 第10回の全男性参加者 〃 | 独唱 第10回の全男性参加者 〃 | 独唱 第10回の全男性参加者 〃 | 独唱 第10回の全男性参加者 〃 | 独唱 第10回の全男性参加者 〃 | 独唱 第10回の全男性参加者 〃 | 独唱 第10回の全男性参加者 〃 | 独唱 第10回の全男性参加者 〃 | 独唱 第10回の全男性参加者 〃 | 独唱 第10回の全男性参加者 〃 | 独唱 第10回の全男性参加者 〃 | 独唱 第10回の全男性参加者 〃 | 独唱 第10回の全男性参加者 〃 | 独唱 第10回の全男性参加者 〃 | 独唱 第10回の全男性参加者 〃 | 独唱 第10回の全男性参加者 〃 | 独唱 第10回の全男性参加者 〃 | 独唱 第10回の全男性参加者 〃 | 独唱 第10回の全男性参加者 〃 | 独唱 第10回の全男性参加者 〃 | 独唱 第10回の全男性参加者 〃 | 独唱 第10回の全男性参加者 〃 | 独唱 第10回の全男性参加者 〃 | 独唱 第10回の全男性参加者 〃 | 独唱 第10回の全男性参加者 〃 | 独唱 第10回の全男性参加者 〃 | 独唱 第10回の全男性参加者 〃 | 独唱 第10回の全男性参加者 〃 | 独唱 第10回の全男性参加者 〃 | 独唱 第10回の全男性参加者 〃 | 独唱 第10回の全男性参加者 〃 | 独唱 第10回の全男性参加者 〃 | 独唱 第10回の全男性参加者 〃 | 独唱 第10回の全男性参加者 〃 | 独唱 第10回の全男性参加者 〃 | 独唱 第10回の全男性参加者 〃 | 独唱 第10回の全男性参加者 〃 | 独唱 第10回の全男性参加者 〃 | 独唱 第10回の全男性参加者 〃 | 独唱 第10回の全男性参加者 〃 | 独唱 第10回の全男性参加者 〃 | 独唱 第10回の全男性参加者 〃 | 独唱 第10回の全男性参加者 〃 | 独唱 第10回の全男性参加者 〃 | 独唱 第10回の全男性参加者 〃 | 独唱 第10回の全男性参加者 〃 | 独唱 第10回の全男性参加者 〃 | 独唱 第10回の全男性参加者 〃 | 独唱 第10回の全男性参加者 〃 | 独唱 第10回の全男性参加者 〃 | 独唱 第10回の全男性参加者 〃 | 独唱 第10回の全男性参加者 〃 | 独唱 第10回の全男性参加者 〃 | 独唱 第10回の全男性参加者 〃 | 独唱 第10回の全男性参加者 〃 | 独唱 第10回の全男性参加者 〃 | 独唱 第10回の全男性参加者 〃 | 独唱 第10回の全男性参加者 〃 | 独唱 第10回の全男性参加者 〃 | 独唱 第10回の全男性参加者 〃 | 独唱 第10回の全男性参加者 〃 | 独唱 第10回の全男性参加者 〃 | 独唱 第10回の全男性参加者 〃 | 独唱 第10回の全男性参加者 〃 | 独唱 第10回の全男性参加者 〃 | 独唱 第10回の全男性参加者 〃 | 独唱 第10回の全男性参加者 〃 | 独唱 第10回の全男性参加者 〃 | 独唱 第10回の全男性参加者 〃 | 独唱 第10回の全男性参加者 〃 | 独唱 第10回の全男性参加者 〃 | 独唱 第10回の全男性参加者 〃 | 独唱 第10回の全男性参加者 〃 | 独唱 第10回の全男性参加者 〃 | 独唱 第10回の全男性参加者 〃 | 独唱 第10回の全男性参加者 〃 | 独唱 第10回の全男性参加者 〃 | 独唱 第10回の全男性参加者 〃 | 独唱 第10回の全男性参加者 〃 | 独唱 第10回の全男性参加者 〃 | 独唱 第10回の全男性参加者 〃 | 独唱 第10回の全男性参加者 〃 | 独唱 第10回の全男性参加者 〃 | 独唱 第10回の全男性参加者 〃 | 独唱 第10回の全男性参加者 〃 | 独唱 第10回の全男性参加者 〃 | 独唱 第10回の全男性参加者 〃 | 独唱 第10回の全男性参加者 〃 | 独唱 第10回の全男性参加者 〃 | 独唱 第10回の全男性参加者 〃 | 独唱 第10回の全男性参加者 〃 | 独唱 第10回の全男性参加者 〃 | 独唱 第10回の全男性参加者 〃 | 独唱 第10回の全男性参加者 〃 | 独唱 第10回の全男性参加者 〃 | 独唱 第10回の全男性参加者 〃 | 独唱 第10回の全男性参加者 〃 | 独唱 第10回の全男性参加者 〃 | 独唱 第10回の全男性参加者 〃 | 独唱 第10回の全男性参加者 〃 | 独唱 第10回の全男性参加者 〃 | 独唱 第10回の全男性参加者 〃 | 独唱 第10回の全男性参加者 〃 | 独唱 第10回の全男性参加者 〃 | 独唱 第10回の全男性参加者 〃 | 独唱 第10回の全男性参加者 〃 | 独唱 第10回の全男性参加者 〃 | 独唱 第10回の全男性参加者 〃 | 独唱 第10回の全男性参加者 〃 | 独唱 第10回の全男性参加者 〃 | 独唱 第10回の全男性参加者 〃 | 独唱 第10回の全男性参加者 〃 | 独唱 第10回の全男性参加者 〃 | 独唱 第10回の全男性参加者 〃 | Partibrejkers ビートルズ 〃                                | Partibrejkers ビートルズ 〃                                | Partibrejkers ビートルズ 〃                                | Partibrejkers ビートルズ 〃                                | Partibrejkers ビートルズ 〃                                | Partibrejkers ビートルズ 〃                                | Partibrejkers ビートルズ 〃                                | Partibrejkers ビートルズ 〃                                | Partibrejkers ビートルズ 〃                                | Partibrejkers ビートルズ 〃                                | Partibrejkers ビートルズ 〃                                | Partibrejkers ビートルズ 〃                                | Partibrejkers ビートルズ 〃                                | Partibrejkers ビートルズ 〃                                | Partibrejkers ビートルズ 〃                                | Partibrejkers ビートルズ 〃                                | Partibrejkers ビートルズ 〃                                | Partibrejkers ビートルズ 〃                                | Partibrejkers ビートルズ 〃                                | Partibrejkers ビートルズ 〃                                | Partibrejkers ビートルズ 〃                                | Partibrejkers ビートルズ 〃                                | Partibrejkers ビートルズ 〃                                | Partibrejkers ビートルズ 〃                                | Partibrejkers ビートルズ 〃                                | Partibrejkers ビートルズ 〃                                | Partibrejkers ビートルズ 〃                                | Partibrejkers ビートルズ 〃                                | Partibrejkers ビートルズ 〃                                | Partibrejkers ビートルズ 〃                                | Partibrejkers ビートルズ 〃                                | Partibrejkers ビートルズ 〃                                | Partibrejkers ビートルズ 〃                                | Partibrejkers ビートルズ 〃                                | Partibrejkers ビートルズ 〃                                | Partibrejkers ビートルズ 〃                                | Partibrejkers ビートルズ 〃                                | Partibrejkers ビートルズ 〃                                | Partibrejkers ビートルズ 〃                                | Partibrejkers ビートルズ 〃                                | Partibrejkers ビートルズ 〃                                | Partibrejkers ビートルズ 〃                                | Partibrejkers ビートルズ 〃                                | Partibrejkers ビートルズ 〃                                | Partibrejkers ビートルズ 〃                                | Partibrejkers ビートルズ 〃                                | Partibrejkers ビートルズ 〃                                | Partibrejkers ビートルズ 〃                                | Partibrejkers ビートルズ 〃                                | Partibrejkers ビートルズ 〃                                | Partibrejkers ビートルズ 〃                                | Partibrejkers ビートルズ 〃                                | Partibrejkers ビートルズ 〃                                | Partibrejkers ビートルズ 〃                                | Partibrejkers ビートルズ 〃                                | Partibrejkers ビートルズ 〃                                | Partibrejkers ビートルズ 〃                                | Partibrejkers ビートルズ 〃                                | Partibrejkers ビートルズ 〃                                | Partibrejkers ビートルズ 〃                                | Partibrejkers ビートルズ 〃                                | Partibrejkers ビートルズ 〃                                | Partibrejkers ビートルズ 〃                                | Partibrejkers ビートルズ 〃                                | Partibrejkers ビートルズ 〃                                | Partibrejkers ビートルズ 〃                                | Partibrejkers ビートルズ 〃                                | Partibrejkers ビートルズ 〃                                | Partibrejkers ビートルズ 〃                                | Partibrejkers ビートルズ 〃                                | Partibrejkers ビートルズ 〃                                | Partibrejkers ビートルズ 〃                                | Partibrejkers ビートルズ 〃                                | Partibrejkers ビートルズ 〃                                | Partibrejkers ビートルズ 〃                                | Partibrejkers ビートルズ 〃                                | Partibrejkers ビートルズ 〃                                | Partibrejkers ビートルズ 〃                                | Partibrejkers ビートルズ 〃                                | Partibrejkers ビートルズ 〃                                | Partibrejkers ビートルズ 〃                                | Partibrejkers ビートルズ 〃                                | Partibrejkers ビートルズ 〃                                | Partibrejkers ビートルズ 〃                                | Partibrejkers ビートルズ 〃                                | Partibrejkers ビートルズ 〃                                | Partibrejkers ビートルズ 〃                                | Partibrejkers ビートルズ 〃                                | Partibrejkers ビートルズ 〃                                | Partibrejkers ビートルズ 〃                                | Partibrejkers ビートルズ 〃                                | Partibrejkers ビートルズ 〃                                | Partibrejkers ビートルズ 〃                                | Partibrejkers ビートルズ 〃                                | Partibrejkers ビートルズ 〃                                | Partibrejkers ビートルズ 〃                                | Partibrejkers ビートルズ 〃                                | Partibrejkers ビートルズ 〃                                | Partibrejkers ビートルズ 〃                                | Partibrejkers ビートルズ 〃                                | 脱落候補入り（ニコラ・サリッチと共に）   | 脱落候補入り（ニコラ・サリッチと共に）   | 脱落候補入り（ニコラ・サリッチと共に）   | 脱落候補入り（ニコラ・サリッチと共に）   | 脱落候補入り（ニコラ・サリッチと共に）   | 脱落候補入り（ニコラ・サリッチと共に）   | 脱落候補入り（ニコラ・サリッチと共に）   | 脱落候補入り（ニコラ・サリッチと共に）   | 脱落候補入り（ニコラ・サリッチと共に）   | 脱落候補入り（ニコラ・サリッチと共に）   | 脱落候補入り（ニコラ・サリッチと共に）   | 脱落候補入り（ニコラ・サリッチと共に）   | 脱落候補入り（ニコラ・サリッチと共に）   | 脱落候補入り（ニコラ・サリッチと共に）   | 脱落候補入り（ニコラ・サリッチと共に）   | 脱落候補入り（ニコラ・サリッチと共に）   | 脱落候補入り（ニコラ・サリッチと共に）   | 脱落候補入り（ニコラ・サリッチと共に）   | 脱落候補入り（ニコラ・サリッチと共に）   | 脱落候補入り（ニコラ・サリッチと共に）   | 脱落候補入り（ニコラ・サリッチと共に）   | 脱落候補入り（ニコラ・サリッチと共に）   | 脱落候補入り（ニコラ・サリッチと共に）   | 脱落候補入り（ニコラ・サリッチと共に）   | 脱落候補入り（ニコラ・サリッチと共に）   | 脱落候補入り（ニコラ・サリッチと共に）   | 脱落候補入り（ニコラ・サリッチと共に）   | 脱落候補入り（ニコラ・サリッチと共に）   | 脱落候補入り（ニコラ・サリッチと共に）   | 脱落候補入り（ニコラ・サリッチと共に）   | 脱落候補入り（ニコラ・サリッチと共に）   | 脱落候補入り（ニコラ・サリッチと共に）   | 脱落候補入り（ニコラ・サリッチと共に）   | 脱落候補入り（ニコラ・サリッチと共に）   | 脱落候補入り（ニコラ・サリッチと共に）   | 脱落候補入り（ニコラ・サリッチと共に）   | 脱落候補入り（ニコラ・サリッチと共に）   | 脱落候補入り（ニコラ・サリッチと共に）   | 脱落候補入り（ニコラ・サリッチと共に）   | 脱落候補入り（ニコラ・サリッチと共に）   | 脱落候補入り（ニコラ・サリッチと共に）   | 脱落候補入り（ニコラ・サリッチと共に）   | 脱落候補入り（ニコラ・サリッチと共に）   | 脱落候補入り（ニコラ・サリッチと共に）   | 脱落候補入り（ニコラ・サリッチと共に）   | 脱落候補入り（ニコラ・サリッチと共に）   | 脱落候補入り（ニコラ・サリッチと共に）   | 脱落候補入り（ニコラ・サリッチと共に）   | 脱落候補入り（ニコラ・サリッチと共に）   | 脱落候補入り（ニコラ・サリッチと共に）   | 脱落候補入り（ニコラ・サリッチと共に）   | 脱落候補入り（ニコラ・サリッチと共に）   | 脱落候補入り（ニコラ・サリッチと共に）   | 脱落候補入り（ニコラ・サリッチと共に）   | 脱落候補入り（ニコラ・サリッチと共に）   | 脱落候補入り（ニコラ・サリッチと共に）   | 脱落候補入り（ニコラ・サリッチと共に）   | 脱落候補入り（ニコラ・サリッチと共に）   | 脱落候補入り（ニコラ・サリッチと共に）   | 脱落候補入り（ニコラ・サリッチと共に）   | 脱落候補入り（ニコラ・サリッチと共に）   | 脱落候補入り（ニコラ・サリッチと共に）   | 脱落候補入り（ニコラ・サリッチと共に）   | 脱落候補入り（ニコラ・サリッチと共に）   | 脱落候補入り（ニコラ・サリッチと共に）   | 脱落候補入り（ニコラ・サリッチと共に）   | 脱落候補入り（ニコラ・サリッチと共に）   | 脱落候補入り（ニコラ・サリッチと共に）   | 脱落候補入り（ニコラ・サリッチと共に）   | 脱落候補入り（ニコラ・サリッチと共に）   | 脱落候補入り（ニコラ・サリッチと共に）   | 脱落候補入り（ニコラ・サリッチと共に）   | 脱落候補入り（ニコラ・サリッチと共に）   | 脱落候補入り（ニコラ・サリッチと共に）   | 脱落候補入り（ニコラ・サリッチと共に）   | 脱落候補入り（ニコラ・サリッチと共に）   | 脱落候補入り（ニコラ・サリッチと共に）   | 脱落候補入り（ニコラ・サリッチと共に）   | 脱落候補入り（ニコラ・サリッチと共に）   | 脱落候補入り（ニコラ・サリッチと共に）   | 脱落候補入り（ニコラ・サリッチと共に）   | 脱落候補入り（ニコラ・サリッチと共に）   | 脱落候補入り（ニコラ・サリッチと共に）   | 脱落候補入り（ニコラ・サリッチと共に）   | 脱落候補入り（ニコラ・サリッチと共に）   | 脱落候補入り（ニコラ・サリッチと共に）   | 脱落候補入り（ニコラ・サリッチと共に）   | 脱落候補入り（ニコラ・サリッチと共に）   | 脱落候補入り（ニコラ・サリッチと共に）   | 脱落候補入り（ニコラ・サリッチと共に）   | 脱落候補入り（ニコラ・サリッチと共に）   | 脱落候補入り（ニコラ・サリッチと共に）   | 脱落候補入り（ニコラ・サリッチと共に）   | 脱落候補入り（ニコラ・サリッチと共に）   | 脱落候補入り（ニコラ・サリッチと共に）   | 脱落候補入り（ニコラ・サリッチと共に）   | 脱落候補入り（ニコラ・サリッチと共に）   | 脱落候補入り（ニコラ・サリッチと共に）   | 脱落候補入り（ニコラ・サリッチと共に）   | 脱落候補入り（ニコラ・サリッチと共に）   |
| 11     | 11     | 11     | 11     | 11     | 11     | 11     | 11     | 11     | 11     | 11     | 11     | 11     | 11     | 11     | 11     | 11     | 11     | 11     | 11     | 11     | 11     | 11     | 11     | 11     | 11     | 11     | 11     | 11     | 11     | 11     | 11     | 11     | 11     | 11     | 11     | 11     | 11     | 11     | 11     | 11     | 11     | 11     | 11     | 11     | 11     | 11     | 11     | 11     | 11     | 11     | 11     | 11     | 11     | 11     | 11     | 11     | 11     | 11     | 11     | 11     | 11     | 11     | 11     | 11     | 11     | 11     | 11     | 11     | 11     | 11     | 11     | 11     | 11     | 11     | 11     | 11     | 11     | 11     | 11     | 11     | 11     | 11     | 11     | 11     | 11     | 11     | 11     | 11     | 11     | Smells Like Teen Spirit Balkan We Will Rock You We Are The Champions | Smells Like Teen Spirit Balkan We Will Rock You We Are The Champions | Smells Like Teen Spirit Balkan We Will Rock You We Are The Champions | Smells Like Teen Spirit Balkan We Will Rock You We Are The Champions | Smells Like Teen Spirit Balkan We Will Rock You We Are The Champions | Smells Like Teen Spirit Balkan We Will Rock You We Are The Champions | Smells Like Teen Spirit Balkan We Will Rock You We Are The Champions | Smells Like Teen Spirit Balkan We Will Rock You We Are The Champions | Smells Like Teen Spirit Balkan We Will Rock You We Are The Champions | Smells Like Teen Spirit Balkan We Will Rock You We Are The Champions | Smells Like Teen Spirit Balkan We Will Rock You We Are The Champions | Smells Like Teen Spirit Balkan We Will Rock You We Are The Champions | Smells Like Teen Spirit Balkan We Will Rock You We Are The Champions | Smells Like Teen Spirit Balkan We Will Rock You We Are The Champions | Smells Like Teen Spirit Balkan We Will Rock You We Are The Champions | Smells Like Teen Spirit Balkan We Will Rock You We Are The Champions | Smells Like Teen Spirit Balkan We Will Rock You We Are The Champions | Smells Like Teen Spirit Balkan We Will Rock You We Are The Champions | Smells Like Teen Spirit Balkan We Will Rock You We Are The Champions | Smells Like Teen Spirit Balkan We Will Rock You We Are The Champions | Smells Like Teen Spirit Balkan We Will Rock You We Are The Champions | Smells Like Teen Spirit Balkan We Will Rock You We Are The Champions | Smells Like Teen Spirit Balkan We Will Rock You We Are The Champions | Smells Like Teen Spirit Balkan We Will Rock You We Are The Champions | Smells Like Teen Spirit Balkan We Will Rock You We Are The Champions | Smells Like Teen Spirit Balkan We Will Rock You We Are The Champions | Smells Like Teen Spirit Balkan We Will Rock You We Are The Champions | Smells Like Teen Spirit Balkan We Will Rock You We Are The Champions | Smells Like Teen Spirit Balkan We Will Rock You We Are The Champions | Smells Like Teen Spirit Balkan We Will Rock You We Are The Champions | Smells Like Teen Spirit Balkan We Will Rock You We Are The Champions | Smells Like Teen Spirit Balkan We Will Rock You We Are The Champions | Smells Like Teen Spirit Balkan We Will Rock You We Are The Champions | Smells Like Teen Spirit Balkan We Will Rock You We Are The Champions | Smells Like Teen Spirit Balkan We Will Rock You We Are The Champions | Smells Like Teen Spirit Balkan We Will Rock You We Are The Champions | Smells Like Teen Spirit Balkan We Will Rock You We Are The Champions | Smells Like Teen Spirit Balkan We Will Rock You We Are The Champions | Smells Like Teen Spirit Balkan We Will Rock You We Are The Champions | Smells Like Teen Spirit Balkan We Will Rock You We Are The Champions | Smells Like Teen Spirit Balkan We Will Rock You We Are The Champions | Smells Like Teen Spirit Balkan We Will Rock You We Are The Champions | Smells Like Teen Spirit Balkan We Will Rock You We Are The Champions | Smells Like Teen Spirit Balkan We Will Rock You We Are The Champions | Smells Like Teen Spirit Balkan We Will Rock You We Are The Champions | Smells Like Teen Spirit Balkan We Will Rock You We Are The Champions | Smells Like Teen Spirit Balkan We Will Rock You We Are The Champions | Smells Like Teen Spirit Balkan We Will Rock You We Are The Champions | Smells Like Teen Spirit Balkan We Will Rock You We Are The Champions | Smells Like Teen Spirit Balkan We Will Rock You We Are The Champions | Smells Like Teen Spirit Balkan We Will Rock You We Are The Champions | Smells Like Teen Spirit Balkan We Will Rock You We Are The Champions | Smells Like Teen Spirit Balkan We Will Rock You We Are The Champions | Smells Like Teen Spirit Balkan We Will Rock You We Are The Champions | Smells Like Teen Spirit Balkan We Will Rock You We Are The Champions | Smells Like Teen Spirit Balkan We Will Rock You We Are The Champions | Smells Like Teen Spirit Balkan We Will Rock You We Are The Champions | Smells Like Teen Spirit Balkan We Will Rock You We Are The Champions | Smells Like Teen Spirit Balkan We Will Rock You We Are The Champions | Smells Like Teen Spirit Balkan We Will Rock You We Are The Champions | Smells Like Teen Spirit Balkan We Will Rock You We Are The Champions | Smells Like Teen Spirit Balkan We Will Rock You We Are The Champions | Smells Like Teen Spirit Balkan We Will Rock You We Are The Champions | Smells Like Teen Spirit Balkan We Will Rock You We Are The Champions | Smells Like Teen Spirit Balkan We Will Rock You We Are The Champions | Smells Like Teen Spirit Balkan We Will Rock You We Are The Champions | Smells Like Teen Spirit Balkan We Will Rock You We Are The Champions | Smells Like Teen Spirit Balkan We Will Rock You We Are The Champions | Smells Like Teen Spirit Balkan We Will Rock You We Are The Champions | Smells Like Teen Spirit Balkan We Will Rock You We Are The Champions | Smells Like Teen Spirit Balkan We Will Rock You We Are The Champions | Smells Like Teen Spirit Balkan We Will Rock You We Are The Champions | Smells Like Teen Spirit Balkan We Will Rock You We Are The Champions | Smells Like Teen Spirit Balkan We Will Rock You We Are The Champions | Smells Like Teen Spirit Balkan We Will Rock You We Are The Champions | Smells Like Teen Spirit Balkan We Will Rock You We Are The Champions | Smells Like Teen Spirit Balkan We Will Rock You We Are The Champions | Smells Like Teen Spirit Balkan We Will Rock You We Are The Champions | Smells Like Teen Spirit Balkan We Will Rock You We Are The Champions | Smells Like Teen Spirit Balkan We Will Rock You We Are The Champions | Smells Like Teen Spirit Balkan We Will Rock You We Are The Champions | Smells Like Teen Spirit Balkan We Will Rock You We Are The Champions | Smells Like Teen Spirit Balkan We Will Rock You We Are The Champions | Smells Like Teen Spirit Balkan We Will Rock You We Are The Champions | Smells Like Teen Spirit Balkan We Will Rock You We Are The Champions | Smells Like Teen Spirit Balkan We Will Rock You We Are The Champions | Smells Like Teen Spirit Balkan We Will Rock You We Are The Champions | Smells Like Teen Spirit Balkan We Will Rock You We Are The Champions | Smells Like Teen Spirit Balkan We Will Rock You We Are The Champions | Smells Like Teen Spirit Balkan We Will Rock You We Are The Champions | Smells Like Teen Spirit Balkan We Will Rock You We Are The Champions | Smells Like Teen Spirit Balkan We Will Rock You We Are The Champions | Smells Like Teen Spirit Balkan We Will Rock You We Are The Champions | Smells Like Teen Spirit Balkan We Will Rock You We Are The Champions | Smells Like Teen Spirit Balkan We Will Rock You We Are The Champions | Smells Like Teen Spirit Balkan We Will Rock You We Are The Champions | Smells Like Teen Spirit Balkan We Will Rock You We Are The Champions | Smells Like Teen Spirit Balkan We Will Rock You We Are The Champions | Smells Like Teen Spirit Balkan We Will Rock You We Are The Champions | Smells Like Teen Spirit Balkan We Will Rock You We Are The Champions | 独唱 ニコラ・サリッチとのデュエット アナ・ベビッチ、ソーニャ・バキッチ、ニコラ・サリッチ、ダニイェル・パヴロヴィッチとの共演 〃 | 独唱 ニコラ・サリッチとのデュエット アナ・ベビッチ、ソーニャ・バキッチ、ニコラ・サリッチ、ダニイェル・パヴロヴィッチとの共演 〃 | 独唱 ニコラ・サリッチとのデュエット アナ・ベビッチ、ソーニャ・バキッチ、ニコラ・サリッチ、ダニイェル・パヴロヴィッチとの共演 〃 | 独唱 ニコラ・サリッチとのデュエット アナ・ベビッチ、ソーニャ・バキッチ、ニコラ・サリッチ、ダニイェル・パヴロヴィッチとの共演 〃 | 独唱 ニコラ・サリッチとのデュエット アナ・ベビッチ、ソーニャ・バキッチ、ニコラ・サリッチ、ダニイェル・パヴロヴィッチとの共演 〃 | 独唱 ニコラ・サリッチとのデュエット アナ・ベビッチ、ソーニャ・バキッチ、ニコラ・サリッチ、ダニイェル・パヴロヴィッチとの共演 〃 | 独唱 ニコラ・サリッチとのデュエット アナ・ベビッチ、ソーニャ・バキッチ、ニコラ・サリッチ、ダニイェル・パヴロヴィッチとの共演 〃 | 独唱 ニコラ・サリッチとのデュエット アナ・ベビッチ、ソーニャ・バキッチ、ニコラ・サリッチ、ダニイェル・パヴロヴィッチとの共演 〃 | 独唱 ニコラ・サリッチとのデュエット アナ・ベビッチ、ソーニャ・バキッチ、ニコラ・サリッチ、ダニイェル・パヴロヴィッチとの共演 〃 | 独唱 ニコラ・サリッチとのデュエット アナ・ベビッチ、ソーニャ・バキッチ、ニコラ・サリッチ、ダニイェル・パヴロヴィッチとの共演 〃 | 独唱 ニコラ・サリッチとのデュエット アナ・ベビッチ、ソーニャ・バキッチ、ニコラ・サリッチ、ダニイェル・パヴロヴィッチとの共演 〃 | 独唱 ニコラ・サリッチとのデュエット アナ・ベビッチ、ソーニャ・バキッチ、ニコラ・サリッチ、ダニイェル・パヴロヴィッチとの共演 〃 | 独唱 ニコラ・サリッチとのデュエット アナ・ベビッチ、ソーニャ・バキッチ、ニコラ・サリッチ、ダニイェル・パヴロヴィッチとの共演 〃 | 独唱 ニコラ・サリッチとのデュエット アナ・ベビッチ、ソーニャ・バキッチ、ニコラ・サリッチ、ダニイェル・パヴロヴィッチとの共演 〃 | 独唱 ニコラ・サリッチとのデュエット アナ・ベビッチ、ソーニャ・バキッチ、ニコラ・サリッチ、ダニイェル・パヴロヴィッチとの共演 〃 | 独唱 ニコラ・サリッチとのデュエット アナ・ベビッチ、ソーニャ・バキッチ、ニコラ・サリッチ、ダニイェル・パヴロヴィッチとの共演 〃 | 独唱 ニコラ・サリッチとのデュエット アナ・ベビッチ、ソーニャ・バキッチ、ニコラ・サリッチ、ダニイェル・パヴロヴィッチとの共演 〃 | 独唱 ニコラ・サリッチとのデュエット アナ・ベビッチ、ソーニャ・バキッチ、ニコラ・サリッチ、ダニイェル・パヴロヴィッチとの共演 〃 | 独唱 ニコラ・サリッチとのデュエット アナ・ベビッチ、ソーニャ・バキッチ、ニコラ・サリッチ、ダニイェル・パヴロヴィッチとの共演 〃 | 独唱 ニコラ・サリッチとのデュエット アナ・ベビッチ、ソーニャ・バキッチ、ニコラ・サリッチ、ダニイェル・パヴロヴィッチとの共演 〃 | 独唱 ニコラ・サリッチとのデュエット アナ・ベビッチ、ソーニャ・バキッチ、ニコラ・サリッチ、ダニイェル・パヴロヴィッチとの共演 〃 | 独唱 ニコラ・サリッチとのデュエット アナ・ベビッチ、ソーニャ・バキッチ、ニコラ・サリッチ、ダニイェル・パヴロヴィッチとの共演 〃 | 独唱 ニコラ・サリッチとのデュエット アナ・ベビッチ、ソーニャ・バキッチ、ニコラ・サリッチ、ダニイェル・パヴロヴィッチとの共演 〃 | 独唱 ニコラ・サリッチとのデュエット アナ・ベビッチ、ソーニャ・バキッチ、ニコラ・サリッチ、ダニイェル・パヴロヴィッチとの共演 〃 | 独唱 ニコラ・サリッチとのデュエット アナ・ベビッチ、ソーニャ・バキッチ、ニコラ・サリッチ、ダニイェル・パヴロヴィッチとの共演 〃 | 独唱 ニコラ・サリッチとのデュエット アナ・ベビッチ、ソーニャ・バキッチ、ニコラ・サリッチ、ダニイェル・パヴロヴィッチとの共演 〃 | 独唱 ニコラ・サリッチとのデュエット アナ・ベビッチ、ソーニャ・バキッチ、ニコラ・サリッチ、ダニイェル・パヴロヴィッチとの共演 〃 | 独唱 ニコラ・サリッチとのデュエット アナ・ベビッチ、ソーニャ・バキッチ、ニコラ・サリッチ、ダニイェル・パヴロヴィッチとの共演 〃 | 独唱 ニコラ・サリッチとのデュエット アナ・ベビッチ、ソーニャ・バキッチ、ニコラ・サリッチ、ダニイェル・パヴロヴィッチとの共演 〃 | 独唱 ニコラ・サリッチとのデュエット アナ・ベビッチ、ソーニャ・バキッチ、ニコラ・サリッチ、ダニイェル・パヴロヴィッチとの共演 〃 | 独唱 ニコラ・サリッチとのデュエット アナ・ベビッチ、ソーニャ・バキッチ、ニコラ・サリッチ、ダニイェル・パヴロヴィッチとの共演 〃 | 独唱 ニコラ・サリッチとのデュエット アナ・ベビッチ、ソーニャ・バキッチ、ニコラ・サリッチ、ダニイェル・パヴロヴィッチとの共演 〃 | 独唱 ニコラ・サリッチとのデュエット アナ・ベビッチ、ソーニャ・バキッチ、ニコラ・サリッチ、ダニイェル・パヴロヴィッチとの共演 〃 | 独唱 ニコラ・サリッチとのデュエット アナ・ベビッチ、ソーニャ・バキッチ、ニコラ・サリッチ、ダニイェル・パヴロヴィッチとの共演 〃 | 独唱 ニコラ・サリッチとのデュエット アナ・ベビッチ、ソーニャ・バキッチ、ニコラ・サリッチ、ダニイェル・パヴロヴィッチとの共演 〃 | 独唱 ニコラ・サリッチとのデュエット アナ・ベビッチ、ソーニャ・バキッチ、ニコラ・サリッチ、ダニイェル・パヴロヴィッチとの共演 〃 | 独唱 ニコラ・サリッチとのデュエット アナ・ベビッチ、ソーニャ・バキッチ、ニコラ・サリッチ、ダニイェル・パヴロヴィッチとの共演 〃 | 独唱 ニコラ・サリッチとのデュエット アナ・ベビッチ、ソーニャ・バキッチ、ニコラ・サリッチ、ダニイェル・パヴロヴィッチとの共演 〃 | 独唱 ニコラ・サリッチとのデュエット アナ・ベビッチ、ソーニャ・バキッチ、ニコラ・サリッチ、ダニイェル・パヴロヴィッチとの共演 〃 | 独唱 ニコラ・サリッチとのデュエット アナ・ベビッチ、ソーニャ・バキッチ、ニコラ・サリッチ、ダニイェル・パヴロヴィッチとの共演 〃 | 独唱 ニコラ・サリッチとのデュエット アナ・ベビッチ、ソーニャ・バキッチ、ニコラ・サリッチ、ダニイェル・パヴロヴィッチとの共演 〃 | 独唱 ニコラ・サリッチとのデュエット アナ・ベビッチ、ソーニャ・バキッチ、ニコラ・サリッチ、ダニイェル・パヴロヴィッチとの共演 〃 | 独唱 ニコラ・サリッチとのデュエット アナ・ベビッチ、ソーニャ・バキッチ、ニコラ・サリッチ、ダニイェル・パヴロヴィッチとの共演 〃 | 独唱 ニコラ・サリッチとのデュエット アナ・ベビッチ、ソーニャ・バキッチ、ニコラ・サリッチ、ダニイェル・パヴロヴィッチとの共演 〃 | 独唱 ニコラ・サリッチとのデュエット アナ・ベビッチ、ソーニャ・バキッチ、ニコラ・サリッチ、ダニイェル・パヴロヴィッチとの共演 〃 | 独唱 ニコラ・サリッチとのデュエット アナ・ベビッチ、ソーニャ・バキッチ、ニコラ・サリッチ、ダニイェル・パヴロヴィッチとの共演 〃 | 独唱 ニコラ・サリッチとのデュエット アナ・ベビッチ、ソーニャ・バキッチ、ニコラ・サリッチ、ダニイェル・パヴロヴィッチとの共演 〃 | 独唱 ニコラ・サリッチとのデュエット アナ・ベビッチ、ソーニャ・バキッチ、ニコラ・サリッチ、ダニイェル・パヴロヴィッチとの共演 〃 | 独唱 ニコラ・サリッチとのデュエット アナ・ベビッチ、ソーニャ・バキッチ、ニコラ・サリッチ、ダニイェル・パヴロヴィッチとの共演 〃 | 独唱 ニコラ・サリッチとのデュエット アナ・ベビッチ、ソーニャ・バキッチ、ニコラ・サリッチ、ダニイェル・パヴロヴィッチとの共演 〃 | 独唱 ニコラ・サリッチとのデュエット アナ・ベビッチ、ソーニャ・バキッチ、ニコラ・サリッチ、ダニイェル・パヴロヴィッチとの共演 〃 | 独唱 ニコラ・サリッチとのデュエット アナ・ベビッチ、ソーニャ・バキッチ、ニコラ・サリッチ、ダニイェル・パヴロヴィッチとの共演 〃 | 独唱 ニコラ・サリッチとのデュエット アナ・ベビッチ、ソーニャ・バキッチ、ニコラ・サリッチ、ダニイェル・パヴロヴィッチとの共演 〃 | 独唱 ニコラ・サリッチとのデュエット アナ・ベビッチ、ソーニャ・バキッチ、ニコラ・サリッチ、ダニイェル・パヴロヴィッチとの共演 〃 | 独唱 ニコラ・サリッチとのデュエット アナ・ベビッチ、ソーニャ・バキッチ、ニコラ・サリッチ、ダニイェル・パヴロヴィッチとの共演 〃 | 独唱 ニコラ・サリッチとのデュエット アナ・ベビッチ、ソーニャ・バキッチ、ニコラ・サリッチ、ダニイェル・パヴロヴィッチとの共演 〃 | 独唱 ニコラ・サリッチとのデュエット アナ・ベビッチ、ソーニャ・バキッチ、ニコラ・サリッチ、ダニイェル・パヴロヴィッチとの共演 〃 | 独唱 ニコラ・サリッチとのデュエット アナ・ベビッチ、ソーニャ・バキッチ、ニコラ・サリッチ、ダニイェル・パヴロヴィッチとの共演 〃 | 独唱 ニコラ・サリッチとのデュエット アナ・ベビッチ、ソーニャ・バキッチ、ニコラ・サリッチ、ダニイェル・パヴロヴィッチとの共演 〃 | 独唱 ニコラ・サリッチとのデュエット アナ・ベビッチ、ソーニャ・バキッチ、ニコラ・サリッチ、ダニイェル・パヴロヴィッチとの共演 〃 | 独唱 ニコラ・サリッチとのデュエット アナ・ベビッチ、ソーニャ・バキッチ、ニコラ・サリッチ、ダニイェル・パヴロヴィッチとの共演 〃 | 独唱 ニコラ・サリッチとのデュエット アナ・ベビッチ、ソーニャ・バキッチ、ニコラ・サリッチ、ダニイェル・パヴロヴィッチとの共演 〃 | 独唱 ニコラ・サリッチとのデュエット アナ・ベビッチ、ソーニャ・バキッチ、ニコラ・サリッチ、ダニイェル・パヴロヴィッチとの共演 〃 | 独唱 ニコラ・サリッチとのデュエット アナ・ベビッチ、ソーニャ・バキッチ、ニコラ・サリッチ、ダニイェル・パヴロヴィッチとの共演 〃 | 独唱 ニコラ・サリッチとのデュエット アナ・ベビッチ、ソーニャ・バキッチ、ニコラ・サリッチ、ダニイェル・パヴロヴィッチとの共演 〃 | 独唱 ニコラ・サリッチとのデュエット アナ・ベビッチ、ソーニャ・バキッチ、ニコラ・サリッチ、ダニイェル・パヴロヴィッチとの共演 〃 | 独唱 ニコラ・サリッチとのデュエット アナ・ベビッチ、ソーニャ・バキッチ、ニコラ・サリッチ、ダニイェル・パヴロヴィッチとの共演 〃 | 独唱 ニコラ・サリッチとのデュエット アナ・ベビッチ、ソーニャ・バキッチ、ニコラ・サリッチ、ダニイェル・パヴロヴィッチとの共演 〃 | 独唱 ニコラ・サリッチとのデュエット アナ・ベビッチ、ソーニャ・バキッチ、ニコラ・サリッチ、ダニイェル・パヴロヴィッチとの共演 〃 | 独唱 ニコラ・サリッチとのデュエット アナ・ベビッチ、ソーニャ・バキッチ、ニコラ・サリッチ、ダニイェル・パヴロヴィッチとの共演 〃 | 独唱 ニコラ・サリッチとのデュエット アナ・ベビッチ、ソーニャ・バキッチ、ニコラ・サリッチ、ダニイェル・パヴロヴィッチとの共演 〃 | 独唱 ニコラ・サリッチとのデュエット アナ・ベビッチ、ソーニャ・バキッチ、ニコラ・サリッチ、ダニイェル・パヴロヴィッチとの共演 〃 | 独唱 ニコラ・サリッチとのデュエット アナ・ベビッチ、ソーニャ・バキッチ、ニコラ・サリッチ、ダニイェル・パヴロヴィッチとの共演 〃 | 独唱 ニコラ・サリッチとのデュエット アナ・ベビッチ、ソーニャ・バキッチ、ニコラ・サリッチ、ダニイェル・パヴロヴィッチとの共演 〃 | 独唱 ニコラ・サリッチとのデュエット アナ・ベビッチ、ソーニャ・バキッチ、ニコラ・サリッチ、ダニイェル・パヴロヴィッチとの共演 〃 | 独唱 ニコラ・サリッチとのデュエット アナ・ベビッチ、ソーニャ・バキッチ、ニコラ・サリッチ、ダニイェル・パヴロヴィッチとの共演 〃 | 独唱 ニコラ・サリッチとのデュエット アナ・ベビッチ、ソーニャ・バキッチ、ニコラ・サリッチ、ダニイェル・パヴロヴィッチとの共演 〃 | 独唱 ニコラ・サリッチとのデュエット アナ・ベビッチ、ソーニャ・バキッチ、ニコラ・サリッチ、ダニイェル・パヴロヴィッチとの共演 〃 | 独唱 ニコラ・サリッチとのデュエット アナ・ベビッチ、ソーニャ・バキッチ、ニコラ・サリッチ、ダニイェル・パヴロヴィッチとの共演 〃 | 独唱 ニコラ・サリッチとのデュエット アナ・ベビッチ、ソーニャ・バキッチ、ニコラ・サリッチ、ダニイェル・パヴロヴィッチとの共演 〃 | 独唱 ニコラ・サリッチとのデュエット アナ・ベビッチ、ソーニャ・バキッチ、ニコラ・サリッチ、ダニイェル・パヴロヴィッチとの共演 〃 | 独唱 ニコラ・サリッチとのデュエット アナ・ベビッチ、ソーニャ・バキッチ、ニコラ・サリッチ、ダニイェル・パヴロヴィッチとの共演 〃 | 独唱 ニコラ・サリッチとのデュエット アナ・ベビッチ、ソーニャ・バキッチ、ニコラ・サリッチ、ダニイェル・パヴロヴィッチとの共演 〃 | 独唱 ニコラ・サリッチとのデュエット アナ・ベビッチ、ソーニャ・バキッチ、ニコラ・サリッチ、ダニイェル・パヴロヴィッチとの共演 〃 | 独唱 ニコラ・サリッチとのデュエット アナ・ベビッチ、ソーニャ・バキッチ、ニコラ・サリッチ、ダニイェル・パヴロヴィッチとの共演 〃 | 独唱 ニコラ・サリッチとのデュエット アナ・ベビッチ、ソーニャ・バキッチ、ニコラ・サリッチ、ダニイェル・パヴロヴィッチとの共演 〃 | 独唱 ニコラ・サリッチとのデュエット アナ・ベビッチ、ソーニャ・バキッチ、ニコラ・サリッチ、ダニイェル・パヴロヴィッチとの共演 〃 | 独唱 ニコラ・サリッチとのデュエット アナ・ベビッチ、ソーニャ・バキッチ、ニコラ・サリッチ、ダニイェル・パヴロヴィッチとの共演 〃 | 独唱 ニコラ・サリッチとのデュエット アナ・ベビッチ、ソーニャ・バキッチ、ニコラ・サリッチ、ダニイェル・パヴロヴィッチとの共演 〃 | 独唱 ニコラ・サリッチとのデュエット アナ・ベビッチ、ソーニャ・バキッチ、ニコラ・サリッチ、ダニイェル・パヴロヴィッチとの共演 〃 | 独唱 ニコラ・サリッチとのデュエット アナ・ベビッチ、ソーニャ・バキッチ、ニコラ・サリッチ、ダニイェル・パヴロヴィッチとの共演 〃 | 独唱 ニコラ・サリッチとのデュエット アナ・ベビッチ、ソーニャ・バキッチ、ニコラ・サリッチ、ダニイェル・パヴロヴィッチとの共演 〃 | 独唱 ニコラ・サリッチとのデュエット アナ・ベビッチ、ソーニャ・バキッチ、ニコラ・サリッチ、ダニイェル・パヴロヴィッチとの共演 〃 | 独唱 ニコラ・サリッチとのデュエット アナ・ベビッチ、ソーニャ・バキッチ、ニコラ・サリッチ、ダニイェル・パヴロヴィッチとの共演 〃 | 独唱 ニコラ・サリッチとのデュエット アナ・ベビッチ、ソーニャ・バキッチ、ニコラ・サリッチ、ダニイェル・パヴロヴィッチとの共演 〃 | 独唱 ニコラ・サリッチとのデュエット アナ・ベビッチ、ソーニャ・バキッチ、ニコラ・サリッチ、ダニイェル・パヴロヴィッチとの共演 〃 | 独唱 ニコラ・サリッチとのデュエット アナ・ベビッチ、ソーニャ・バキッチ、ニコラ・サリッチ、ダニイェル・パヴロヴィッチとの共演 〃 | 独唱 ニコラ・サリッチとのデュエット アナ・ベビッチ、ソーニャ・バキッチ、ニコラ・サリッチ、ダニイェル・パヴロヴィッチとの共演 〃 | 独唱 ニコラ・サリッチとのデュエット アナ・ベビッチ、ソーニャ・バキッチ、ニコラ・サリッチ、ダニイェル・パヴロヴィッチとの共演 〃 | 独唱 ニコラ・サリッチとのデュエット アナ・ベビッチ、ソーニャ・バキッチ、ニコラ・サリッチ、ダニイェル・パヴロヴィッチとの共演 〃 | 独唱 ニコラ・サリッチとのデュエット アナ・ベビッチ、ソーニャ・バキッチ、ニコラ・サリッチ、ダニイェル・パヴロヴィッチとの共演 〃 | 独唱 ニコラ・サリッチとのデュエット アナ・ベビッチ、ソーニャ・バキッチ、ニコラ・サリッチ、ダニイェル・パヴロヴィッチとの共演 〃 | 独唱 ニコラ・サリッチとのデュエット アナ・ベビッチ、ソーニャ・バキッチ、ニコラ・サリッチ、ダニイェル・パヴロヴィッチとの共演 〃 | 独唱 ニコラ・サリッチとのデュエット アナ・ベビッチ、ソーニャ・バキッチ、ニコラ・サリッチ、ダニイェル・パヴロヴィッチとの共演 〃 | 独唱 ニコラ・サリッチとのデュエット アナ・ベビッチ、ソーニャ・バキッチ、ニコラ・サリッチ、ダニイェル・パヴロヴィッチとの共演 〃 | 独唱 ニコラ・サリッチとのデュエット アナ・ベビッチ、ソーニャ・バキッチ、ニコラ・サリッチ、ダニイェル・パヴロヴィッチとの共演 〃 | 独唱 ニコラ・サリッチとのデュエット アナ・ベビッチ、ソーニャ・バキッチ、ニコラ・サリッチ、ダニイェル・パヴロヴィッチとの共演 〃 | 独唱 ニコラ・サリッチとのデュエット アナ・ベビッチ、ソーニャ・バキッチ、ニコラ・サリッチ、ダニイェル・パヴロヴィッチとの共演 〃 | 独唱 ニコラ・サリッチとのデュエット アナ・ベビッチ、ソーニャ・バキッチ、ニコラ・サリッチ、ダニイェル・パヴロヴィッチとの共演 〃 | 独唱 ニコラ・サリッチとのデュエット アナ・ベビッチ、ソーニャ・バキッチ、ニコラ・サリッチ、ダニイェル・パヴロヴィッチとの共演 〃 | 独唱 ニコラ・サリッチとのデュエット アナ・ベビッチ、ソーニャ・バキッチ、ニコラ・サリッチ、ダニイェル・パヴロヴィッチとの共演 〃 | 独唱 ニコラ・サリッチとのデュエット アナ・ベビッチ、ソーニャ・バキッチ、ニコラ・サリッチ、ダニイェル・パヴロヴィッチとの共演 〃 | 独唱 ニコラ・サリッチとのデュエット アナ・ベビッチ、ソーニャ・バキッチ、ニコラ・サリッチ、ダニイェル・パヴロヴィッチとの共演 〃 | 独唱 ニコラ・サリッチとのデュエット アナ・ベビッチ、ソーニャ・バキッチ、ニコラ・サリッチ、ダニイェル・パヴロヴィッチとの共演 〃 | 独唱 ニコラ・サリッチとのデュエット アナ・ベビッチ、ソーニャ・バキッチ、ニコラ・サリッチ、ダニイェル・パヴロヴィッチとの共演 〃 | 独唱 ニコラ・サリッチとのデュエット アナ・ベビッチ、ソーニャ・バキッチ、ニコラ・サリッチ、ダニイェル・パヴロヴィッチとの共演 〃 | 独唱 ニコラ・サリッチとのデュエット アナ・ベビッチ、ソーニャ・バキッチ、ニコラ・サリッチ、ダニイェル・パヴロヴィッチとの共演 〃 | 独唱 ニコラ・サリッチとのデュエット アナ・ベビッチ、ソーニャ・バキッチ、ニコラ・サリッチ、ダニイェル・パヴロヴィッチとの共演 〃 | 独唱 ニコラ・サリッチとのデュエット アナ・ベビッチ、ソーニャ・バキッチ、ニコラ・サリッチ、ダニイェル・パヴロヴィッチとの共演 〃 | 独唱 ニコラ・サリッチとのデュエット アナ・ベビッチ、ソーニャ・バキッチ、ニコラ・サリッチ、ダニイェル・パヴロヴィッチとの共演 〃 | 独唱 ニコラ・サリッチとのデュエット アナ・ベビッチ、ソーニャ・バキッチ、ニコラ・サリッチ、ダニイェル・パヴロヴィッチとの共演 〃 | 独唱 ニコラ・サリッチとのデュエット アナ・ベビッチ、ソーニャ・バキッチ、ニコラ・サリッチ、ダニイェル・パヴロヴィッチとの共演 〃 | 独唱 ニコラ・サリッチとのデュエット アナ・ベビッチ、ソーニャ・バキッチ、ニコラ・サリッチ、ダニイェル・パヴロヴィッチとの共演 〃 | 独唱 ニコラ・サリッチとのデュエット アナ・ベビッチ、ソーニャ・バキッチ、ニコラ・サリッチ、ダニイェル・パヴロヴィッチとの共演 〃 | 独唱 ニコラ・サリッチとのデュエット アナ・ベビッチ、ソーニャ・バキッチ、ニコラ・サリッチ、ダニイェル・パヴロヴィッチとの共演 〃 | 独唱 ニコラ・サリッチとのデュエット アナ・ベビッチ、ソーニャ・バキッチ、ニコラ・サリッチ、ダニイェル・パヴロヴィッチとの共演 〃 | 独唱 ニコラ・サリッチとのデュエット アナ・ベビッチ、ソーニャ・バキッチ、ニコラ・サリッチ、ダニイェル・パヴロヴィッチとの共演 〃 | 独唱 ニコラ・サリッチとのデュエット アナ・ベビッチ、ソーニャ・バキッチ、ニコラ・サリッチ、ダニイェル・パヴロヴィッチとの共演 〃 | 独唱 ニコラ・サリッチとのデュエット アナ・ベビッチ、ソーニャ・バキッチ、ニコラ・サリッチ、ダニイェル・パヴロヴィッチとの共演 〃 | 独唱 ニコラ・サリッチとのデュエット アナ・ベビッチ、ソーニャ・バキッチ、ニコラ・サリッチ、ダニイェル・パヴロヴィッチとの共演 〃 | ニルヴァーナ Azra クイーン 〃                              | ニルヴァーナ Azra クイーン 〃                              | ニルヴァーナ Azra クイーン 〃                              | ニルヴァーナ Azra クイーン 〃                              | ニルヴァーナ Azra クイーン 〃                              | ニルヴァーナ Azra クイーン 〃                              | ニルヴァーナ Azra クイーン 〃                              | ニルヴァーナ Azra クイーン 〃                              | ニルヴァーナ Azra クイーン 〃                              | ニルヴァーナ Azra クイーン 〃                              | ニルヴァーナ Azra クイーン 〃                              | ニルヴァーナ Azra クイーン 〃                              | ニルヴァーナ Azra クイーン 〃                              | ニルヴァーナ Azra クイーン 〃                              | ニルヴァーナ Azra クイーン 〃                              | ニルヴァーナ Azra クイーン 〃                              | ニルヴァーナ Azra クイーン 〃                              | ニルヴァーナ Azra クイーン 〃                              | ニルヴァーナ Azra クイーン 〃                              | ニルヴァーナ Azra クイーン 〃                              | ニルヴァーナ Azra クイーン 〃                              | ニルヴァーナ Azra クイーン 〃                              | ニルヴァーナ Azra クイーン 〃                              | ニルヴァーナ Azra クイーン 〃                              | ニルヴァーナ Azra クイーン 〃                              | ニルヴァーナ Azra クイーン 〃                              | ニルヴァーナ Azra クイーン 〃                              | ニルヴァーナ Azra クイーン 〃                              | ニルヴァーナ Azra クイーン 〃                              | ニルヴァーナ Azra クイーン 〃                              | ニルヴァーナ Azra クイーン 〃                              | ニルヴァーナ Azra クイーン 〃                              | ニルヴァーナ Azra クイーン 〃                              | ニルヴァーナ Azra クイーン 〃                              | ニルヴァーナ Azra クイーン 〃                              | ニルヴァーナ Azra クイーン 〃                              | ニルヴァーナ Azra クイーン 〃                              | ニルヴァーナ Azra クイーン 〃                              | ニルヴァーナ Azra クイーン 〃                              | ニルヴァーナ Azra クイーン 〃                              | ニルヴァーナ Azra クイーン 〃                              | ニルヴァーナ Azra クイーン 〃                              | ニルヴァーナ Azra クイーン 〃                              | ニルヴァーナ Azra クイーン 〃                              | ニルヴァーナ Azra クイーン 〃                              | ニルヴァーナ Azra クイーン 〃                              | ニルヴァーナ Azra クイーン 〃                              | ニルヴァーナ Azra クイーン 〃                              | ニルヴァーナ Azra クイーン 〃                              | ニルヴァーナ Azra クイーン 〃                              | ニルヴァーナ Azra クイーン 〃                              | ニルヴァーナ Azra クイーン 〃                              | ニルヴァーナ Azra クイーン 〃                              | ニルヴァーナ Azra クイーン 〃                              | ニルヴァーナ Azra クイーン 〃                              | ニルヴァーナ Azra クイーン 〃                              | ニルヴァーナ Azra クイーン 〃                              | ニルヴァーナ Azra クイーン 〃                              | ニルヴァーナ Azra クイーン 〃                              | ニルヴァーナ Azra クイーン 〃                              | ニルヴァーナ Azra クイーン 〃                              | ニルヴァーナ Azra クイーン 〃                              | ニルヴァーナ Azra クイーン 〃                              | ニルヴァーナ Azra クイーン 〃                              | ニルヴァーナ Azra クイーン 〃                              | ニルヴァーナ Azra クイーン 〃                              | ニルヴァーナ Azra クイーン 〃                              | ニルヴァーナ Azra クイーン 〃                              | ニルヴァーナ Azra クイーン 〃                              | ニルヴァーナ Azra クイーン 〃                              | ニルヴァーナ Azra クイーン 〃                              | ニルヴァーナ Azra クイーン 〃                              | ニルヴァーナ Azra クイーン 〃                              | ニルヴァーナ Azra クイーン 〃                              | ニルヴァーナ Azra クイーン 〃                              | ニルヴァーナ Azra クイーン 〃                              | ニルヴァーナ Azra クイーン 〃                              | ニルヴァーナ Azra クイーン 〃                              | ニルヴァーナ Azra クイーン 〃                              | ニルヴァーナ Azra クイーン 〃                              | ニルヴァーナ Azra クイーン 〃                              | ニルヴァーナ Azra クイーン 〃                              | ニルヴァーナ Azra クイーン 〃                              | ニルヴァーナ Azra クイーン 〃                              | ニルヴァーナ Azra クイーン 〃                              | ニルヴァーナ Azra クイーン 〃                              | ニルヴァーナ Azra クイーン 〃                              | ニルヴァーナ Azra クイーン 〃                              | ニルヴァーナ Azra クイーン 〃                              | ニルヴァーナ Azra クイーン 〃                              | ニルヴァーナ Azra クイーン 〃                              | ニルヴァーナ Azra クイーン 〃                              | ニルヴァーナ Azra クイーン 〃                              | ニルヴァーナ Azra クイーン 〃                              | ニルヴァーナ Azra クイーン 〃                              | ニルヴァーナ Azra クイーン 〃                              | ニルヴァーナ Azra クイーン 〃                              | ニルヴァーナ Azra クイーン 〃                              | ニルヴァーナ Azra クイーン 〃                              | ニルヴァーナ Azra クイーン 〃                              | 脱落候補入り（ソーニャ・バキッチと共に） | 脱落候補入り（ソーニャ・バキッチと共に） | 脱落候補入り（ソーニャ・バキッチと共に） | 脱落候補入り（ソーニャ・バキッチと共に） | 脱落候補入り（ソーニャ・バキッチと共に） | 脱落候補入り（ソーニャ・バキッチと共に） | 脱落候補入り（ソーニャ・バキッチと共に） | 脱落候補入り（ソーニャ・バキッチと共に） | 脱落候補入り（ソーニャ・バキッチと共に） | 脱落候補入り（ソーニャ・バキッチと共に） | 脱落候補入り（ソーニャ・バキッチと共に） | 脱落候補入り（ソーニャ・バキッチと共に） | 脱落候補入り（ソーニャ・バキッチと共に） | 脱落候補入り（ソーニャ・バキッチと共に） | 脱落候補入り（ソーニャ・バキッチと共に） | 脱落候補入り（ソーニャ・バキッチと共に） | 脱落候補入り（ソーニャ・バキッチと共に） | 脱落候補入り（ソーニャ・バキッチと共に） | 脱落候補入り（ソーニャ・バキッチと共に） | 脱落候補入り（ソーニャ・バキッチと共に） | 脱落候補入り（ソーニャ・バキッチと共に） | 脱落候補入り（ソーニャ・バキッチと共に） | 脱落候補入り（ソーニャ・バキッチと共に） | 脱落候補入り（ソーニャ・バキッチと共に） | 脱落候補入り（ソーニャ・バキッチと共に） | 脱落候補入り（ソーニャ・バキッチと共に） | 脱落候補入り（ソーニャ・バキッチと共に） | 脱落候補入り（ソーニャ・バキッチと共に） | 脱落候補入り（ソーニャ・バキッチと共に） | 脱落候補入り（ソーニャ・バキッチと共に） | 脱落候補入り（ソーニャ・バキッチと共に） | 脱落候補入り（ソーニャ・バキッチと共に） | 脱落候補入り（ソーニャ・バキッチと共に） | 脱落候補入り（ソーニャ・バキッチと共に） | 脱落候補入り（ソーニャ・バキッチと共に） | 脱落候補入り（ソーニャ・バキッチと共に） | 脱落候補入り（ソーニャ・バキッチと共に） | 脱落候補入り（ソーニャ・バキッチと共に） | 脱落候補入り（ソーニャ・バキッチと共に） | 脱落候補入り（ソーニャ・バキッチと共に） | 脱落候補入り（ソーニャ・バキッチと共に） | 脱落候補入り（ソーニャ・バキッチと共に） | 脱落候補入り（ソーニャ・バキッチと共に） | 脱落候補入り（ソーニャ・バキッチと共に） | 脱落候補入り（ソーニャ・バキッチと共に） | 脱落候補入り（ソーニャ・バキッチと共に） | 脱落候補入り（ソーニャ・バキッチと共に） | 脱落候補入り（ソーニャ・バキッチと共に） | 脱落候補入り（ソーニャ・バキッチと共に） | 脱落候補入り（ソーニャ・バキッチと共に） | 脱落候補入り（ソーニャ・バキッチと共に） | 脱落候補入り（ソーニャ・バキッチと共に） | 脱落候補入り（ソーニャ・バキッチと共に） | 脱落候補入り（ソーニャ・バキッチと共に） | 脱落候補入り（ソーニャ・バキッチと共に） | 脱落候補入り（ソーニャ・バキッチと共に） | 脱落候補入り（ソーニャ・バキッチと共に） | 脱落候補入り（ソーニャ・バキッチと共に） | 脱落候補入り（ソーニャ・バキッチと共に） | 脱落候補入り（ソーニャ・バキッチと共に） | 脱落候補入り（ソーニャ・バキッチと共に） | 脱落候補入り（ソーニャ・バキッチと共に） | 脱落候補入り（ソーニャ・バキッチと共に） | 脱落候補入り（ソーニャ・バキッチと共に） | 脱落候補入り（ソーニャ・バキッチと共に） | 脱落候補入り（ソーニャ・バキッチと共に） | 脱落候補入り（ソーニャ・バキッチと共に） | 脱落候補入り（ソーニャ・バキッチと共に） | 脱落候補入り（ソーニャ・バキッチと共に） | 脱落候補入り（ソーニャ・バキッチと共に） | 脱落候補入り（ソーニャ・バキッチと共に） | 脱落候補入り（ソーニャ・バキッチと共に） | 脱落候補入り（ソーニャ・バキッチと共に） | 脱落候補入り（ソーニャ・バキッチと共に） | 脱落候補入り（ソーニャ・バキッチと共に） | 脱落候補入り（ソーニャ・バキッチと共に） | 脱落候補入り（ソーニャ・バキッチと共に） | 脱落候補入り（ソーニャ・バキッチと共に） | 脱落候補入り（ソーニャ・バキッチと共に） | 脱落候補入り（ソーニャ・バキッチと共に） | 脱落候補入り（ソーニャ・バキッチと共に） | 脱落候補入り（ソーニャ・バキッチと共に） | 脱落候補入り（ソーニャ・バキッチと共に） | 脱落候補入り（ソーニャ・バキッチと共に） | 脱落候補入り（ソーニャ・バキッチと共に） | 脱落候補入り（ソーニャ・バキッチと共に） | 脱落候補入り（ソーニャ・バキッチと共に） | 脱落候補入り（ソーニャ・バキッチと共に） | 脱落候補入り（ソーニャ・バキッチと共に） | 脱落候補入り（ソーニャ・バキッチと共に） | 脱落候補入り（ソーニャ・バキッチと共に） | 脱落候補入り（ソーニャ・バキッチと共に） | 脱落候補入り（ソーニャ・バキッチと共に） | 脱落候補入り（ソーニャ・バキッチと共に） | 脱落候補入り（ソーニャ・バキッチと共に） | 脱落候補入り（ソーニャ・バキッチと共に） | 脱落候補入り（ソーニャ・バキッチと共に） | 脱落候補入り（ソーニャ・バキッチと共に） | 脱落候補入り（ソーニャ・バキッチと共に） | 脱落候補入り（ソーニャ・バキッチと共に） |
| 12     | 12     | 12     | 12     | 12     | 12     | 12     | 12     | 12     | 12     | 12     | 12     | 12     | 12     | 12     | 12     | 12     | 12     | 12     | 12     | 12     | 12     | 12     | 12     | 12     | 12     | 12     | 12     | 12     | 12     | 12     | 12     | 12     | 12     | 12     | 12     | 12     | 12     | 12     | 12     | 12     | 12     | 12     | 12     | 12     | 12     | 12     | 12     | 12     | 12     | 12     | 12     | 12     | 12     | 12     | 12     | 12     | 12     | 12     | 12     | 12     | 12     | 12     | 12     | 12     | 12     | 12     | 12     | 12     | 12     | 12     | 12     | 12     | 12     | 12     | 12     | 12     | 12     | 12     | 12     | 12     | 12     | 12     | 12     | 12     | 12     | 12     | 12     | 12     | 12     | Nothing Else Matters Svet tuge Mi plešemo Maljčiki                   | Nothing Else Matters Svet tuge Mi plešemo Maljčiki                   | Nothing Else Matters Svet tuge Mi plešemo Maljčiki                   | Nothing Else Matters Svet tuge Mi plešemo Maljčiki                   | Nothing Else Matters Svet tuge Mi plešemo Maljčiki                   | Nothing Else Matters Svet tuge Mi plešemo Maljčiki                   | Nothing Else Matters Svet tuge Mi plešemo Maljčiki                   | Nothing Else Matters Svet tuge Mi plešemo Maljčiki                   | Nothing Else Matters Svet tuge Mi plešemo Maljčiki                   | Nothing Else Matters Svet tuge Mi plešemo Maljčiki                   | Nothing Else Matters Svet tuge Mi plešemo Maljčiki                   | Nothing Else Matters Svet tuge Mi plešemo Maljčiki                   | Nothing Else Matters Svet tuge Mi plešemo Maljčiki                   | Nothing Else Matters Svet tuge Mi plešemo Maljčiki                   | Nothing Else Matters Svet tuge Mi plešemo Maljčiki                   | Nothing Else Matters Svet tuge Mi plešemo Maljčiki                   | Nothing Else Matters Svet tuge Mi plešemo Maljčiki                   | Nothing Else Matters Svet tuge Mi plešemo Maljčiki                   | Nothing Else Matters Svet tuge Mi plešemo Maljčiki                   | Nothing Else Matters Svet tuge Mi plešemo Maljčiki                   | Nothing Else Matters Svet tuge Mi plešemo Maljčiki                   | Nothing Else Matters Svet tuge Mi plešemo Maljčiki                   | Nothing Else Matters Svet tuge Mi plešemo Maljčiki                   | Nothing Else Matters Svet tuge Mi plešemo Maljčiki                   | Nothing Else Matters Svet tuge Mi plešemo Maljčiki                   | Nothing Else Matters Svet tuge Mi plešemo Maljčiki                   | Nothing Else Matters Svet tuge Mi plešemo Maljčiki                   | Nothing Else Matters Svet tuge Mi plešemo Maljčiki                   | Nothing Else Matters Svet tuge Mi plešemo Maljčiki                   | Nothing Else Matters Svet tuge Mi plešemo Maljčiki                   | Nothing Else Matters Svet tuge Mi plešemo Maljčiki                   | Nothing Else Matters Svet tuge Mi plešemo Maljčiki                   | Nothing Else Matters Svet tuge Mi plešemo Maljčiki                   | Nothing Else Matters Svet tuge Mi plešemo Maljčiki                   | Nothing Else Matters Svet tuge Mi plešemo Maljčiki                   | Nothing Else Matters Svet tuge Mi plešemo Maljčiki                   | Nothing Else Matters Svet tuge Mi plešemo Maljčiki                   | Nothing Else Matters Svet tuge Mi plešemo Maljčiki                   | Nothing Else Matters Svet tuge Mi plešemo Maljčiki                   | Nothing Else Matters Svet tuge Mi plešemo Maljčiki                   | Nothing Else Matters Svet tuge Mi plešemo Maljčiki                   | Nothing Else Matters Svet tuge Mi plešemo Maljčiki                   | Nothing Else Matters Svet tuge Mi plešemo Maljčiki                   | Nothing Else Matters Svet tuge Mi plešemo Maljčiki                   | Nothing Else Matters Svet tuge Mi plešemo Maljčiki                   | Nothing Else Matters Svet tuge Mi plešemo Maljčiki                   | Nothing Else Matters Svet tuge Mi plešemo Maljčiki                   | Nothing Else Matters Svet tuge Mi plešemo Maljčiki                   | Nothing Else Matters Svet tuge Mi plešemo Maljčiki                   | Nothing Else Matters Svet tuge Mi plešemo Maljčiki                   | Nothing Else Matters Svet tuge Mi plešemo Maljčiki                   | Nothing Else Matters Svet tuge Mi plešemo Maljčiki                   | Nothing Else Matters Svet tuge Mi plešemo Maljčiki                   | Nothing Else Matters Svet tuge Mi plešemo Maljčiki                   | Nothing Else Matters Svet tuge Mi plešemo Maljčiki                   | Nothing Else Matters Svet tuge Mi plešemo Maljčiki                   | Nothing Else Matters Svet tuge Mi plešemo Maljčiki                   | Nothing Else Matters Svet tuge Mi plešemo Maljčiki                   | Nothing Else Matters Svet tuge Mi plešemo Maljčiki                   | Nothing Else Matters Svet tuge Mi plešemo Maljčiki                   | Nothing Else Matters Svet tuge Mi plešemo Maljčiki                   | Nothing Else Matters Svet tuge Mi plešemo Maljčiki                   | Nothing Else Matters Svet tuge Mi plešemo Maljčiki                   | Nothing Else Matters Svet tuge Mi plešemo Maljčiki                   | Nothing Else Matters Svet tuge Mi plešemo Maljčiki                   | Nothing Else Matters Svet tuge Mi plešemo Maljčiki                   | Nothing Else Matters Svet tuge Mi plešemo Maljčiki                   | Nothing Else Matters Svet tuge Mi plešemo Maljčiki                   | Nothing Else Matters Svet tuge Mi plešemo Maljčiki                   | Nothing Else Matters Svet tuge Mi plešemo Maljčiki                   | Nothing Else Matters Svet tuge Mi plešemo Maljčiki                   | Nothing Else Matters Svet tuge Mi plešemo Maljčiki                   | Nothing Else Matters Svet tuge Mi plešemo Maljčiki                   | Nothing Else Matters Svet tuge Mi plešemo Maljčiki                   | Nothing Else Matters Svet tuge Mi plešemo Maljčiki                   | Nothing Else Matters Svet tuge Mi plešemo Maljčiki                   | Nothing Else Matters Svet tuge Mi plešemo Maljčiki                   | Nothing Else Matters Svet tuge Mi plešemo Maljčiki                   | Nothing Else Matters Svet tuge Mi plešemo Maljčiki                   | Nothing Else Matters Svet tuge Mi plešemo Maljčiki                   | Nothing Else Matters Svet tuge Mi plešemo Maljčiki                   | Nothing Else Matters Svet tuge Mi plešemo Maljčiki                   | Nothing Else Matters Svet tuge Mi plešemo Maljčiki                   | Nothing Else Matters Svet tuge Mi plešemo Maljčiki                   | Nothing Else Matters Svet tuge Mi plešemo Maljčiki                   | Nothing Else Matters Svet tuge Mi plešemo Maljčiki                   | Nothing Else Matters Svet tuge Mi plešemo Maljčiki                   | Nothing Else Matters Svet tuge Mi plešemo Maljčiki                   | Nothing Else Matters Svet tuge Mi plešemo Maljčiki                   | Nothing Else Matters Svet tuge Mi plešemo Maljčiki                   | Nothing Else Matters Svet tuge Mi plešemo Maljčiki                   | Nothing Else Matters Svet tuge Mi plešemo Maljčiki                   | Nothing Else Matters Svet tuge Mi plešemo Maljčiki                   | Nothing Else Matters Svet tuge Mi plešemo Maljčiki                   | Nothing Else Matters Svet tuge Mi plešemo Maljčiki                   | Nothing Else Matters Svet tuge Mi plešemo Maljčiki                   | Nothing Else Matters Svet tuge Mi plešemo Maljčiki                   | Nothing Else Matters Svet tuge Mi plešemo Maljčiki                   | Nothing Else Matters Svet tuge Mi plešemo Maljčiki                   | Nothing Else Matters Svet tuge Mi plešemo Maljčiki                   | 独唱 ソーニャ・バキッチとのデュエット イゴル・ツクロヴ、アナ・ベビッチとの共演 〃                                               | 独唱 ソーニャ・バキッチとのデュエット イゴル・ツクロヴ、アナ・ベビッチとの共演 〃                                               | 独唱 ソーニャ・バキッチとのデュエット イゴル・ツクロヴ、アナ・ベビッチとの共演 〃                                               | 独唱 ソーニャ・バキッチとのデュエット イゴル・ツクロヴ、アナ・ベビッチとの共演 〃                                               | 独唱 ソーニャ・バキッチとのデュエット イゴル・ツクロヴ、アナ・ベビッチとの共演 〃                                               | 独唱 ソーニャ・バキッチとのデュエット イゴル・ツクロヴ、アナ・ベビッチとの共演 〃                                               | 独唱 ソーニャ・バキッチとのデュエット イゴル・ツクロヴ、アナ・ベビッチとの共演 〃                                               | 独唱 ソーニャ・バキッチとのデュエット イゴル・ツクロヴ、アナ・ベビッチとの共演 〃                                               | 独唱 ソーニャ・バキッチとのデュエット イゴル・ツクロヴ、アナ・ベビッチとの共演 〃                                               | 独唱 ソーニャ・バキッチとのデュエット イゴル・ツクロヴ、アナ・ベビッチとの共演 〃                                               | 独唱 ソーニャ・バキッチとのデュエット イゴル・ツクロヴ、アナ・ベビッチとの共演 〃                                               | 独唱 ソーニャ・バキッチとのデュエット イゴル・ツクロヴ、アナ・ベビッチとの共演 〃                                               | 独唱 ソーニャ・バキッチとのデュエット イゴル・ツクロヴ、アナ・ベビッチとの共演 〃                                               | 独唱 ソーニャ・バキッチとのデュエット イゴル・ツクロヴ、アナ・ベビッチとの共演 〃                                               | 独唱 ソーニャ・バキッチとのデュエット イゴル・ツクロヴ、アナ・ベビッチとの共演 〃                                               | 独唱 ソーニャ・バキッチとのデュエット イゴル・ツクロヴ、アナ・ベビッチとの共演 〃                                               | 独唱 ソーニャ・バキッチとのデュエット イゴル・ツクロヴ、アナ・ベビッチとの共演 〃                                               | 独唱 ソーニャ・バキッチとのデュエット イゴル・ツクロヴ、アナ・ベビッチとの共演 〃                                               | 独唱 ソーニャ・バキッチとのデュエット イゴル・ツクロヴ、アナ・ベビッチとの共演 〃                                               | 独唱 ソーニャ・バキッチとのデュエット イゴル・ツクロヴ、アナ・ベビッチとの共演 〃                                               | 独唱 ソーニャ・バキッチとのデュエット イゴル・ツクロヴ、アナ・ベビッチとの共演 〃                                               | 独唱 ソーニャ・バキッチとのデュエット イゴル・ツクロヴ、アナ・ベビッチとの共演 〃                                               | 独唱 ソーニャ・バキッチとのデュエット イゴル・ツクロヴ、アナ・ベビッチとの共演 〃                                               | 独唱 ソーニャ・バキッチとのデュエット イゴル・ツクロヴ、アナ・ベビッチとの共演 〃                                               | 独唱 ソーニャ・バキッチとのデュエット イゴル・ツクロヴ、アナ・ベビッチとの共演 〃                                               | 独唱 ソーニャ・バキッチとのデュエット イゴル・ツクロヴ、アナ・ベビッチとの共演 〃                                               | 独唱 ソーニャ・バキッチとのデュエット イゴル・ツクロヴ、アナ・ベビッチとの共演 〃                                               | 独唱 ソーニャ・バキッチとのデュエット イゴル・ツクロヴ、アナ・ベビッチとの共演 〃                                               | 独唱 ソーニャ・バキッチとのデュエット イゴル・ツクロヴ、アナ・ベビッチとの共演 〃                                               | 独唱 ソーニャ・バキッチとのデュエット イゴル・ツクロヴ、アナ・ベビッチとの共演 〃                                               | 独唱 ソーニャ・バキッチとのデュエット イゴル・ツクロヴ、アナ・ベビッチとの共演 〃                                               | 独唱 ソーニャ・バキッチとのデュエット イゴル・ツクロヴ、アナ・ベビッチとの共演 〃                                               | 独唱 ソーニャ・バキッチとのデュエット イゴル・ツクロヴ、アナ・ベビッチとの共演 〃                                               | 独唱 ソーニャ・バキッチとのデュエット イゴル・ツクロヴ、アナ・ベビッチとの共演 〃                                               | 独唱 ソーニャ・バキッチとのデュエット イゴル・ツクロヴ、アナ・ベビッチとの共演 〃                                               | 独唱 ソーニャ・バキッチとのデュエット イゴル・ツクロヴ、アナ・ベビッチとの共演 〃                                               | 独唱 ソーニャ・バキッチとのデュエット イゴル・ツクロヴ、アナ・ベビッチとの共演 〃                                               | 独唱 ソーニャ・バキッチとのデュエット イゴル・ツクロヴ、アナ・ベビッチとの共演 〃                                               | 独唱 ソーニャ・バキッチとのデュエット イゴル・ツクロヴ、アナ・ベビッチとの共演 〃                                               | 独唱 ソーニャ・バキッチとのデュエット イゴル・ツクロヴ、アナ・ベビッチとの共演 〃                                               | 独唱 ソーニャ・バキッチとのデュエット イゴル・ツクロヴ、アナ・ベビッチとの共演 〃                                               | 独唱 ソーニャ・バキッチとのデュエット イゴル・ツクロヴ、アナ・ベビッチとの共演 〃                                               | 独唱 ソーニャ・バキッチとのデュエット イゴル・ツクロヴ、アナ・ベビッチとの共演 〃                                               | 独唱 ソーニャ・バキッチとのデュエット イゴル・ツクロヴ、アナ・ベビッチとの共演 〃                                               | 独唱 ソーニャ・バキッチとのデュエット イゴル・ツクロヴ、アナ・ベビッチとの共演 〃                                               | 独唱 ソーニャ・バキッチとのデュエット イゴル・ツクロヴ、アナ・ベビッチとの共演 〃                                               | 独唱 ソーニャ・バキッチとのデュエット イゴル・ツクロヴ、アナ・ベビッチとの共演 〃                                               | 独唱 ソーニャ・バキッチとのデュエット イゴル・ツクロヴ、アナ・ベビッチとの共演 〃                                               | 独唱 ソーニャ・バキッチとのデュエット イゴル・ツクロヴ、アナ・ベビッチとの共演 〃                                               | 独唱 ソーニャ・バキッチとのデュエット イゴル・ツクロヴ、アナ・ベビッチとの共演 〃                                               | 独唱 ソーニャ・バキッチとのデュエット イゴル・ツクロヴ、アナ・ベビッチとの共演 〃                                               | 独唱 ソーニャ・バキッチとのデュエット イゴル・ツクロヴ、アナ・ベビッチとの共演 〃                                               | 独唱 ソーニャ・バキッチとのデュエット イゴル・ツクロヴ、アナ・ベビッチとの共演 〃                                               | 独唱 ソーニャ・バキッチとのデュエット イゴル・ツクロヴ、アナ・ベビッチとの共演 〃                                               | 独唱 ソーニャ・バキッチとのデュエット イゴル・ツクロヴ、アナ・ベビッチとの共演 〃                                               | 独唱 ソーニャ・バキッチとのデュエット イゴル・ツクロヴ、アナ・ベビッチとの共演 〃                                               | 独唱 ソーニャ・バキッチとのデュエット イゴル・ツクロヴ、アナ・ベビッチとの共演 〃                                               | 独唱 ソーニャ・バキッチとのデュエット イゴル・ツクロヴ、アナ・ベビッチとの共演 〃                                               | 独唱 ソーニャ・バキッチとのデュエット イゴル・ツクロヴ、アナ・ベビッチとの共演 〃                                               | 独唱 ソーニャ・バキッチとのデュエット イゴル・ツクロヴ、アナ・ベビッチとの共演 〃                                               | 独唱 ソーニャ・バキッチとのデュエット イゴル・ツクロヴ、アナ・ベビッチとの共演 〃                                               | 独唱 ソーニャ・バキッチとのデュエット イゴル・ツクロヴ、アナ・ベビッチとの共演 〃                                               | 独唱 ソーニャ・バキッチとのデュエット イゴル・ツクロヴ、アナ・ベビッチとの共演 〃                                               | 独唱 ソーニャ・バキッチとのデュエット イゴル・ツクロヴ、アナ・ベビッチとの共演 〃                                               | 独唱 ソーニャ・バキッチとのデュエット イゴル・ツクロヴ、アナ・ベビッチとの共演 〃                                               | 独唱 ソーニャ・バキッチとのデュエット イゴル・ツクロヴ、アナ・ベビッチとの共演 〃                                               | 独唱 ソーニャ・バキッチとのデュエット イゴル・ツクロヴ、アナ・ベビッチとの共演 〃                                               | 独唱 ソーニャ・バキッチとのデュエット イゴル・ツクロヴ、アナ・ベビッチとの共演 〃                                               | 独唱 ソーニャ・バキッチとのデュエット イゴル・ツクロヴ、アナ・ベビッチとの共演 〃                                               | 独唱 ソーニャ・バキッチとのデュエット イゴル・ツクロヴ、アナ・ベビッチとの共演 〃                                               | 独唱 ソーニャ・バキッチとのデュエット イゴル・ツクロヴ、アナ・ベビッチとの共演 〃                                               | 独唱 ソーニャ・バキッチとのデュエット イゴル・ツクロヴ、アナ・ベビッチとの共演 〃                                               | 独唱 ソーニャ・バキッチとのデュエット イゴル・ツクロヴ、アナ・ベビッチとの共演 〃                                               | 独唱 ソーニャ・バキッチとのデュエット イゴル・ツクロヴ、アナ・ベビッチとの共演 〃                                               | 独唱 ソーニャ・バキッチとのデュエット イゴル・ツクロヴ、アナ・ベビッチとの共演 〃                                               | 独唱 ソーニャ・バキッチとのデュエット イゴル・ツクロヴ、アナ・ベビッチとの共演 〃                                               | 独唱 ソーニャ・バキッチとのデュエット イゴル・ツクロヴ、アナ・ベビッチとの共演 〃                                               | 独唱 ソーニャ・バキッチとのデュエット イゴル・ツクロヴ、アナ・ベビッチとの共演 〃                                               | 独唱 ソーニャ・バキッチとのデュエット イゴル・ツクロヴ、アナ・ベビッチとの共演 〃                                               | 独唱 ソーニャ・バキッチとのデュエット イゴル・ツクロヴ、アナ・ベビッチとの共演 〃                                               | 独唱 ソーニャ・バキッチとのデュエット イゴル・ツクロヴ、アナ・ベビッチとの共演 〃                                               | 独唱 ソーニャ・バキッチとのデュエット イゴル・ツクロヴ、アナ・ベビッチとの共演 〃                                               | 独唱 ソーニャ・バキッチとのデュエット イゴル・ツクロヴ、アナ・ベビッチとの共演 〃                                               | 独唱 ソーニャ・バキッチとのデュエット イゴル・ツクロヴ、アナ・ベビッチとの共演 〃                                               | 独唱 ソーニャ・バキッチとのデュエット イゴル・ツクロヴ、アナ・ベビッチとの共演 〃                                               | 独唱 ソーニャ・バキッチとのデュエット イゴル・ツクロヴ、アナ・ベビッチとの共演 〃                                               | 独唱 ソーニャ・バキッチとのデュエット イゴル・ツクロヴ、アナ・ベビッチとの共演 〃                                               | 独唱 ソーニャ・バキッチとのデュエット イゴル・ツクロヴ、アナ・ベビッチとの共演 〃                                               | 独唱 ソーニャ・バキッチとのデュエット イゴル・ツクロヴ、アナ・ベビッチとの共演 〃                                               | 独唱 ソーニャ・バキッチとのデュエット イゴル・ツクロヴ、アナ・ベビッチとの共演 〃                                               | 独唱 ソーニャ・バキッチとのデュエット イゴル・ツクロヴ、アナ・ベビッチとの共演 〃                                               | 独唱 ソーニャ・バキッチとのデュエット イゴル・ツクロヴ、アナ・ベビッチとの共演 〃                                               | 独唱 ソーニャ・バキッチとのデュエット イゴル・ツクロヴ、アナ・ベビッチとの共演 〃                                               | 独唱 ソーニャ・バキッチとのデュエット イゴル・ツクロヴ、アナ・ベビッチとの共演 〃                                               | 独唱 ソーニャ・バキッチとのデュエット イゴル・ツクロヴ、アナ・ベビッチとの共演 〃                                               | 独唱 ソーニャ・バキッチとのデュエット イゴル・ツクロヴ、アナ・ベビッチとの共演 〃                                               | 独唱 ソーニャ・バキッチとのデュエット イゴル・ツクロヴ、アナ・ベビッチとの共演 〃                                               | 独唱 ソーニャ・バキッチとのデュエット イゴル・ツクロヴ、アナ・ベビッチとの共演 〃                                               | 独唱 ソーニャ・バキッチとのデュエット イゴル・ツクロヴ、アナ・ベビッチとの共演 〃                                               | 独唱 ソーニャ・バキッチとのデュエット イゴル・ツクロヴ、アナ・ベビッチとの共演 〃                                               | 独唱 ソーニャ・バキッチとのデュエット イゴル・ツクロヴ、アナ・ベビッチとの共演 〃                                               | 独唱 ソーニャ・バキッチとのデュエット イゴル・ツクロヴ、アナ・ベビッチとの共演 〃                                               | 独唱 ソーニャ・バキッチとのデュエット イゴル・ツクロヴ、アナ・ベビッチとの共演 〃                                               | 独唱 ソーニャ・バキッチとのデュエット イゴル・ツクロヴ、アナ・ベビッチとの共演 〃                                               | 独唱 ソーニャ・バキッチとのデュエット イゴル・ツクロヴ、アナ・ベビッチとの共演 〃                                               | 独唱 ソーニャ・バキッチとのデュエット イゴル・ツクロヴ、アナ・ベビッチとの共演 〃                                               | 独唱 ソーニャ・バキッチとのデュエット イゴル・ツクロヴ、アナ・ベビッチとの共演 〃                                               | 独唱 ソーニャ・バキッチとのデュエット イゴル・ツクロヴ、アナ・ベビッチとの共演 〃                                               | 独唱 ソーニャ・バキッチとのデュエット イゴル・ツクロヴ、アナ・ベビッチとの共演 〃                                               | 独唱 ソーニャ・バキッチとのデュエット イゴル・ツクロヴ、アナ・ベビッチとの共演 〃                                               | 独唱 ソーニャ・バキッチとのデュエット イゴル・ツクロヴ、アナ・ベビッチとの共演 〃                                               | 独唱 ソーニャ・バキッチとのデュエット イゴル・ツクロヴ、アナ・ベビッチとの共演 〃                                               | 独唱 ソーニャ・バキッチとのデュエット イゴル・ツクロヴ、アナ・ベビッチとの共演 〃                                               | 独唱 ソーニャ・バキッチとのデュエット イゴル・ツクロヴ、アナ・ベビッチとの共演 〃                                               | 独唱 ソーニャ・バキッチとのデュエット イゴル・ツクロヴ、アナ・ベビッチとの共演 〃                                               | 独唱 ソーニャ・バキッチとのデュエット イゴル・ツクロヴ、アナ・ベビッチとの共演 〃                                               | 独唱 ソーニャ・バキッチとのデュエット イゴル・ツクロヴ、アナ・ベビッチとの共演 〃                                               | 独唱 ソーニャ・バキッチとのデュエット イゴル・ツクロヴ、アナ・ベビッチとの共演 〃                                               | 独唱 ソーニャ・バキッチとのデュエット イゴル・ツクロヴ、アナ・ベビッチとの共演 〃                                               | 独唱 ソーニャ・バキッチとのデュエット イゴル・ツクロヴ、アナ・ベビッチとの共演 〃                                               | 独唱 ソーニャ・バキッチとのデュエット イゴル・ツクロヴ、アナ・ベビッチとの共演 〃                                               | 独唱 ソーニャ・バキッチとのデュエット イゴル・ツクロヴ、アナ・ベビッチとの共演 〃                                               | 独唱 ソーニャ・バキッチとのデュエット イゴル・ツクロヴ、アナ・ベビッチとの共演 〃                                               | 独唱 ソーニャ・バキッチとのデュエット イゴル・ツクロヴ、アナ・ベビッチとの共演 〃                                               | 独唱 ソーニャ・バキッチとのデュエット イゴル・ツクロヴ、アナ・ベビッチとの共演 〃                                               | 独唱 ソーニャ・バキッチとのデュエット イゴル・ツクロヴ、アナ・ベビッチとの共演 〃                                               | 独唱 ソーニャ・バキッチとのデュエット イゴル・ツクロヴ、アナ・ベビッチとの共演 〃                                               | 独唱 ソーニャ・バキッチとのデュエット イゴル・ツクロヴ、アナ・ベビッチとの共演 〃                                               | 独唱 ソーニャ・バキッチとのデュエット イゴル・ツクロヴ、アナ・ベビッチとの共演 〃                                               | 独唱 ソーニャ・バキッチとのデュエット イゴル・ツクロヴ、アナ・ベビッチとの共演 〃                                               | メタリカ Negativ Prljavo Kazalište Idoli                   | メタリカ Negativ Prljavo Kazalište Idoli                   | メタリカ Negativ Prljavo Kazalište Idoli                   | メタリカ Negativ Prljavo Kazalište Idoli                   | メタリカ Negativ Prljavo Kazalište Idoli                   | メタリカ Negativ Prljavo Kazalište Idoli                   | メタリカ Negativ Prljavo Kazalište Idoli                   | メタリカ Negativ Prljavo Kazalište Idoli                   | メタリカ Negativ Prljavo Kazalište Idoli                   | メタリカ Negativ Prljavo Kazalište Idoli                   | メタリカ Negativ Prljavo Kazalište Idoli                   | メタリカ Negativ Prljavo Kazalište Idoli                   | メタリカ Negativ Prljavo Kazalište Idoli                   | メタリカ Negativ Prljavo Kazalište Idoli                   | メタリカ Negativ Prljavo Kazalište Idoli                   | メタリカ Negativ Prljavo Kazalište Idoli                   | メタリカ Negativ Prljavo Kazalište Idoli                   | メタリカ Negativ Prljavo Kazalište Idoli                   | メタリカ Negativ Prljavo Kazalište Idoli                   | メタリカ Negativ Prljavo Kazalište Idoli                   | メタリカ Negativ Prljavo Kazalište Idoli                   | メタリカ Negativ Prljavo Kazalište Idoli                   | メタリカ Negativ Prljavo Kazalište Idoli                   | メタリカ Negativ Prljavo Kazalište Idoli                   | メタリカ Negativ Prljavo Kazalište Idoli                   | メタリカ Negativ Prljavo Kazalište Idoli                   | メタリカ Negativ Prljavo Kazalište Idoli                   | メタリカ Negativ Prljavo Kazalište Idoli                   | メタリカ Negativ Prljavo Kazalište Idoli                   | メタリカ Negativ Prljavo Kazalište Idoli                   | メタリカ Negativ Prljavo Kazalište Idoli                   | メタリカ Negativ Prljavo Kazalište Idoli                   | メタリカ Negativ Prljavo Kazalište Idoli                   | メタリカ Negativ Prljavo Kazalište Idoli                   | メタリカ Negativ Prljavo Kazalište Idoli                   | メタリカ Negativ Prljavo Kazalište Idoli                   | メタリカ Negativ Prljavo Kazalište Idoli                   | メタリカ Negativ Prljavo Kazalište Idoli                   | メタリカ Negativ Prljavo Kazalište Idoli                   | メタリカ Negativ Prljavo Kazalište Idoli                   | メタリカ Negativ Prljavo Kazalište Idoli                   | メタリカ Negativ Prljavo Kazalište Idoli                   | メタリカ Negativ Prljavo Kazalište Idoli                   | メタリカ Negativ Prljavo Kazalište Idoli                   | メタリカ Negativ Prljavo Kazalište Idoli                   | メタリカ Negativ Prljavo Kazalište Idoli                   | メタリカ Negativ Prljavo Kazalište Idoli                   | メタリカ Negativ Prljavo Kazalište Idoli                   | メタリカ Negativ Prljavo Kazalište Idoli                   | メタリカ Negativ Prljavo Kazalište Idoli                   | メタリカ Negativ Prljavo Kazalište Idoli                   | メタリカ Negativ Prljavo Kazalište Idoli                   | メタリカ Negativ Prljavo Kazalište Idoli                   | メタリカ Negativ Prljavo Kazalište Idoli                   | メタリカ Negativ Prljavo Kazalište Idoli                   | メタリカ Negativ Prljavo Kazalište Idoli                   | メタリカ Negativ Prljavo Kazalište Idoli                   | メタリカ Negativ Prljavo Kazalište Idoli                   | メタリカ Negativ Prljavo Kazalište Idoli                   | メタリカ Negativ Prljavo Kazalište Idoli                   | メタリカ Negativ Prljavo Kazalište Idoli                   | メタリカ Negativ Prljavo Kazalište Idoli                   | メタリカ Negativ Prljavo Kazalište Idoli                   | メタリカ Negativ Prljavo Kazalište Idoli                   | メタリカ Negativ Prljavo Kazalište Idoli                   | メタリカ Negativ Prljavo Kazalište Idoli                   | メタリカ Negativ Prljavo Kazalište Idoli                   | メタリカ Negativ Prljavo Kazalište Idoli                   | メタリカ Negativ Prljavo Kazalište Idoli                   | メタリカ Negativ Prljavo Kazalište Idoli                   | メタリカ Negativ Prljavo Kazalište Idoli                   | メタリカ Negativ Prljavo Kazalište Idoli                   | メタリカ Negativ Prljavo Kazalište Idoli                   | メタリカ Negativ Prljavo Kazalište Idoli                   | メタリカ Negativ Prljavo Kazalište Idoli                   | メタリカ Negativ Prljavo Kazalište Idoli                   | メタリカ Negativ Prljavo Kazalište Idoli                   | メタリカ Negativ Prljavo Kazalište Idoli                   | メタリカ Negativ Prljavo Kazalište Idoli                   | メタリカ Negativ Prljavo Kazalište Idoli                   | メタリカ Negativ Prljavo Kazalište Idoli                   | メタリカ Negativ Prljavo Kazalište Idoli                   | メタリカ Negativ Prljavo Kazalište Idoli                   | メタリカ Negativ Prljavo Kazalište Idoli                   | メタリカ Negativ Prljavo Kazalište Idoli                   | メタリカ Negativ Prljavo Kazalište Idoli                   | メタリカ Negativ Prljavo Kazalište Idoli                   | メタリカ Negativ Prljavo Kazalište Idoli                   | メタリカ Negativ Prljavo Kazalište Idoli                   | メタリカ Negativ Prljavo Kazalište Idoli                   | メタリカ Negativ Prljavo Kazalište Idoli                   | メタリカ Negativ Prljavo Kazalište Idoli                   | メタリカ Negativ Prljavo Kazalište Idoli                   | メタリカ Negativ Prljavo Kazalište Idoli                   | メタリカ Negativ Prljavo Kazalište Idoli                   | メタリカ Negativ Prljavo Kazalište Idoli                   | メタリカ Negativ Prljavo Kazalište Idoli                   | メタリカ Negativ Prljavo Kazalište Idoli                   | メタリカ Negativ Prljavo Kazalište Idoli                   | メタリカ Negativ Prljavo Kazalište Idoli                   | 脱落候補入り（イゴル・ツクロヴと共に）   | 脱落候補入り（イゴル・ツクロヴと共に）   | 脱落候補入り（イゴル・ツクロヴと共に）   | 脱落候補入り（イゴル・ツクロヴと共に）   | 脱落候補入り（イゴル・ツクロヴと共に）   | 脱落候補入り（イゴル・ツクロヴと共に）   | 脱落候補入り（イゴル・ツクロヴと共に）   | 脱落候補入り（イゴル・ツクロヴと共に）   | 脱落候補入り（イゴル・ツクロヴと共に）   | 脱落候補入り（イゴル・ツクロヴと共に）   | 脱落候補入り（イゴル・ツクロヴと共に）   | 脱落候補入り（イゴル・ツクロヴと共に）   | 脱落候補入り（イゴル・ツクロヴと共に）   | 脱落候補入り（イゴル・ツクロヴと共に）   | 脱落候補入り（イゴル・ツクロヴと共に）   | 脱落候補入り（イゴル・ツクロヴと共に）   | 脱落候補入り（イゴル・ツクロヴと共に）   | 脱落候補入り（イゴル・ツクロヴと共に）   | 脱落候補入り（イゴル・ツクロヴと共に）   | 脱落候補入り（イゴル・ツクロヴと共に）   | 脱落候補入り（イゴル・ツクロヴと共に）   | 脱落候補入り（イゴル・ツクロヴと共に）   | 脱落候補入り（イゴル・ツクロヴと共に）   | 脱落候補入り（イゴル・ツクロヴと共に）   | 脱落候補入り（イゴル・ツクロヴと共に）   | 脱落候補入り（イゴル・ツクロヴと共に）   | 脱落候補入り（イゴル・ツクロヴと共に）   | 脱落候補入り（イゴル・ツクロヴと共に）   | 脱落候補入り（イゴル・ツクロヴと共に）   | 脱落候補入り（イゴル・ツクロヴと共に）   | 脱落候補入り（イゴル・ツクロヴと共に）   | 脱落候補入り（イゴル・ツクロヴと共に）   | 脱落候補入り（イゴル・ツクロヴと共に）   | 脱落候補入り（イゴル・ツクロヴと共に）   | 脱落候補入り（イゴル・ツクロヴと共に）   | 脱落候補入り（イゴル・ツクロヴと共に）   | 脱落候補入り（イゴル・ツクロヴと共に）   | 脱落候補入り（イゴル・ツクロヴと共に）   | 脱落候補入り（イゴル・ツクロヴと共に）   | 脱落候補入り（イゴル・ツクロヴと共に）   | 脱落候補入り（イゴル・ツクロヴと共に）   | 脱落候補入り（イゴル・ツクロヴと共に）   | 脱落候補入り（イゴル・ツクロヴと共に）   | 脱落候補入り（イゴル・ツクロヴと共に）   | 脱落候補入り（イゴル・ツクロヴと共に）   | 脱落候補入り（イゴル・ツクロヴと共に）   | 脱落候補入り（イゴル・ツクロヴと共に）   | 脱落候補入り（イゴル・ツクロヴと共に）   | 脱落候補入り（イゴル・ツクロヴと共に）   | 脱落候補入り（イゴル・ツクロヴと共に）   | 脱落候補入り（イゴル・ツクロヴと共に）   | 脱落候補入り（イゴル・ツクロヴと共に）   | 脱落候補入り（イゴル・ツクロヴと共に）   | 脱落候補入り（イゴル・ツクロヴと共に）   | 脱落候補入り（イゴル・ツクロヴと共に）   | 脱落候補入り（イゴル・ツクロヴと共に）   | 脱落候補入り（イゴル・ツクロヴと共に）   | 脱落候補入り（イゴル・ツクロヴと共に）   | 脱落候補入り（イゴル・ツクロヴと共に）   | 脱落候補入り（イゴル・ツクロヴと共に）   | 脱落候補入り（イゴル・ツクロヴと共に）   | 脱落候補入り（イゴル・ツクロヴと共に）   | 脱落候補入り（イゴル・ツクロヴと共に）   | 脱落候補入り（イゴル・ツクロヴと共に）   | 脱落候補入り（イゴル・ツクロヴと共に）   | 脱落候補入り（イゴル・ツクロヴと共に）   | 脱落候補入り（イゴル・ツクロヴと共に）   | 脱落候補入り（イゴル・ツクロヴと共に）   | 脱落候補入り（イゴル・ツクロヴと共に）   | 脱落候補入り（イゴル・ツクロヴと共に）   | 脱落候補入り（イゴル・ツクロヴと共に）   | 脱落候補入り（イゴル・ツクロヴと共に）   | 脱落候補入り（イゴル・ツクロヴと共に）   | 脱落候補入り（イゴル・ツクロヴと共に）   | 脱落候補入り（イゴル・ツクロヴと共に）   | 脱落候補入り（イゴル・ツクロヴと共に）   | 脱落候補入り（イゴル・ツクロヴと共に）   | 脱落候補入り（イゴル・ツクロヴと共に）   | 脱落候補入り（イゴル・ツクロヴと共に）   | 脱落候補入り（イゴル・ツクロヴと共に）   | 脱落候補入り（イゴル・ツクロヴと共に）   | 脱落候補入り（イゴル・ツクロヴと共に）   | 脱落候補入り（イゴル・ツクロヴと共に）   | 脱落候補入り（イゴル・ツクロヴと共に）   | 脱落候補入り（イゴル・ツクロヴと共に）   | 脱落候補入り（イゴル・ツクロヴと共に）   | 脱落候補入り（イゴル・ツクロヴと共に）   | 脱落候補入り（イゴル・ツクロヴと共に）   | 脱落候補入り（イゴル・ツクロヴと共に）   | 脱落候補入り（イゴル・ツクロヴと共に）   | 脱落候補入り（イゴル・ツクロヴと共に）   | 脱落候補入り（イゴル・ツクロヴと共に）   | 脱落候補入り（イゴル・ツクロヴと共に）   | 脱落候補入り（イゴル・ツクロヴと共に）   | 脱落候補入り（イゴル・ツクロヴと共に）   | 脱落候補入り（イゴル・ツクロヴと共に）   | 脱落候補入り（イゴル・ツクロヴと共に）   | 脱落候補入り（イゴル・ツクロヴと共に）   | 脱落候補入り（イゴル・ツクロヴと共に）   | 脱落候補入り（イゴル・ツクロヴと共に）   |
| 13     | 13     | 13     | 13     | 13     | 13     | 13     | 13     | 13     | 13     | 13     | 13     | 13     | 13     | 13     | 13     | 13     | 13     | 13     | 13     | 13     | 13     | 13     | 13     | 13     | 13     | 13     | 13     | 13     | 13     | 13     | 13     | 13     | 13     | 13     | 13     | 13     | 13     | 13     | 13     | 13     | 13     | 13     | 13     | 13     | 13     | 13     | 13     | 13     | 13     | 13     | 13     | 13     | 13     | 13     | 13     | 13     | 13     | 13     | 13     | 13     | 13     | 13     | 13     | 13     | 13     | 13     | 13     | 13     | 13     | 13     | 13     | 13     | 13     | 13     | 13     | 13     | 13     | 13     | 13     | 13     | 13     | 13     | 13     | 13     | 13     | 13     | 13     | 13     | 13     | Godine prolaze With or without you                                   | Godine prolaze With or without you                                   | Godine prolaze With or without you                                   | Godine prolaze With or without you                                   | Godine prolaze With or without you                                   | Godine prolaze With or without you                                   | Godine prolaze With or without you                                   | Godine prolaze With or without you                                   | Godine prolaze With or without you                                   | Godine prolaze With or without you                                   | Godine prolaze With or without you                                   | Godine prolaze With or without you                                   | Godine prolaze With or without you                                   | Godine prolaze With or without you                                   | Godine prolaze With or without you                                   | Godine prolaze With or without you                                   | Godine prolaze With or without you                                   | Godine prolaze With or without you                                   | Godine prolaze With or without you                                   | Godine prolaze With or without you                                   | Godine prolaze With or without you                                   | Godine prolaze With or without you                                   | Godine prolaze With or without you                                   | Godine prolaze With or without you                                   | Godine prolaze With or without you                                   | Godine prolaze With or without you                                   | Godine prolaze With or without you                                   | Godine prolaze With or without you                                   | Godine prolaze With or without you                                   | Godine prolaze With or without you                                   | Godine prolaze With or without you                                   | Godine prolaze With or without you                                   | Godine prolaze With or without you                                   | Godine prolaze With or without you                                   | Godine prolaze With or without you                                   | Godine prolaze With or without you                                   | Godine prolaze With or without you                                   | Godine prolaze With or without you                                   | Godine prolaze With or without you                                   | Godine prolaze With or without you                                   | Godine prolaze With or without you                                   | Godine prolaze With or without you                                   | Godine prolaze With or without you                                   | Godine prolaze With or without you                                   | Godine prolaze With or without you                                   | Godine prolaze With or without you                                   | Godine prolaze With or without you                                   | Godine prolaze With or without you                                   | Godine prolaze With or without you                                   | Godine prolaze With or without you                                   | Godine prolaze With or without you                                   | Godine prolaze With or without you                                   | Godine prolaze With or without you                                   | Godine prolaze With or without you                                   | Godine prolaze With or without you                                   | Godine prolaze With or without you                                   | Godine prolaze With or without you                                   | Godine prolaze With or without you                                   | Godine prolaze With or without you                                   | Godine prolaze With or without you                                   | Godine prolaze With or without you                                   | Godine prolaze With or without you                                   | Godine prolaze With or without you                                   | Godine prolaze With or without you                                   | Godine prolaze With or without you                                   | Godine prolaze With or without you                                   | Godine prolaze With or without you                                   | Godine prolaze With or without you                                   | Godine prolaze With or without you                                   | Godine prolaze With or without you                                   | Godine prolaze With or without you                                   | Godine prolaze With or without you                                   | Godine prolaze With or without you                                   | Godine prolaze With or without you                                   | Godine prolaze With or without you                                   | Godine prolaze With or without you                                   | Godine prolaze With or without you                                   | Godine prolaze With or without you                                   | Godine prolaze With or without you                                   | Godine prolaze With or without you                                   | Godine prolaze With or without you                                   | Godine prolaze With or without you                                   | Godine prolaze With or without you                                   | Godine prolaze With or without you                                   | Godine prolaze With or without you                                   | Godine prolaze With or without you                                   | Godine prolaze With or without you                                   | Godine prolaze With or without you                                   | Godine prolaze With or without you                                   | Godine prolaze With or without you                                   | Godine prolaze With or without you                                   | Godine prolaze With or without you                                   | Godine prolaze With or without you                                   | Godine prolaze With or without you                                   | Godine prolaze With or without you                                   | Godine prolaze With or without you                                   | Godine prolaze With or without you                                   | Godine prolaze With or without you                                   | Godine prolaze With or without you                                   | Godine prolaze With or without you                                   | 独唱 イゴル・ツクロヴとのデュエット                                                                                             | 独唱 イゴル・ツクロヴとのデュエット                                                                                             | 独唱 イゴル・ツクロヴとのデュエット                                                                                             | 独唱 イゴル・ツクロヴとのデュエット                                                                                             | 独唱 イゴル・ツクロヴとのデュエット                                                                                             | 独唱 イゴル・ツクロヴとのデュエット                                                                                             | 独唱 イゴル・ツクロヴとのデュエット                                                                                             | 独唱 イゴル・ツクロヴとのデュエット                                                                                             | 独唱 イゴル・ツクロヴとのデュエット                                                                                             | 独唱 イゴル・ツクロヴとのデュエット                                                                                             | 独唱 イゴル・ツクロヴとのデュエット                                                                                             | 独唱 イゴル・ツクロヴとのデュエット                                                                                             | 独唱 イゴル・ツクロヴとのデュエット                                                                                             | 独唱 イゴル・ツクロヴとのデュエット                                                                                             | 独唱 イゴル・ツクロヴとのデュエット                                                                                             | 独唱 イゴル・ツクロヴとのデュエット                                                                                             | 独唱 イゴル・ツクロヴとのデュエット                                                                                             | 独唱 イゴル・ツクロヴとのデュエット                                                                                             | 独唱 イゴル・ツクロヴとのデュエット                                                                                             | 独唱 イゴル・ツクロヴとのデュエット                                                                                             | 独唱 イゴル・ツクロヴとのデュエット                                                                                             | 独唱 イゴル・ツクロヴとのデュエット                                                                                             | 独唱 イゴル・ツクロヴとのデュエット                                                                                             | 独唱 イゴル・ツクロヴとのデュエット                                                                                             | 独唱 イゴル・ツクロヴとのデュエット                                                                                             | 独唱 イゴル・ツクロヴとのデュエット                                                                                             | 独唱 イゴル・ツクロヴとのデュエット                                                                                             | 独唱 イゴル・ツクロヴとのデュエット                                                                                             | 独唱 イゴル・ツクロヴとのデュエット                                                                                             | 独唱 イゴル・ツクロヴとのデュエット                                                                                             | 独唱 イゴル・ツクロヴとのデュエット                                                                                             | 独唱 イゴル・ツクロヴとのデュエット                                                                                             | 独唱 イゴル・ツクロヴとのデュエット                                                                                             | 独唱 イゴル・ツクロヴとのデュエット                                                                                             | 独唱 イゴル・ツクロヴとのデュエット                                                                                             | 独唱 イゴル・ツクロヴとのデュエット                                                                                             | 独唱 イゴル・ツクロヴとのデュエット                                                                                             | 独唱 イゴル・ツクロヴとのデュエット                                                                                             | 独唱 イゴル・ツクロヴとのデュエット                                                                                             | 独唱 イゴル・ツクロヴとのデュエット                                                                                             | 独唱 イゴル・ツクロヴとのデュエット                                                                                             | 独唱 イゴル・ツクロヴとのデュエット                                                                                             | 独唱 イゴル・ツクロヴとのデュエット                                                                                             | 独唱 イゴル・ツクロヴとのデュエット                                                                                             | 独唱 イゴル・ツクロヴとのデュエット                                                                                             | 独唱 イゴル・ツクロヴとのデュエット                                                                                             | 独唱 イゴル・ツクロヴとのデュエット                                                                                             | 独唱 イゴル・ツクロヴとのデュエット                                                                                             | 独唱 イゴル・ツクロヴとのデュエット                                                                                             | 独唱 イゴル・ツクロヴとのデュエット                                                                                             | 独唱 イゴル・ツクロヴとのデュエット                                                                                             | 独唱 イゴル・ツクロヴとのデュエット                                                                                             | 独唱 イゴル・ツクロヴとのデュエット                                                                                             | 独唱 イゴル・ツクロヴとのデュエット                                                                                             | 独唱 イゴル・ツクロヴとのデュエット                                                                                             | 独唱 イゴル・ツクロヴとのデュエット                                                                                             | 独唱 イゴル・ツクロヴとのデュエット                                                                                             | 独唱 イゴル・ツクロヴとのデュエット                                                                                             | 独唱 イゴル・ツクロヴとのデュエット                                                                                             | 独唱 イゴル・ツクロヴとのデュエット                                                                                             | 独唱 イゴル・ツクロヴとのデュエット                                                                                             | 独唱 イゴル・ツクロヴとのデュエット                                                                                             | 独唱 イゴル・ツクロヴとのデュエット                                                                                             | 独唱 イゴル・ツクロヴとのデュエット                                                                                             | 独唱 イゴル・ツクロヴとのデュエット                                                                                             | 独唱 イゴル・ツクロヴとのデュエット                                                                                             | 独唱 イゴル・ツクロヴとのデュエット                                                                                             | 独唱 イゴル・ツクロヴとのデュエット                                                                                             | 独唱 イゴル・ツクロヴとのデュエット                                                                                             | 独唱 イゴル・ツクロヴとのデュエット                                                                                             | 独唱 イゴル・ツクロヴとのデュエット                                                                                             | 独唱 イゴル・ツクロヴとのデュエット                                                                                             | 独唱 イゴル・ツクロヴとのデュエット                                                                                             | 独唱 イゴル・ツクロヴとのデュエット                                                                                             | 独唱 イゴル・ツクロヴとのデュエット                                                                                             | 独唱 イゴル・ツクロヴとのデュエット                                                                                             | 独唱 イゴル・ツクロヴとのデュエット                                                                                             | 独唱 イゴル・ツクロヴとのデュエット                                                                                             | 独唱 イゴル・ツクロヴとのデュエット                                                                                             | 独唱 イゴル・ツクロヴとのデュエット                                                                                             | 独唱 イゴル・ツクロヴとのデュエット                                                                                             | 独唱 イゴル・ツクロヴとのデュエット                                                                                             | 独唱 イゴル・ツクロヴとのデュエット                                                                                             | 独唱 イゴル・ツクロヴとのデュエット                                                                                             | 独唱 イゴル・ツクロヴとのデュエット                                                                                             | 独唱 イゴル・ツクロヴとのデュエット                                                                                             | 独唱 イゴル・ツクロヴとのデュエット                                                                                             | 独唱 イゴル・ツクロヴとのデュエット                                                                                             | 独唱 イゴル・ツクロヴとのデュエット                                                                                             | 独唱 イゴル・ツクロヴとのデュエット                                                                                             | 独唱 イゴル・ツクロヴとのデュエット                                                                                             | 独唱 イゴル・ツクロヴとのデュエット                                                                                             | 独唱 イゴル・ツクロヴとのデュエット                                                                                             | 独唱 イゴル・ツクロヴとのデュエット                                                                                             | 独唱 イゴル・ツクロヴとのデュエット                                                                                             | 独唱 イゴル・ツクロヴとのデュエット                                                                                             | 独唱 イゴル・ツクロヴとのデュエット                                                                                             | 独唱 イゴル・ツクロヴとのデュエット                                                                                             | 独唱 イゴル・ツクロヴとのデュエット                                                                                             | 独唱 イゴル・ツクロヴとのデュエット                                                                                             | 独唱 イゴル・ツクロヴとのデュエット                                                                                             | 独唱 イゴル・ツクロヴとのデュエット                                                                                             | 独唱 イゴル・ツクロヴとのデュエット                                                                                             | 独唱 イゴル・ツクロヴとのデュエット                                                                                             | 独唱 イゴル・ツクロヴとのデュエット                                                                                             | 独唱 イゴル・ツクロヴとのデュエット                                                                                             | 独唱 イゴル・ツクロヴとのデュエット                                                                                             | 独唱 イゴル・ツクロヴとのデュエット                                                                                             | 独唱 イゴル・ツクロヴとのデュエット                                                                                             | 独唱 イゴル・ツクロヴとのデュエット                                                                                             | 独唱 イゴル・ツクロヴとのデュエット                                                                                             | 独唱 イゴル・ツクロヴとのデュエット                                                                                             | 独唱 イゴル・ツクロヴとのデュエット                                                                                             | 独唱 イゴル・ツクロヴとのデュエット                                                                                             | 独唱 イゴル・ツクロヴとのデュエット                                                                                             | 独唱 イゴル・ツクロヴとのデュエット                                                                                             | 独唱 イゴル・ツクロヴとのデュエット                                                                                             | 独唱 イゴル・ツクロヴとのデュエット                                                                                             | 独唱 イゴル・ツクロヴとのデュエット                                                                                             | 独唱 イゴル・ツクロヴとのデュエット                                                                                             | 独唱 イゴル・ツクロヴとのデュエット                                                                                             | 独唱 イゴル・ツクロヴとのデュエット                                                                                             | 独唱 イゴル・ツクロヴとのデュエット                                                                                             | 独唱 イゴル・ツクロヴとのデュエット                                                                                             | 独唱 イゴル・ツクロヴとのデュエット                                                                                             | 独唱 イゴル・ツクロヴとのデュエット                                                                                             | 独唱 イゴル・ツクロヴとのデュエット                                                                                             | 独唱 イゴル・ツクロヴとのデュエット                                                                                             | 独唱 イゴル・ツクロヴとのデュエット                                                                                             | 独唱 イゴル・ツクロヴとのデュエット                                                                                             | Parni Valjak U2                                            | Parni Valjak U2                                            | Parni Valjak U2                                            | Parni Valjak U2                                            | Parni Valjak U2                                            | Parni Valjak U2                                            | Parni Valjak U2                                            | Parni Valjak U2                                            | Parni Valjak U2                                            | Parni Valjak U2                                            | Parni Valjak U2                                            | Parni Valjak U2                                            | Parni Valjak U2                                            | Parni Valjak U2                                            | Parni Valjak U2                                            | Parni Valjak U2                                            | Parni Valjak U2                                            | Parni Valjak U2                                            | Parni Valjak U2                                            | Parni Valjak U2                                            | Parni Valjak U2                                            | Parni Valjak U2                                            | Parni Valjak U2                                            | Parni Valjak U2                                            | Parni Valjak U2                                            | Parni Valjak U2                                            | Parni Valjak U2                                            | Parni Valjak U2                                            | Parni Valjak U2                                            | Parni Valjak U2                                            | Parni Valjak U2                                            | Parni Valjak U2                                            | Parni Valjak U2                                            | Parni Valjak U2                                            | Parni Valjak U2                                            | Parni Valjak U2                                            | Parni Valjak U2                                            | Parni Valjak U2                                            | Parni Valjak U2                                            | Parni Valjak U2                                            | Parni Valjak U2                                            | Parni Valjak U2                                            | Parni Valjak U2                                            | Parni Valjak U2                                            | Parni Valjak U2                                            | Parni Valjak U2                                            | Parni Valjak U2                                            | Parni Valjak U2                                            | Parni Valjak U2                                            | Parni Valjak U2                                            | Parni Valjak U2                                            | Parni Valjak U2                                            | Parni Valjak U2                                            | Parni Valjak U2                                            | Parni Valjak U2                                            | Parni Valjak U2                                            | Parni Valjak U2                                            | Parni Valjak U2                                            | Parni Valjak U2                                            | Parni Valjak U2                                            | Parni Valjak U2                                            | Parni Valjak U2                                            | Parni Valjak U2                                            | Parni Valjak U2                                            | Parni Valjak U2                                            | Parni Valjak U2                                            | Parni Valjak U2                                            | Parni Valjak U2                                            | Parni Valjak U2                                            | Parni Valjak U2                                            | Parni Valjak U2                                            | Parni Valjak U2                                            | Parni Valjak U2                                            | Parni Valjak U2                                            | Parni Valjak U2                                            | Parni Valjak U2                                            | Parni Valjak U2                                            | Parni Valjak U2                                            | Parni Valjak U2                                            | Parni Valjak U2                                            | Parni Valjak U2                                            | Parni Valjak U2                                            | Parni Valjak U2                                            | Parni Valjak U2                                            | Parni Valjak U2                                            | Parni Valjak U2                                            | Parni Valjak U2                                            | Parni Valjak U2                                            | Parni Valjak U2                                            | Parni Valjak U2                                            | Parni Valjak U2                                            | Parni Valjak U2                                            | Parni Valjak U2                                            | Parni Valjak U2                                            | Parni Valjak U2                                            | Parni Valjak U2                                            | Parni Valjak U2                                            | Parni Valjak U2                                            | Parni Valjak U2                                            | Parni Valjak U2                                            | 通過                                     | 通過                                     | 通過                                     | 通過                                     | 通過                                     | 通過                                     | 通過                                     | 通過                                     | 通過                                     | 通過                                     | 通過                                     | 通過                                     | 通過                                     | 通過                                     | 通過                                     | 通過                                     | 通過                                     | 通過                                     | 通過                                     | 通過                                     | 通過                                     | 通過                                     | 通過                                     | 通過                                     | 通過                                     | 通過                                     | 通過                                     | 通過                                     | 通過                                     | 通過                                     | 通過                                     | 通過                                     | 通過                                     | 通過                                     | 通過                                     | 通過                                     | 通過                                     | 通過                                     | 通過                                     | 通過                                     | 通過                                     | 通過                                     | 通過                                     | 通過                                     | 通過                                     | 通過                                     | 通過                                     | 通過                                     | 通過                                     | 通過                                     | 通過                                     | 通過                                     | 通過                                     | 通過                                     | 通過                                     | 通過                                     | 通過                                     | 通過                                     | 通過                                     | 通過                                     | 通過                                     | 通過                                     | 通過                                     | 通過                                     | 通過                                     | 通過                                     | 通過                                     | 通過                                     | 通過                                     | 通過                                     | 通過                                     | 通過                                     | 通過                                     | 通過                                     | 通過                                     | 通過                                     | 通過                                     | 通過                                     | 通過                                     | 通過                                     | 通過                                     | 通過                                     | 通過                                     | 通過                                     | 通過                                     | 通過                                     | 通過                                     | 通過                                     | 通過                                     | 通過                                     | 通過                                     | 通過                                     | 通過                                     | 通過                                     | 通過                                     | 通過                                     | 通過                                     | 通過                                     | 通過                                     | 通過                                     |
| 準決勝 | 準決勝 | 準決勝 | 準決勝 | 準決勝 | 準決勝 | 準決勝 | 準決勝 | 準決勝 | 準決勝 | 準決勝 | 準決勝 | 準決勝 | 準決勝 | 準決勝 | 準決勝 | 準決勝 | 準決勝 | 準決勝 | 準決勝 | 準決勝 | 準決勝 | 準決勝 | 準決勝 | 準決勝 | 準決勝 | 準決勝 | 準決勝 | 準決勝 | 準決勝 | 準決勝 | 準決勝 | 準決勝 | 準決勝 | 準決勝 | 準決勝 | 準決勝 | 準決勝 | 準決勝 | 準決勝 | 準決勝 | 準決勝 | 準決勝 | 準決勝 | 準決勝 | 準決勝 | 準決勝 | 準決勝 | 準決勝 | 準決勝 | 準決勝 | 準決勝 | 準決勝 | 準決勝 | 準決勝 | 準決勝 | 準決勝 | 準決勝 | 準決勝 | 準決勝 | 準決勝 | 準決勝 | 準決勝 | 準決勝 | 準決勝 | 準決勝 | 準決勝 | 準決勝 | 準決勝 | 準決勝 | 準決勝 | 準決勝 | 準決勝 | 準決勝 | 準決勝 | 準決勝 | 準決勝 | 準決勝 | 準決勝 | 準決勝 | 準決勝 | 準決勝 | 準決勝 | 準決勝 | 準決勝 | 準決勝 | 準決勝 | 準決勝 | 準決勝 | 準決勝 | Ugasi me Angels                                                      | Ugasi me Angels                                                      | Ugasi me Angels                                                      | Ugasi me Angels                                                      | Ugasi me Angels                                                      | Ugasi me Angels                                                      | Ugasi me Angels                                                      | Ugasi me Angels                                                      | Ugasi me Angels                                                      | Ugasi me Angels                                                      | Ugasi me Angels                                                      | Ugasi me Angels                                                      | Ugasi me Angels                                                      | Ugasi me Angels                                                      | Ugasi me Angels                                                      | Ugasi me Angels                                                      | Ugasi me Angels                                                      | Ugasi me Angels                                                      | Ugasi me Angels                                                      | Ugasi me Angels                                                      | Ugasi me Angels                                                      | Ugasi me Angels                                                      | Ugasi me Angels                                                      | Ugasi me Angels                                                      | Ugasi me Angels                                                      | Ugasi me Angels                                                      | Ugasi me Angels                                                      | Ugasi me Angels                                                      | Ugasi me Angels                                                      | Ugasi me Angels                                                      | Ugasi me Angels                                                      | Ugasi me Angels                                                      | Ugasi me Angels                                                      | Ugasi me Angels                                                      | Ugasi me Angels                                                      | Ugasi me Angels                                                      | Ugasi me Angels                                                      | Ugasi me Angels                                                      | Ugasi me Angels                                                      | Ugasi me Angels                                                      | Ugasi me Angels                                                      | Ugasi me Angels                                                      | Ugasi me Angels                                                      | Ugasi me Angels                                                      | Ugasi me Angels                                                      | Ugasi me Angels                                                      | Ugasi me Angels                                                      | Ugasi me Angels                                                      | Ugasi me Angels                                                      | Ugasi me Angels                                                      | Ugasi me Angels                                                      | Ugasi me Angels                                                      | Ugasi me Angels                                                      | Ugasi me Angels                                                      | Ugasi me Angels                                                      | Ugasi me Angels                                                      | Ugasi me Angels                                                      | Ugasi me Angels                                                      | Ugasi me Angels                                                      | Ugasi me Angels                                                      | Ugasi me Angels                                                      | Ugasi me Angels                                                      | Ugasi me Angels                                                      | Ugasi me Angels                                                      | Ugasi me Angels                                                      | Ugasi me Angels                                                      | Ugasi me Angels                                                      | Ugasi me Angels                                                      | Ugasi me Angels                                                      | Ugasi me Angels                                                      | Ugasi me Angels                                                      | Ugasi me Angels                                                      | Ugasi me Angels                                                      | Ugasi me Angels                                                      | Ugasi me Angels                                                      | Ugasi me Angels                                                      | Ugasi me Angels                                                      | Ugasi me Angels                                                      | Ugasi me Angels                                                      | Ugasi me Angels                                                      | Ugasi me Angels                                                      | Ugasi me Angels                                                      | Ugasi me Angels                                                      | Ugasi me Angels                                                      | Ugasi me Angels                                                      | Ugasi me Angels                                                      | Ugasi me Angels                                                      | Ugasi me Angels                                                      | Ugasi me Angels                                                      | Ugasi me Angels                                                      | Ugasi me Angels                                                      | Ugasi me Angels                                                      | Ugasi me Angels                                                      | Ugasi me Angels                                                      | Ugasi me Angels                                                      | Ugasi me Angels                                                      | Ugasi me Angels                                                      | Ugasi me Angels                                                      | Ugasi me Angels                                                      | Ugasi me Angels                                                      | アキ・ラヒモヴィッチとのデュエット 独唱                                                                                         | アキ・ラヒモヴィッチとのデュエット 独唱                                                                                         | アキ・ラヒモヴィッチとのデュエット 独唱                                                                                         | アキ・ラヒモヴィッチとのデュエット 独唱                                                                                         | アキ・ラヒモヴィッチとのデュエット 独唱                                                                                         | アキ・ラヒモヴィッチとのデュエット 独唱                                                                                         | アキ・ラヒモヴィッチとのデュエット 独唱                                                                                         | アキ・ラヒモヴィッチとのデュエット 独唱                                                                                         | アキ・ラヒモヴィッチとのデュエット 独唱                                                                                         | アキ・ラヒモヴィッチとのデュエット 独唱                                                                                         | アキ・ラヒモヴィッチとのデュエット 独唱                                                                                         | アキ・ラヒモヴィッチとのデュエット 独唱                                                                                         | アキ・ラヒモヴィッチとのデュエット 独唱                                                                                         | アキ・ラヒモヴィッチとのデュエット 独唱                                                                                         | アキ・ラヒモヴィッチとのデュエット 独唱                                                                                         | アキ・ラヒモヴィッチとのデュエット 独唱                                                                                         | アキ・ラヒモヴィッチとのデュエット 独唱                                                                                         | アキ・ラヒモヴィッチとのデュエット 独唱                                                                                         | アキ・ラヒモヴィッチとのデュエット 独唱                                                                                         | アキ・ラヒモヴィッチとのデュエット 独唱                                                                                         | アキ・ラヒモヴィッチとのデュエット 独唱                                                                                         | アキ・ラヒモヴィッチとのデュエット 独唱                                                                                         | アキ・ラヒモヴィッチとのデュエット 独唱                                                                                         | アキ・ラヒモヴィッチとのデュエット 独唱                                                                                         | アキ・ラヒモヴィッチとのデュエット 独唱                                                                                         | アキ・ラヒモヴィッチとのデュエット 独唱                                                                                         | アキ・ラヒモヴィッチとのデュエット 独唱                                                                                         | アキ・ラヒモヴィッチとのデュエット 独唱                                                                                         | アキ・ラヒモヴィッチとのデュエット 独唱                                                                                         | アキ・ラヒモヴィッチとのデュエット 独唱                                                                                         | アキ・ラヒモヴィッチとのデュエット 独唱                                                                                         | アキ・ラヒモヴィッチとのデュエット 独唱                                                                                         | アキ・ラヒモヴィッチとのデュエット 独唱                                                                                         | アキ・ラヒモヴィッチとのデュエット 独唱                                                                                         | アキ・ラヒモヴィッチとのデュエット 独唱                                                                                         | アキ・ラヒモヴィッチとのデュエット 独唱                                                                                         | アキ・ラヒモヴィッチとのデュエット 独唱                                                                                         | アキ・ラヒモヴィッチとのデュエット 独唱                                                                                         | アキ・ラヒモヴィッチとのデュエット 独唱                                                                                         | アキ・ラヒモヴィッチとのデュエット 独唱                                                                                         | アキ・ラヒモヴィッチとのデュエット 独唱                                                                                         | アキ・ラヒモヴィッチとのデュエット 独唱                                                                                         | アキ・ラヒモヴィッチとのデュエット 独唱                                                                                         | アキ・ラヒモヴィッチとのデュエット 独唱                                                                                         | アキ・ラヒモヴィッチとのデュエット 独唱                                                                                         | アキ・ラヒモヴィッチとのデュエット 独唱                                                                                         | アキ・ラヒモヴィッチとのデュエット 独唱                                                                                         | アキ・ラヒモヴィッチとのデュエット 独唱                                                                                         | アキ・ラヒモヴィッチとのデュエット 独唱                                                                                         | アキ・ラヒモヴィッチとのデュエット 独唱                                                                                         | アキ・ラヒモヴィッチとのデュエット 独唱                                                                                         | アキ・ラヒモヴィッチとのデュエット 独唱                                                                                         | アキ・ラヒモヴィッチとのデュエット 独唱                                                                                         | アキ・ラヒモヴィッチとのデュエット 独唱                                                                                         | アキ・ラヒモヴィッチとのデュエット 独唱                                                                                         | アキ・ラヒモヴィッチとのデュエット 独唱                                                                                         | アキ・ラヒモヴィッチとのデュエット 独唱                                                                                         | アキ・ラヒモヴィッチとのデュエット 独唱                                                                                         | アキ・ラヒモヴィッチとのデュエット 独唱                                                                                         | アキ・ラヒモヴィッチとのデュエット 独唱                                                                                         | アキ・ラヒモヴィッチとのデュエット 独唱                                                                                         | アキ・ラヒモヴィッチとのデュエット 独唱                                                                                         | アキ・ラヒモヴィッチとのデュエット 独唱                                                                                         | アキ・ラヒモヴィッチとのデュエット 独唱                                                                                         | アキ・ラヒモヴィッチとのデュエット 独唱                                                                                         | アキ・ラヒモヴィッチとのデュエット 独唱                                                                                         | アキ・ラヒモヴィッチとのデュエット 独唱                                                                                         | アキ・ラヒモヴィッチとのデュエット 独唱                                                                                         | アキ・ラヒモヴィッチとのデュエット 独唱                                                                                         | アキ・ラヒモヴィッチとのデュエット 独唱                                                                                         | アキ・ラヒモヴィッチとのデュエット 独唱                                                                                         | アキ・ラヒモヴィッチとのデュエット 独唱                                                                                         | アキ・ラヒモヴィッチとのデュエット 独唱                                                                                         | アキ・ラヒモヴィッチとのデュエット 独唱                                                                                         | アキ・ラヒモヴィッチとのデュエット 独唱                                                                                         | アキ・ラヒモヴィッチとのデュエット 独唱                                                                                         | アキ・ラヒモヴィッチとのデュエット 独唱                                                                                         | アキ・ラヒモヴィッチとのデュエット 独唱                                                                                         | アキ・ラヒモヴィッチとのデュエット 独唱                                                                                         | アキ・ラヒモヴィッチとのデュエット 独唱                                                                                         | アキ・ラヒモヴィッチとのデュエット 独唱                                                                                         | アキ・ラヒモヴィッチとのデュエット 独唱                                                                                         | アキ・ラヒモヴィッチとのデュエット 独唱                                                                                         | アキ・ラヒモヴィッチとのデュエット 独唱                                                                                         | アキ・ラヒモヴィッチとのデュエット 独唱                                                                                         | アキ・ラヒモヴィッチとのデュエット 独唱                                                                                         | アキ・ラヒモヴィッチとのデュエット 独唱                                                                                         | アキ・ラヒモヴィッチとのデュエット 独唱                                                                                         | アキ・ラヒモヴィッチとのデュエット 独唱                                                                                         | アキ・ラヒモヴィッチとのデュエット 独唱                                                                                         | アキ・ラヒモヴィッチとのデュエット 独唱                                                                                         | アキ・ラヒモヴィッチとのデュエット 独唱                                                                                         | アキ・ラヒモヴィッチとのデュエット 独唱                                                                                         | アキ・ラヒモヴィッチとのデュエット 独唱                                                                                         | アキ・ラヒモヴィッチとのデュエット 独唱                                                                                         | アキ・ラヒモヴィッチとのデュエット 独唱                                                                                         | アキ・ラヒモヴィッチとのデュエット 独唱                                                                                         | アキ・ラヒモヴィッチとのデュエット 独唱                                                                                         | アキ・ラヒモヴィッチとのデュエット 独唱                                                                                         | アキ・ラヒモヴィッチとのデュエット 独唱                                                                                         | アキ・ラヒモヴィッチとのデュエット 独唱                                                                                         | アキ・ラヒモヴィッチとのデュエット 独唱                                                                                         | アキ・ラヒモヴィッチとのデュエット 独唱                                                                                         | アキ・ラヒモヴィッチとのデュエット 独唱                                                                                         | アキ・ラヒモヴィッチとのデュエット 独唱                                                                                         | アキ・ラヒモヴィッチとのデュエット 独唱                                                                                         | アキ・ラヒモヴィッチとのデュエット 独唱                                                                                         | アキ・ラヒモヴィッチとのデュエット 独唱                                                                                         | アキ・ラヒモヴィッチとのデュエット 独唱                                                                                         | アキ・ラヒモヴィッチとのデュエット 独唱                                                                                         | アキ・ラヒモヴィッチとのデュエット 独唱                                                                                         | アキ・ラヒモヴィッチとのデュエット 独唱                                                                                         | アキ・ラヒモヴィッチとのデュエット 独唱                                                                                         | アキ・ラヒモヴィッチとのデュエット 独唱                                                                                         | アキ・ラヒモヴィッチとのデュエット 独唱                                                                                         | アキ・ラヒモヴィッチとのデュエット 独唱                                                                                         | アキ・ラヒモヴィッチとのデュエット 独唱                                                                                         | アキ・ラヒモヴィッチとのデュエット 独唱                                                                                         | アキ・ラヒモヴィッチとのデュエット 独唱                                                                                         | アキ・ラヒモヴィッチとのデュエット 独唱                                                                                         | アキ・ラヒモヴィッチとのデュエット 独唱                                                                                         | アキ・ラヒモヴィッチとのデュエット 独唱                                                                                         | アキ・ラヒモヴィッチとのデュエット 独唱                                                                                         | アキ・ラヒモヴィッチとのデュエット 独唱                                                                                         | アキ・ラヒモヴィッチとのデュエット 独唱                                                                                         | アキ・ラヒモヴィッチとのデュエット 独唱                                                                                         | アキ・ラヒモヴィッチとのデュエット 独唱                                                                                         | アキ・ラヒモヴィッチとのデュエット 独唱                                                                                         | アキ・ラヒモヴィッチとのデュエット 独唱                                                                                         | アキ・ラヒモヴィッチとのデュエット 独唱                                                                                         | Parni Valjak ロビー・ウィリアムズ                          | Parni Valjak ロビー・ウィリアムズ                          | Parni Valjak ロビー・ウィリアムズ                          | Parni Valjak ロビー・ウィリアムズ                          | Parni Valjak ロビー・ウィリアムズ                          | Parni Valjak ロビー・ウィリアムズ                          | Parni Valjak ロビー・ウィリアムズ                          | Parni Valjak ロビー・ウィリアムズ                          | Parni Valjak ロビー・ウィリアムズ                          | Parni Valjak ロビー・ウィリアムズ                          | Parni Valjak ロビー・ウィリアムズ                          | Parni Valjak ロビー・ウィリアムズ                          | Parni Valjak ロビー・ウィリアムズ                          | Parni Valjak ロビー・ウィリアムズ                          | Parni Valjak ロビー・ウィリアムズ                          | Parni Valjak ロビー・ウィリアムズ                          | Parni Valjak ロビー・ウィリアムズ                          | Parni Valjak ロビー・ウィリアムズ                          | Parni Valjak ロビー・ウィリアムズ                          | Parni Valjak ロビー・ウィリアムズ                          | Parni Valjak ロビー・ウィリアムズ                          | Parni Valjak ロビー・ウィリアムズ                          | Parni Valjak ロビー・ウィリアムズ                          | Parni Valjak ロビー・ウィリアムズ                          | Parni Valjak ロビー・ウィリアムズ                          | Parni Valjak ロビー・ウィリアムズ                          | Parni Valjak ロビー・ウィリアムズ                          | Parni Valjak ロビー・ウィリアムズ                          | Parni Valjak ロビー・ウィリアムズ                          | Parni Valjak ロビー・ウィリアムズ                          | Parni Valjak ロビー・ウィリアムズ                          | Parni Valjak ロビー・ウィリアムズ                          | Parni Valjak ロビー・ウィリアムズ                          | Parni Valjak ロビー・ウィリアムズ                          | Parni Valjak ロビー・ウィリアムズ                          | Parni Valjak ロビー・ウィリアムズ                          | Parni Valjak ロビー・ウィリアムズ                          | Parni Valjak ロビー・ウィリアムズ                          | Parni Valjak ロビー・ウィリアムズ                          | Parni Valjak ロビー・ウィリアムズ                          | Parni Valjak ロビー・ウィリアムズ                          | Parni Valjak ロビー・ウィリアムズ                          | Parni Valjak ロビー・ウィリアムズ                          | Parni Valjak ロビー・ウィリアムズ                          | Parni Valjak ロビー・ウィリアムズ                          | Parni Valjak ロビー・ウィリアムズ                          | Parni Valjak ロビー・ウィリアムズ                          | Parni Valjak ロビー・ウィリアムズ                          | Parni Valjak ロビー・ウィリアムズ                          | Parni Valjak ロビー・ウィリアムズ                          | Parni Valjak ロビー・ウィリアムズ                          | Parni Valjak ロビー・ウィリアムズ                          | Parni Valjak ロビー・ウィリアムズ                          | Parni Valjak ロビー・ウィリアムズ                          | Parni Valjak ロビー・ウィリアムズ                          | Parni Valjak ロビー・ウィリアムズ                          | Parni Valjak ロビー・ウィリアムズ                          | Parni Valjak ロビー・ウィリアムズ                          | Parni Valjak ロビー・ウィリアムズ                          | Parni Valjak ロビー・ウィリアムズ                          | Parni Valjak ロビー・ウィリアムズ                          | Parni Valjak ロビー・ウィリアムズ                          | Parni Valjak ロビー・ウィリアムズ                          | Parni Valjak ロビー・ウィリアムズ                          | Parni Valjak ロビー・ウィリアムズ                          | Parni Valjak ロビー・ウィリアムズ                          | Parni Valjak ロビー・ウィリアムズ                          | Parni Valjak ロビー・ウィリアムズ                          | Parni Valjak ロビー・ウィリアムズ                          | Parni Valjak ロビー・ウィリアムズ                          | Parni Valjak ロビー・ウィリアムズ                          | Parni Valjak ロビー・ウィリアムズ                          | Parni Valjak ロビー・ウィリアムズ                          | Parni Valjak ロビー・ウィリアムズ                          | Parni Valjak ロビー・ウィリアムズ                          | Parni Valjak ロビー・ウィリアムズ                          | Parni Valjak ロビー・ウィリアムズ                          | Parni Valjak ロビー・ウィリアムズ                          | Parni Valjak ロビー・ウィリアムズ                          | Parni Valjak ロビー・ウィリアムズ                          | Parni Valjak ロビー・ウィリアムズ                          | Parni Valjak ロビー・ウィリアムズ                          | Parni Valjak ロビー・ウィリアムズ                          | Parni Valjak ロビー・ウィリアムズ                          | Parni Valjak ロビー・ウィリアムズ                          | Parni Valjak ロビー・ウィリアムズ                          | Parni Valjak ロビー・ウィリアムズ                          | Parni Valjak ロビー・ウィリアムズ                          | Parni Valjak ロビー・ウィリアムズ                          | Parni Valjak ロビー・ウィリアムズ                          | Parni Valjak ロビー・ウィリアムズ                          | Parni Valjak ロビー・ウィリアムズ                          | Parni Valjak ロビー・ウィリアムズ                          | Parni Valjak ロビー・ウィリアムズ                          | Parni Valjak ロビー・ウィリアムズ                          | Parni Valjak ロビー・ウィリアムズ                          | Parni Valjak ロビー・ウィリアムズ                          | Parni Valjak ロビー・ウィリアムズ                          | Parni Valjak ロビー・ウィリアムズ                          | Parni Valjak ロビー・ウィリアムズ                          | 2位で決勝進出                            | 2位で決勝進出                            | 2位で決勝進出                            | 2位で決勝進出                            | 2位で決勝進出                            | 2位で決勝進出                            | 2位で決勝進出                            | 2位で決勝進出                            | 2位で決勝進出                            | 2位で決勝進出                            | 2位で決勝進出                            | 2位で決勝進出                            | 2位で決勝進出                            | 2位で決勝進出                            | 2位で決勝進出                            | 2位で決勝進出                            | 2位で決勝進出                            | 2位で決勝進出                            | 2位で決勝進出                            | 2位で決勝進出                            | 2位で決勝進出                            | 2位で決勝進出                            | 2位で決勝進出                            | 2位で決勝進出                            | 2位で決勝進出                            | 2位で決勝進出                            | 2位で決勝進出                            | 2位で決勝進出                            | 2位で決勝進出                            | 2位で決勝進出                            | 2位で決勝進出                            | 2位で決勝進出                            | 2位で決勝進出                            | 2位で決勝進出                            | 2位で決勝進出                            | 2位で決勝進出                            | 2位で決勝進出                            | 2位で決勝進出                            | 2位で決勝進出                            | 2位で決勝進出                            | 2位で決勝進出                            | 2位で決勝進出                            | 2位で決勝進出                            | 2位で決勝進出                            | 2位で決勝進出                            | 2位で決勝進出                            | 2位で決勝進出                            | 2位で決勝進出                            | 2位で決勝進出                            | 2位で決勝進出                            | 2位で決勝進出                            | 2位で決勝進出                            | 2位で決勝進出                            | 2位で決勝進出                            | 2位で決勝進出                            | 2位で決勝進出                            | 2位で決勝進出                            | 2位で決勝進出                            | 2位で決勝進出                            | 2位で決勝進出                            | 2位で決勝進出                            | 2位で決勝進出                            | 2位で決勝進出                            | 2位で決勝進出                            | 2位で決勝進出                            | 2位で決勝進出                            | 2位で決勝進出                            | 2位で決勝進出                            | 2位で決勝進出                            | 2位で決勝進出                            | 2位で決勝進出                            | 2位で決勝進出                            | 2位で決勝進出                            | 2位で決勝進出                            | 2位で決勝進出                            | 2位で決勝進出                            | 2位で決勝進出                            | 2位で決勝進出                            | 2位で決勝進出                            | 2位で決勝進出                            | 2位で決勝進出                            | 2位で決勝進出                            | 2位で決勝進出                            | 2位で決勝進出                            | 2位で決勝進出                            | 2位で決勝進出                            | 2位で決勝進出                            | 2位で決勝進出                            | 2位で決勝進出                            | 2位で決勝進出                            | 2位で決勝進出                            | 2位で決勝進出                            | 2位で決勝進出                            | 2位で決勝進出                            | 2位で決勝進出                            | 2位で決勝進出                            | 2位で決勝進出                            | 2位で決勝進出                            | 2位で決勝進出                            | 2位で決勝進出                            |
| 決勝   | 決勝   | 決勝   | 決勝   | 決勝   | 決勝   | 決勝   | 決勝   | 決勝   | 決勝   | 決勝   | 決勝   | 決勝   | 決勝   | 決勝   | 決勝   | 決勝   | 決勝   | 決勝   | 決勝   | 決勝   | 決勝   | 決勝   | 決勝   | 決勝   | 決勝   | 決勝   | 決勝   | 決勝   | 決勝   | 決勝   | 決勝   | 決勝   | 決勝   | 決勝   | 決勝   | 決勝   | 決勝   | 決勝   | 決勝   | 決勝   | 決勝   | 決勝   | 決勝   | 決勝   | 決勝   | 決勝   | 決勝   | 決勝   | 決勝   | 決勝   | 決勝   | 決勝   | 決勝   | 決勝   | 決勝   | 決勝   | 決勝   | 決勝   | 決勝   | 決勝   | 決勝   | 決勝   | 決勝   | 決勝   | 決勝   | 決勝   | 決勝   | 決勝   | 決勝   | 決勝   | 決勝   | 決勝   | 決勝   | 決勝   | 決勝   | 決勝   | 決勝   | 決勝   | 決勝   | 決勝   | 決勝   | 決勝   | 決勝   | 決勝   | 決勝   | 決勝   | 決勝   | 決勝   | 決勝   | Live And Let Die Easy More Than Words Highway To Hell                | Live And Let Die Easy More Than Words Highway To Hell                | Live And Let Die Easy More Than Words Highway To Hell                | Live And Let Die Easy More Than Words Highway To Hell                | Live And Let Die Easy More Than Words Highway To Hell                | Live And Let Die Easy More Than Words Highway To Hell                | Live And Let Die Easy More Than Words Highway To Hell                | Live And Let Die Easy More Than Words Highway To Hell                | Live And Let Die Easy More Than Words Highway To Hell                | Live And Let Die Easy More Than Words Highway To Hell                | Live And Let Die Easy More Than Words Highway To Hell                | Live And Let Die Easy More Than Words Highway To Hell                | Live And Let Die Easy More Than Words Highway To Hell                | Live And Let Die Easy More Than Words Highway To Hell                | Live And Let Die Easy More Than Words Highway To Hell                | Live And Let Die Easy More Than Words Highway To Hell                | Live And Let Die Easy More Than Words Highway To Hell                | Live And Let Die Easy More Than Words Highway To Hell                | Live And Let Die Easy More Than Words Highway To Hell                | Live And Let Die Easy More Than Words Highway To Hell                | Live And Let Die Easy More Than Words Highway To Hell                | Live And Let Die Easy More Than Words Highway To Hell                | Live And Let Die Easy More Than Words Highway To Hell                | Live And Let Die Easy More Than Words Highway To Hell                | Live And Let Die Easy More Than Words Highway To Hell                | Live And Let Die Easy More Than Words Highway To Hell                | Live And Let Die Easy More Than Words Highway To Hell                | Live And Let Die Easy More Than Words Highway To Hell                | Live And Let Die Easy More Than Words Highway To Hell                | Live And Let Die Easy More Than Words Highway To Hell                | Live And Let Die Easy More Than Words Highway To Hell                | Live And Let Die Easy More Than Words Highway To Hell                | Live And Let Die Easy More Than Words Highway To Hell                | Live And Let Die Easy More Than Words Highway To Hell                | Live And Let Die Easy More Than Words Highway To Hell                | Live And Let Die Easy More Than Words Highway To Hell                | Live And Let Die Easy More Than Words Highway To Hell                | Live And Let Die Easy More Than Words Highway To Hell                | Live And Let Die Easy More Than Words Highway To Hell                | Live And Let Die Easy More Than Words Highway To Hell                | Live And Let Die Easy More Than Words Highway To Hell                | Live And Let Die Easy More Than Words Highway To Hell                | Live And Let Die Easy More Than Words Highway To Hell                | Live And Let Die Easy More Than Words Highway To Hell                | Live And Let Die Easy More Than Words Highway To Hell                | Live And Let Die Easy More Than Words Highway To Hell                | Live And Let Die Easy More Than Words Highway To Hell                | Live And Let Die Easy More Than Words Highway To Hell                | Live And Let Die Easy More Than Words Highway To Hell                | Live And Let Die Easy More Than Words Highway To Hell                | Live And Let Die Easy More Than Words Highway To Hell                | Live And Let Die Easy More Than Words Highway To Hell                | Live And Let Die Easy More Than Words Highway To Hell                | Live And Let Die Easy More Than Words Highway To Hell                | Live And Let Die Easy More Than Words Highway To Hell                | Live And Let Die Easy More Than Words Highway To Hell                | Live And Let Die Easy More Than Words Highway To Hell                | Live And Let Die Easy More Than Words Highway To Hell                | Live And Let Die Easy More Than Words Highway To Hell                | Live And Let Die Easy More Than Words Highway To Hell                | Live And Let Die Easy More Than Words Highway To Hell                | Live And Let Die Easy More Than Words Highway To Hell                | Live And Let Die Easy More Than Words Highway To Hell                | Live And Let Die Easy More Than Words Highway To Hell                | Live And Let Die Easy More Than Words Highway To Hell                | Live And Let Die Easy More Than Words Highway To Hell                | Live And Let Die Easy More Than Words Highway To Hell                | Live And Let Die Easy More Than Words Highway To Hell                | Live And Let Die Easy More Than Words Highway To Hell                | Live And Let Die Easy More Than Words Highway To Hell                | Live And Let Die Easy More Than Words Highway To Hell                | Live And Let Die Easy More Than Words Highway To Hell                | Live And Let Die Easy More Than Words Highway To Hell                | Live And Let Die Easy More Than Words Highway To Hell                | Live And Let Die Easy More Than Words Highway To Hell                | Live And Let Die Easy More Than Words Highway To Hell                | Live And Let Die Easy More Than Words Highway To Hell                | Live And Let Die Easy More Than Words Highway To Hell                | Live And Let Die Easy More Than Words Highway To Hell                | Live And Let Die Easy More Than Words Highway To Hell                | Live And Let Die Easy More Than Words Highway To Hell                | Live And Let Die Easy More Than Words Highway To Hell                | Live And Let Die Easy More Than Words Highway To Hell                | Live And Let Die Easy More Than Words Highway To Hell                | Live And Let Die Easy More Than Words Highway To Hell                | Live And Let Die Easy More Than Words Highway To Hell                | Live And Let Die Easy More Than Words Highway To Hell                | Live And Let Die Easy More Than Words Highway To Hell                | Live And Let Die Easy More Than Words Highway To Hell                | Live And Let Die Easy More Than Words Highway To Hell                | Live And Let Die Easy More Than Words Highway To Hell                | Live And Let Die Easy More Than Words Highway To Hell                | Live And Let Die Easy More Than Words Highway To Hell                | Live And Let Die Easy More Than Words Highway To Hell                | Live And Let Die Easy More Than Words Highway To Hell                | Live And Let Die Easy More Than Words Highway To Hell                | Live And Let Die Easy More Than Words Highway To Hell                | Live And Let Die Easy More Than Words Highway To Hell                | Live And Let Die Easy More Than Words Highway To Hell                | Live And Let Die Easy More Than Words Highway To Hell                | 決勝の全参加者 独唱 | 決勝の全参加者 独唱 | 決勝の全参加者 独唱 | 決勝の全参加者 独唱 | 決勝の全参加者 独唱 | 決勝の全参加者 独唱 | 決勝の全参加者 独唱 | 決勝の全参加者 独唱 | 決勝の全参加者 独唱 | 決勝の全参加者 独唱 | 決勝の全参加者 独唱 | 決勝の全参加者 独唱 | 決勝の全参加者 独唱 | 決勝の全参加者 独唱 | 決勝の全参加者 独唱 | 決勝の全参加者 独唱 | 決勝の全参加者 独唱 | 決勝の全参加者 独唱 | 決勝の全参加者 独唱 | 決勝の全参加者 独唱 | 決勝の全参加者 独唱 | 決勝の全参加者 独唱 | 決勝の全参加者 独唱 | 決勝の全参加者 独唱 | 決勝の全参加者 独唱 | 決勝の全参加者 独唱 | 決勝の全参加者 独唱 | 決勝の全参加者 独唱 | 決勝の全参加者 独唱 | 決勝の全参加者 独唱 | 決勝の全参加者 独唱 | 決勝の全参加者 独唱 | 決勝の全参加者 独唱 | 決勝の全参加者 独唱 | 決勝の全参加者 独唱 | 決勝の全参加者 独唱 | 決勝の全参加者 独唱 | 決勝の全参加者 独唱 | 決勝の全参加者 独唱 | 決勝の全参加者 独唱 | 決勝の全参加者 独唱 | 決勝の全参加者 独唱 | 決勝の全参加者 独唱 | 決勝の全参加者 独唱 | 決勝の全参加者 独唱 | 決勝の全参加者 独唱 | 決勝の全参加者 独唱 | 決勝の全参加者 独唱 | 決勝の全参加者 独唱 | 決勝の全参加者 独唱 | 決勝の全参加者 独唱 | 決勝の全参加者 独唱 | 決勝の全参加者 独唱 | 決勝の全参加者 独唱 | 決勝の全参加者 独唱 | 決勝の全参加者 独唱 | 決勝の全参加者 独唱 | 決勝の全参加者 独唱 | 決勝の全参加者 独唱 | 決勝の全参加者 独唱 | 決勝の全参加者 独唱 | 決勝の全参加者 独唱 | 決勝の全参加者 独唱 | 決勝の全参加者 独唱 | 決勝の全参加者 独唱 | 決勝の全参加者 独唱 | 決勝の全参加者 独唱 | 決勝の全参加者 独唱 | 決勝の全参加者 独唱 | 決勝の全参加者 独唱 | 決勝の全参加者 独唱 | 決勝の全参加者 独唱 | 決勝の全参加者 独唱 | 決勝の全参加者 独唱 | 決勝の全参加者 独唱 | 決勝の全参加者 独唱 | 決勝の全参加者 独唱 | 決勝の全参加者 独唱 | 決勝の全参加者 独唱 | 決勝の全参加者 独唱 | 決勝の全参加者 独唱 | 決勝の全参加者 独唱 | 決勝の全参加者 独唱 | 決勝の全参加者 独唱 | 決勝の全参加者 独唱 | 決勝の全参加者 独唱 | 決勝の全参加者 独唱 | 決勝の全参加者 独唱 | 決勝の全参加者 独唱 | 決勝の全参加者 独唱 | 決勝の全参加者 独唱 | 決勝の全参加者 独唱 | 決勝の全参加者 独唱 | 決勝の全参加者 独唱 | 決勝の全参加者 独唱 | 決勝の全参加者 独唱 | 決勝の全参加者 独唱 | 決勝の全参加者 独唱 | 決勝の全参加者 独唱 | 決勝の全参加者 独唱 | 決勝の全参加者 独唱 | 決勝の全参加者 独唱 | 決勝の全参加者 独唱 | 決勝の全参加者 独唱 | 決勝の全参加者 独唱 | 決勝の全参加者 独唱 | 決勝の全参加者 独唱 | 決勝の全参加者 独唱 | 決勝の全参加者 独唱 | 決勝の全参加者 独唱 | 決勝の全参加者 独唱 | 決勝の全参加者 独唱 | 決勝の全参加者 独唱 | 決勝の全参加者 独唱 | 決勝の全参加者 独唱 | 決勝の全参加者 独唱 | 決勝の全参加者 独唱 | 決勝の全参加者 独唱 | 決勝の全参加者 独唱 | 決勝の全参加者 独唱 | 決勝の全参加者 独唱 | 決勝の全参加者 独唱 | 決勝の全参加者 独唱 | 決勝の全参加者 独唱 | 決勝の全参加者 独唱 | 決勝の全参加者 独唱 | 決勝の全参加者 独唱 | 決勝の全参加者 独唱 | 決勝の全参加者 独唱 | 決勝の全参加者 独唱 | ガンズ・アンド・ローゼズ コモドアーズ エクストリーム AC/DC | ガンズ・アンド・ローゼズ コモドアーズ エクストリーム AC/DC | ガンズ・アンド・ローゼズ コモドアーズ エクストリーム AC/DC | ガンズ・アンド・ローゼズ コモドアーズ エクストリーム AC/DC | ガンズ・アンド・ローゼズ コモドアーズ エクストリーム AC/DC | ガンズ・アンド・ローゼズ コモドアーズ エクストリーム AC/DC | ガンズ・アンド・ローゼズ コモドアーズ エクストリーム AC/DC | ガンズ・アンド・ローゼズ コモドアーズ エクストリーム AC/DC | ガンズ・アンド・ローゼズ コモドアーズ エクストリーム AC/DC | ガンズ・アンド・ローゼズ コモドアーズ エクストリーム AC/DC | ガンズ・アンド・ローゼズ コモドアーズ エクストリーム AC/DC | ガンズ・アンド・ローゼズ コモドアーズ エクストリーム AC/DC | ガンズ・アンド・ローゼズ コモドアーズ エクストリーム AC/DC | ガンズ・アンド・ローゼズ コモドアーズ エクストリーム AC/DC | ガンズ・アンド・ローゼズ コモドアーズ エクストリーム AC/DC | ガンズ・アンド・ローゼズ コモドアーズ エクストリーム AC/DC | ガンズ・アンド・ローゼズ コモドアーズ エクストリーム AC/DC | ガンズ・アンド・ローゼズ コモドアーズ エクストリーム AC/DC | ガンズ・アンド・ローゼズ コモドアーズ エクストリーム AC/DC | ガンズ・アンド・ローゼズ コモドアーズ エクストリーム AC/DC | ガンズ・アンド・ローゼズ コモドアーズ エクストリーム AC/DC | ガンズ・アンド・ローゼズ コモドアーズ エクストリーム AC/DC | ガンズ・アンド・ローゼズ コモドアーズ エクストリーム AC/DC | ガンズ・アンド・ローゼズ コモドアーズ エクストリーム AC/DC | ガンズ・アンド・ローゼズ コモドアーズ エクストリーム AC/DC | ガンズ・アンド・ローゼズ コモドアーズ エクストリーム AC/DC | ガンズ・アンド・ローゼズ コモドアーズ エクストリーム AC/DC | ガンズ・アンド・ローゼズ コモドアーズ エクストリーム AC/DC | ガンズ・アンド・ローゼズ コモドアーズ エクストリーム AC/DC | ガンズ・アンド・ローゼズ コモドアーズ エクストリーム AC/DC | ガンズ・アンド・ローゼズ コモドアーズ エクストリーム AC/DC | ガンズ・アンド・ローゼズ コモドアーズ エクストリーム AC/DC | ガンズ・アンド・ローゼズ コモドアーズ エクストリーム AC/DC | ガンズ・アンド・ローゼズ コモドアーズ エクストリーム AC/DC | ガンズ・アンド・ローゼズ コモドアーズ エクストリーム AC/DC | ガンズ・アンド・ローゼズ コモドアーズ エクストリーム AC/DC | ガンズ・アンド・ローゼズ コモドアーズ エクストリーム AC/DC | ガンズ・アンド・ローゼズ コモドアーズ エクストリーム AC/DC | ガンズ・アンド・ローゼズ コモドアーズ エクストリーム AC/DC | ガンズ・アンド・ローゼズ コモドアーズ エクストリーム AC/DC | ガンズ・アンド・ローゼズ コモドアーズ エクストリーム AC/DC | ガンズ・アンド・ローゼズ コモドアーズ エクストリーム AC/DC | ガンズ・アンド・ローゼズ コモドアーズ エクストリーム AC/DC | ガンズ・アンド・ローゼズ コモドアーズ エクストリーム AC/DC | ガンズ・アンド・ローゼズ コモドアーズ エクストリーム AC/DC | ガンズ・アンド・ローゼズ コモドアーズ エクストリーム AC/DC | ガンズ・アンド・ローゼズ コモドアーズ エクストリーム AC/DC | ガンズ・アンド・ローゼズ コモドアーズ エクストリーム AC/DC | ガンズ・アンド・ローゼズ コモドアーズ エクストリーム AC/DC | ガンズ・アンド・ローゼズ コモドアーズ エクストリーム AC/DC | ガンズ・アンド・ローゼズ コモドアーズ エクストリーム AC/DC | ガンズ・アンド・ローゼズ コモドアーズ エクストリーム AC/DC | ガンズ・アンド・ローゼズ コモドアーズ エクストリーム AC/DC | ガンズ・アンド・ローゼズ コモドアーズ エクストリーム AC/DC | ガンズ・アンド・ローゼズ コモドアーズ エクストリーム AC/DC | ガンズ・アンド・ローゼズ コモドアーズ エクストリーム AC/DC | ガンズ・アンド・ローゼズ コモドアーズ エクストリーム AC/DC | ガンズ・アンド・ローゼズ コモドアーズ エクストリーム AC/DC | ガンズ・アンド・ローゼズ コモドアーズ エクストリーム AC/DC | ガンズ・アンド・ローゼズ コモドアーズ エクストリーム AC/DC | ガンズ・アンド・ローゼズ コモドアーズ エクストリーム AC/DC | ガンズ・アンド・ローゼズ コモドアーズ エクストリーム AC/DC | ガンズ・アンド・ローゼズ コモドアーズ エクストリーム AC/DC | ガンズ・アンド・ローゼズ コモドアーズ エクストリーム AC/DC | ガンズ・アンド・ローゼズ コモドアーズ エクストリーム AC/DC | ガンズ・アンド・ローゼズ コモドアーズ エクストリーム AC/DC | ガンズ・アンド・ローゼズ コモドアーズ エクストリーム AC/DC | ガンズ・アンド・ローゼズ コモドアーズ エクストリーム AC/DC | ガンズ・アンド・ローゼズ コモドアーズ エクストリーム AC/DC | ガンズ・アンド・ローゼズ コモドアーズ エクストリーム AC/DC | ガンズ・アンド・ローゼズ コモドアーズ エクストリーム AC/DC | ガンズ・アンド・ローゼズ コモドアーズ エクストリーム AC/DC | ガンズ・アンド・ローゼズ コモドアーズ エクストリーム AC/DC | ガンズ・アンド・ローゼズ コモドアーズ エクストリーム AC/DC | ガンズ・アンド・ローゼズ コモドアーズ エクストリーム AC/DC | ガンズ・アンド・ローゼズ コモドアーズ エクストリーム AC/DC | ガンズ・アンド・ローゼズ コモドアーズ エクストリーム AC/DC | ガンズ・アンド・ローゼズ コモドアーズ エクストリーム AC/DC | ガンズ・アンド・ローゼズ コモドアーズ エクストリーム AC/DC | ガンズ・アンド・ローゼズ コモドアーズ エクストリーム AC/DC | ガンズ・アンド・ローゼズ コモドアーズ エクストリーム AC/DC | ガンズ・アンド・ローゼズ コモドアーズ エクストリーム AC/DC | ガンズ・アンド・ローゼズ コモドアーズ エクストリーム AC/DC | ガンズ・アンド・ローゼズ コモドアーズ エクストリーム AC/DC | ガンズ・アンド・ローゼズ コモドアーズ エクストリーム AC/DC | ガンズ・アンド・ローゼズ コモドアーズ エクストリーム AC/DC | ガンズ・アンド・ローゼズ コモドアーズ エクストリーム AC/DC | ガンズ・アンド・ローゼズ コモドアーズ エクストリーム AC/DC | ガンズ・アンド・ローゼズ コモドアーズ エクストリーム AC/DC | ガンズ・アンド・ローゼズ コモドアーズ エクストリーム AC/DC | ガンズ・アンド・ローゼズ コモドアーズ エクストリーム AC/DC | ガンズ・アンド・ローゼズ コモドアーズ エクストリーム AC/DC | ガンズ・アンド・ローゼズ コモドアーズ エクストリーム AC/DC | ガンズ・アンド・ローゼズ コモドアーズ エクストリーム AC/DC | ガンズ・アンド・ローゼズ コモドアーズ エクストリーム AC/DC | ガンズ・アンド・ローゼズ コモドアーズ エクストリーム AC/DC | ガンズ・アンド・ローゼズ コモドアーズ エクストリーム AC/DC | ガンズ・アンド・ローゼズ コモドアーズ エクストリーム AC/DC | ガンズ・アンド・ローゼズ コモドアーズ エクストリーム AC/DC | ガンズ・アンド・ローゼズ コモドアーズ エクストリーム AC/DC | 2位                                      | 2位                                      | 2位                                      | 2位                                      | 2位                                      | 2位                                      | 2位                                      | 2位                                      | 2位                                      | 2位                                      | 2位                                      | 2位                                      | 2位                                      | 2位                                      | 2位                                      | 2位                                      | 2位                                      | 2位                                      | 2位                                      | 2位                                      | 2位                                      | 2位                                      | 2位                                      | 2位                                      | 2位                                      | 2位                                      | 2位                                      | 2位                                      | 2位                                      | 2位                                      | 2位                                      | 2位                                      | 2位                                      | 2位                                      | 2位                                      | 2位                                      | 2位                                      | 2位                                      | 2位                                      | 2位                                      | 2位                                      | 2位                                      | 2位                                      | 2位                                      | 2位                                      | 2位                                      | 2位                                      | 2位                                      | 2位                                      | 2位                                      | 2位                                      | 2位                                      | 2位                                      | 2位                                      | 2位                                      | 2位                                      | 2位                                      | 2位                                      | 2位                                      | 2位                                      | 2位                                      | 2位                                      | 2位                                      | 2位                                      | 2位                                      | 2位                                      | 2位                                      | 2位                                      | 2位                                      | 2位                                      | 2位                                      | 2位                                      | 2位                                      | 2位                                      | 2位                                      | 2位                                      | 2位                                      | 2位                                      | 2位                                      | 2位                                      | 2位                                      | 2位                                      | 2位                                      | 2位                                      | 2位                                      | 2位                                      | 2位                                      | 2位                                      | 2位                                      | 2位                                      | 2位                                      | 2位                                      | 2位                                      | 2位                                      | 2位                                      | 2位                                      | 2位                                      | 2位                                      | 2位                                      | 2位                                      |

## オペラツィヤ・トリユムフ後

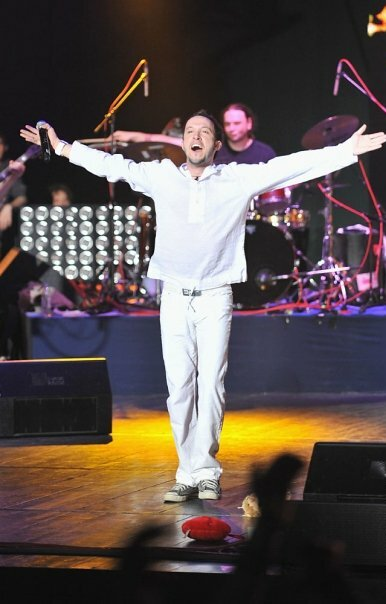
オペラツィヤ・トリユムフでのパフォーマンス。ベオグラードにて

オペラツィヤ・トリユムフ終了後、セルビアからの同番組の参加者3人（ニコラ・パウノヴィッチ Nikola Paunović、ニコラ・サリッチ Nikola Sarić、ジョルジェ・ゴゴヴ Đorđe Gogov）と共にOTベンド（OT Bend）というバンドを結成した。
2009年2月23日、ヴカシンらOTベンドはソーニャ・バキッチ（Sonja Bakić）と共に、ジェームス・ブラントのベオグラードでのコンサートの前座を務めた。
OTベンドは、ユーロビジョン・ソング・コンテストのセルビア代表選考であるベオヴィジヤ2009に挑戦し、E.オーウェン、S.ヴクマノヴィッチ、E.ボトリッチによる楽曲「Blagoslov za Kraj」を披露した。3月7日の準決勝では、OTベンドは24得点を得て首位で決勝進出を決めた。翌日の決勝では、視聴者投票5万3550票のうち2万8521票を得て、視聴者投票では首位となり、最高得点である12点を得た。しかし、審査員投票では5点しか得られず、総合順位では次点に終わった。
2009年4月19日と20日、ヴカシンら、かつてのオペラツィヤ・トリユムフ参加者たちは、ベオグラードのサヴァ・センター（Sava Centar）で1万人の観衆を前にして2日間のコンサートを行った。ヴカシンはOTベンドの楽曲や、国内外のヒット曲のカバーを歌った。同年の夏、オペラツィヤ・トリユムフの参加者たちはモンテネグロ・ツアーを行い、中でもポドゴリツァでは大きな競技場（Stadion malih sportova）を使用して行われた。同国のヘルツェグ・ノヴィで開かれたスンチャネ・スカレ2009では、1日目の夜にプリンス賞（Prinčeve nagrade）が選ばれ、OTベンドとカロリーナ・ゴチェヴァの楽曲「Zaboravi」は「今年のブレイクスルー」賞に選ばれた。
2009年7月12日、ベオグラード・アリーナにてOTベンドはアナ・ベビッチと共に第25回夏季ユニバーシアードの閉会式でパフォーマンスを行った。この大会には145の国から8千2百人の参加者が集まっていた。
他のオペラツィヤ・トリユムフの参加者たちも各地でコンサートを行っており、OTベンドとアナ・ベビッチがウジツェ（Užice）で開いたコンサートでは、1万人が集まった。オペラツィヤ・トリユムフの参加者による「さよならコンサート」はこの年の年末にベオグラードのサヴァ・センターで行われ、彼らはこれをもってオペラツィヤ・トリユムフ「生徒」としての活動を終え、それぞれのキャリアを築く道へと旅立つとされた。
ヴォイカン・ボリサヴリェヴィッチ（Vojkan Borisavljević）の指揮によるセルビア国防省のスラニスラヴ・ビニチュキ楽団（Stanislav Binički）の演奏の下、ベオグラードのドム・シンディカタ（Dom sindikata）にてスウェーデンのバンドABBAのマンマ・ミーアと題するコンサートが行われた。OTベンドは、マーヤ・オジャクリイェフスカ（Maja Odžaklijevska）、ナダ・パヴロヴィッチ（Nada Pavlović）、ティヤナ・ダプチェヴィッチ、イェレナ・ヨヴィチッチ（Jelena Jovičić）、ミレナ・ヴァシッチ（Milena Vasić）、デヤン・ルトキッチ（Dejan Lutkić）、マリンコ・マジュガリ（Marinko Madžgalj）と共にコンサートに参加した。コンサートには在セルビア・スウェーデン大使館が出資しており、また特別ゲストとしてベオグラード・オペラのプリマドンナ、ヤドランカ・ヨヴァノヴィッチ（Jadranka Jovanović）が招聘された。
2010年1月11日、ヴカシン・ブライッチの楽曲「Munja i grom」が、ノルウェーのオスロで開催予定のユーロビジョン・ソング・コンテストの2010年大会に、ボスニア・ヘルツェゴビナ代表曲として選ばれたことが発表された。

## シングル
- OTベンド - Blagoslov za kraj
- OTベンド - Strpi se još malo
- OTベンド feat. カロリーナ・ゴチェヴァ - Zaboravi